# 愛知縣

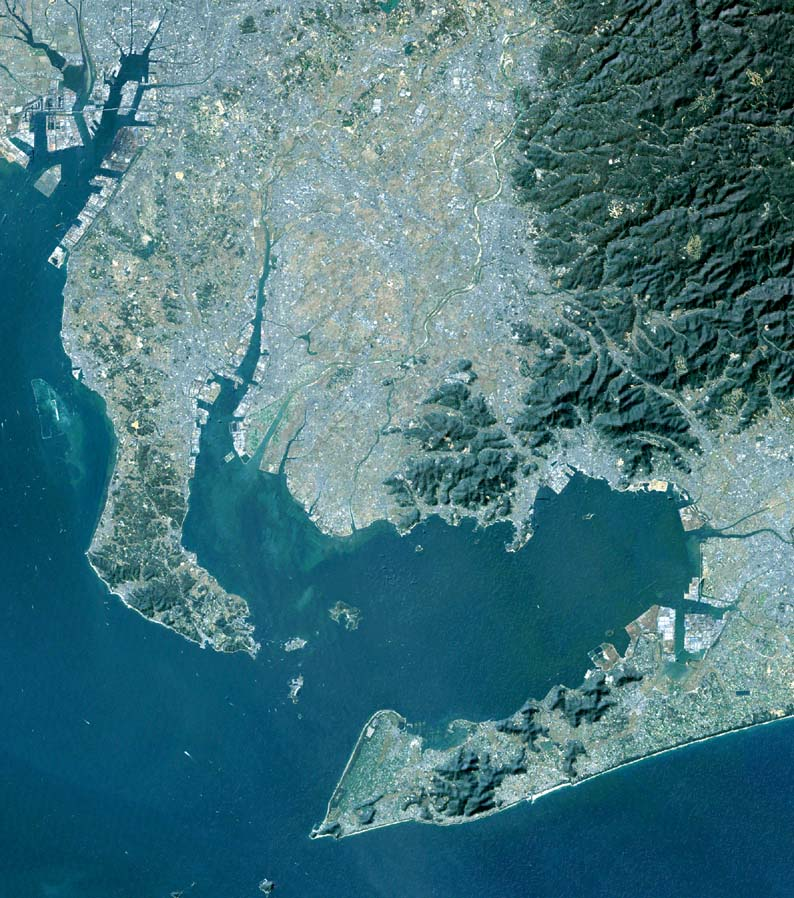
知多半島（左）、渥美半島（下）、三河灣（中間）

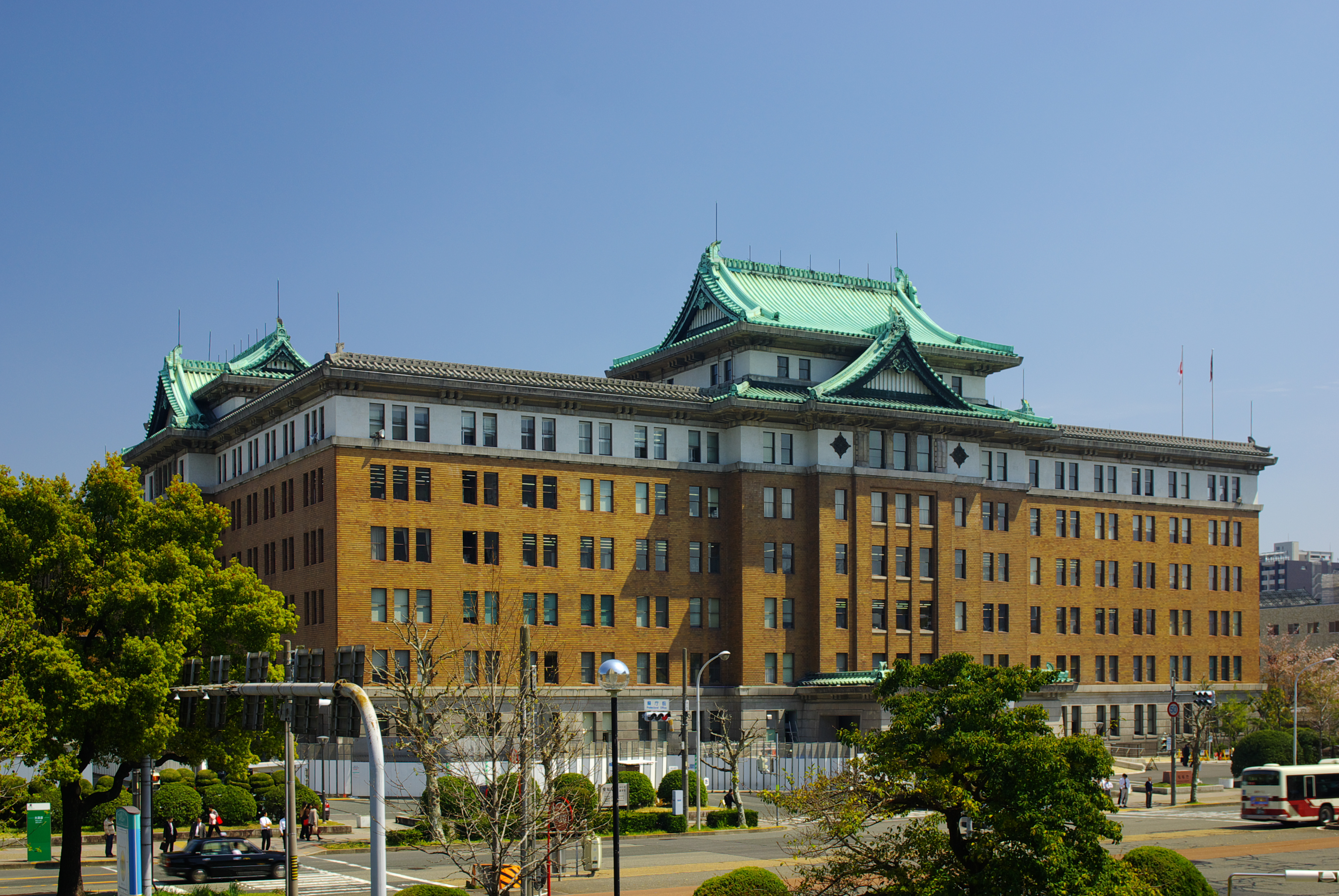
愛知縣廳

愛知縣（日语：／ Aichi ken */?）是位於日本中部地方的縣，首府與第一大城為名古屋市。

## 歷史
根據考古發現，至晚在十萬年前，愛知縣境內已經有「牛川人」生息繁衍。愛知縣在歷史上，是尾張國、三河國這兩個令制國的轄區。戰國時期的「名古屋三英傑」織田信長、豐臣秀吉和德川家康都出身於此。
1871年，明治新政府實行廢藩置縣，除知多郡外的尾張成為名古屋縣，而三河則與知多合併成額田縣。名古屋縣於1872年4月易名為愛知縣，之後在同年11月27日與額田縣合併成為今天的愛知縣。縣名是由曾管轄名古屋市中心的愛知郡而來。爱知县和名古屋市获得2026年亚运会举办权。

## 地理
愛知縣位處日本列島中央，向南可經三河灣及伊勢灣通往太平洋。東面與靜岡縣接鄰；東北面為長野縣；北面為岐阜縣；西面則為三重縣。縣的東西端相距106公里，南北端相距94公里；全縣總面積為5153.81平方公里，約佔全日本面積1.36％。最高點為海拔1415公尺的茶臼山。縣內大致分為尾張地區和三河地區，三河地區又分為西三河地區和東三河地區。尾張、西三河、東三河的面積比約為1:1:1，人口比約為7:2:1。

### 气候
愛知縣属于太平洋侧气候，夏季高温潮湿，非常闷热。冬季干燥、晴朗的日子很多，吹着被称为 "伊吹吉风 "的干燥寒风，气温会像日本北部一样迅速下降。由于受西北季风的影响，当冬季形成强气压模式时，雪云从岐阜县关原附近流入，爱知县西部等地有时会遭遇局部大雪。另外，在东三河北部和西三河东北部的山区也在一定程度上受到中部高原气候的影响。
- 犬山城
- 日间贺岛
（知多郡南知多町）[1]
- 香嵐溪
（豊田市）
- 茶臼山高原滑雪场
（北设乐郡丰根村）

## 行政區劃
轄下共38市7郡14町2村。

### 尾張地方
- 名古屋市：千種區、東區、北區、西區、中村區、中區、昭和區、瑞穗區、熱田區、中川區、港區、南區、守山區、綠區、名東區、天白區
- 愛西市、海部市、一宮市、稻澤市、犬山市、岩倉市、大府市、尾張旭市、春日井市、清須市、江南市、小牧市、瀨戶市、知多市、津島市、東海市、常滑市、豐明市、日進市、半田市、北名古屋市、彌富市、長久手市
- 愛知郡：東鄉町
- 海部郡：大治町、蟹江町、飛島村
- 西春日井郡：豐山町
- 丹羽郡：大口町、扶桑町
- 知多郡：阿久比町、武豐町、東浦町、南知多町、美濱町

### 西三河地方
- 安城市、岡崎市、刈谷市、高濱市、知立市、豐田市、西尾市、碧南市、三好市
- 額田郡：幸田町

### 東三河地方
- 豐橋市、豐川市、蒲郡市、田原市、新城市
- 北設樂郡：設樂町、東榮町、豐根村

## 經濟
愛知縣是日本的工業大縣，是中京工業地帶的中心。名義國內生產總值（GDP）在日本仅次于东京都、大阪府居全国第3位，人均收入僅次於東京。製成品年出貨量達48萬億日元，連續44年位居日本第一。2019年商品銷售額為33萬億72920億日元，居日本第3位。愛知縣有以豐田汽車為首的眾多汽車企業。豐田汽車在1937年設立。在高度經濟成長期之後，愛知縣的汽車產業發展成為高度發達的產業。

### 產業
縣內總生產（2004年）有34兆6503億日圓，佔日本國內生產總值的7.0%。
- 汽車工業
- 飛機生產

### 經濟界

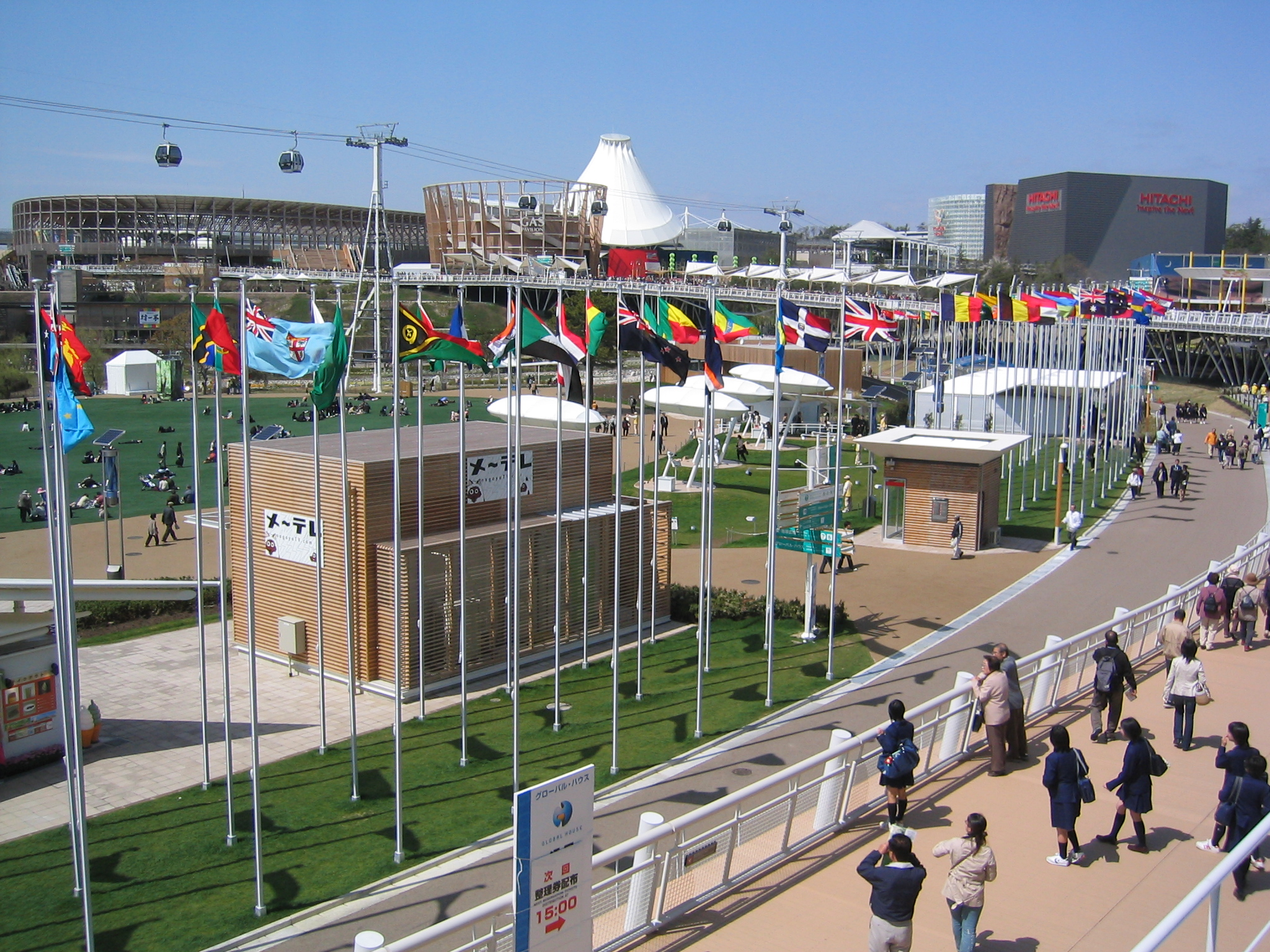
2005年世界博览会

#### 過去的「五攝家」
五攝家是以愛知縣名古屋市為根據地的中部圈財界的一群名門企業，包括有旧伊藤財閥系企業的東海銀行及松坂屋、基建企業的名古屋鐵道、中部電力及東邦瓦斯五家商社所構成。曾經獨佔中部經濟聯合會（簡稱「中經聯」）、名古屋商工會議所（名商）等經濟團體的代表，名古屋觀光酒店及名古屋波士頓美術館等主導負責的企業。

## 人口
愛知縣的人口在所有都道府縣中排行第四，據2021年10月1日統計有7,519,785人。在縣內市町村中，名古屋市人口最多，有2,327,723；人口最少為豐根村，只有982人。

## 交通
過去愛知的交通主要依靠火車連接，昔日的樞紐機場為名古屋機場，但自從中部国际机场開放以後，對外交通就大大改善。乘搭火車從名铁名古屋站出發，只要30分鐘就可到達中部国际机场。
鐵路有東海旅客鐵道（JR東海）營運的東海道新幹線及多條在來線。名古屋鐵道（名鐵）為愛知縣最大的私鐵業者，另外還有經營旅客鐵路的近畿日本鐵道（近鐵）、名古屋市營地下鐵、名古屋臨海高速鐵道、愛知高速交通、愛知環狀鐵道、豐橋鐵道、東海交通事業、名古屋導向巴士，和專營鐵路貨運的日本貨物鐵道（JR貨物）、名古屋臨海鐵道及衣浦臨海鐵道。
由於愛知縣是汽車產業重鎮，擁有汽車的人口比例亦高，主要的高速公路有東名高速公路、名神高速公路及新東名高速公路等。

## 文化

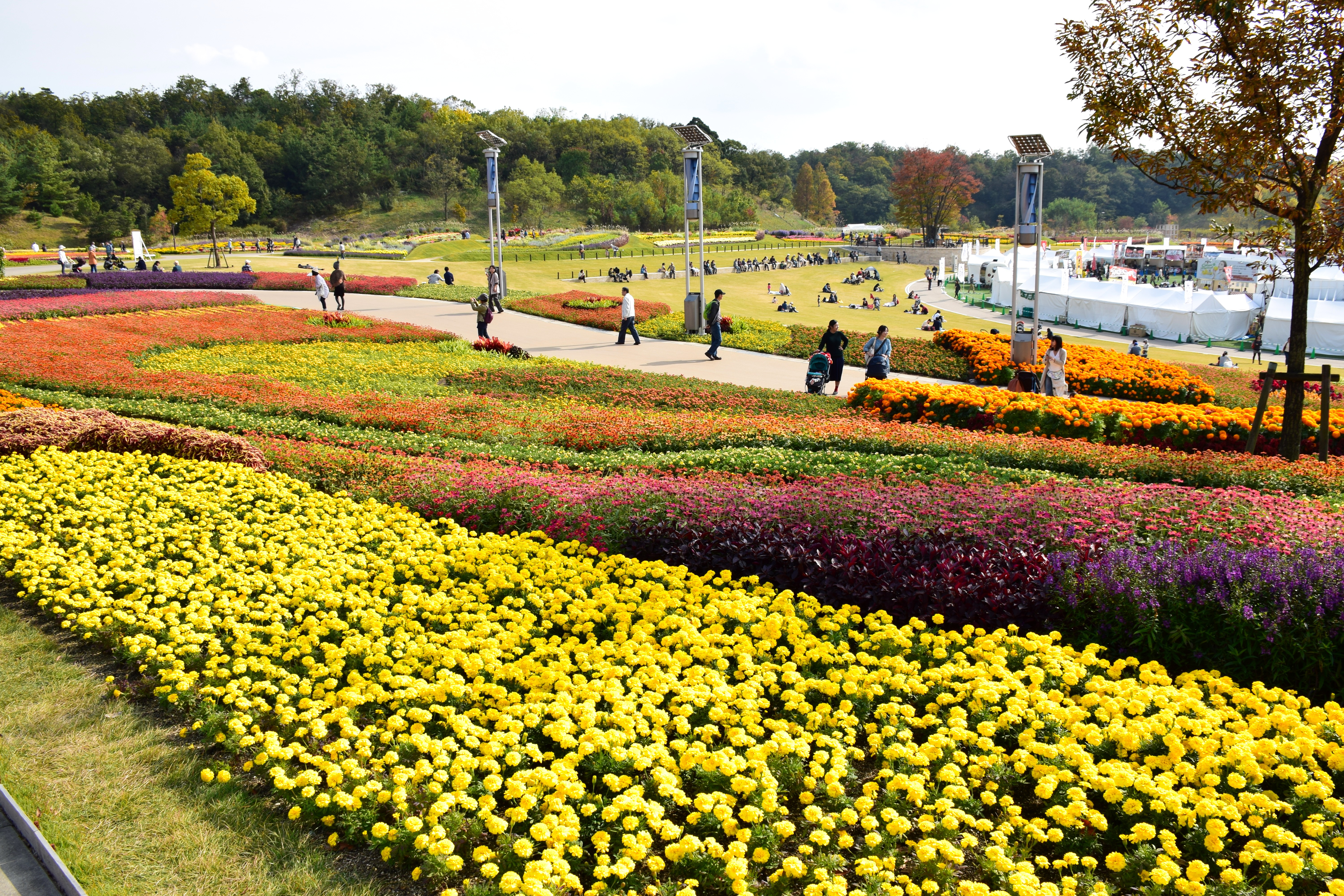
愛·地球博紀念公園

- 2005年日本國際博覽會（EXPO 2005）於2005年3月25日到9月25日在瀨戶市和長久手町舉行。

## 旅遊

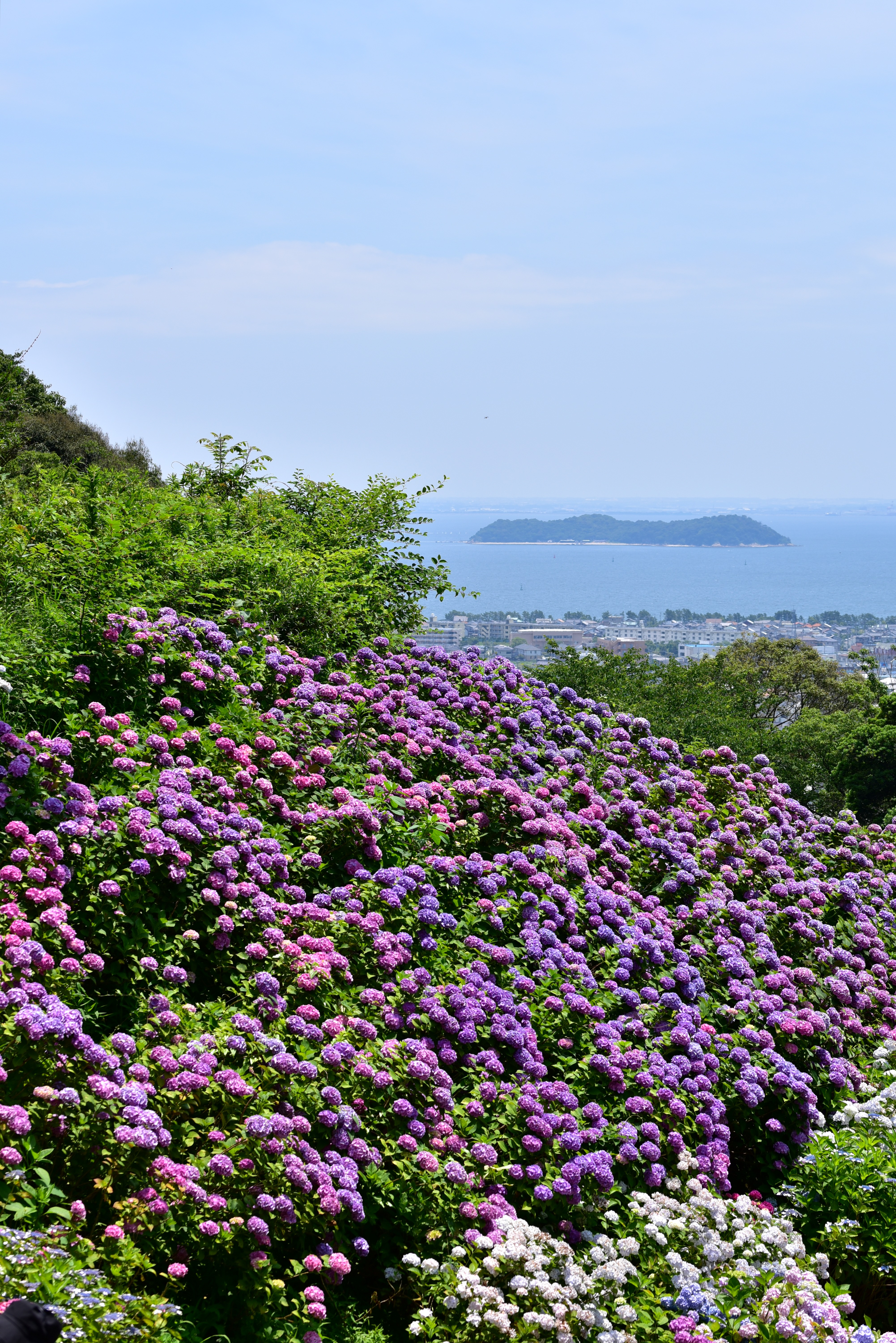
形原溫泉

- 名古屋城
- 犬山城
- 岡崎城
- 豐田產業技術紀念館
- 博物館明治村
- 熱田神宮
- 德川美術館（日语：徳川美術館）
- 日本樂高樂園
- 吉卜力公園

## 主要节日活动
- 尾张津岛天王节（UNESCO的非物质文化遗产）
- 犬山节（UNESCO的非物质文化遗产）
- 亀崎潮干节（UNESCO的非物质文化遗产）
- 知立节（UNESCO的非物质文化遗产）
- 須成节（UNESCO的非物质文化遗产）
- 名古屋节
- 筒井町出来町天王节
- 大田节
- 三谷节
- 鯛魚节
- 乙川节
- 万灯节
- 一色大灯笼节
- 鳥羽的火祭
- 尾张津岛秋季节

## 特產
| 水果・蔬菜       | 水果・蔬菜                     |
| ---------------- | ------------------------------ |
| 甜瓜             | 渥美地方是全國有數的產地。     |
| 葡萄             | 知多半島。                     |
| 抹茶             | 抹茶的生產量全國第1位。        |
| 魚介類・海產物   |                                |
| 鰻               | 利用矢作川的天然水養殖的鰻魚。 |
| 花蛤             | 東幡豆海岸有名。               |
| 肉類・乳製品     |                                |
| 名古屋交趾雞     | 地方的雞品種。                 |
| 和牛             | 鳳来牛。（新城市）             |
| 鄉土料理         |                                |
| 味噌煮込みうどん | 味增烏龍麵，愛知的鄉土麺。     |
| 棊子麺           | 名古屋的名物。                 |
| 櫃まぶし         | 名古屋特產的鰻魚飯。           |
| 台灣拉麵         | 名古屋特產的辣味拉麵。         |
| 味增豬排         | 名古屋特產的名物。             |
| 外郎             | 名古屋的名物菓子。             |
| 工藝品・民藝品   |                                |
| 常滑燒           | 國家指定的傳統工藝品。         |
| 瀬戶染付燒       | 國家指定的傳統工藝品。         |
| 赤津燒           | 國家指定的傳統工藝品。         |
| 尾張七寶         | 國家指定的傳統工藝品。         |
| 有松・鳴海絞     | 國家指定的傳統工藝品。         |
| 名古屋友禪       | 國家指定的傳統工藝品           |
| 名古屋黒紋付染   | 國家指定的傳統工藝品           |
| 豊橋筆           | 國家指定的傳統工藝品           |
| 名古屋佛壇       | 國家指定的傳統工藝品           |
| 三河佛壇         | 國家指定的傳統工藝品           |
| 岡崎石工品       | 國家指定的傳統工藝品           |
| 名古屋桐箪笥     | 國家指定的傳統工藝品。         |

## 出身名人
- 鈴木一朗
- 海部俊樹
- 加藤高明
- 松井玲奈
- 松井珠理奈
- 木藤亞也
- 諸星大
- 平手友梨奈
- 櫻井孝宏
- 齐藤麻衣
- 石田彰
- 岡田有希子
- 石川祐希
- 石川真佑
- 宇野贊多
- 堀越耕平
- 木全翔也
- 木村柾哉
- 平野紫耀
- 佐佐木舞香、本渡楓
- 佐藤景瑚、赤楚衛二
- 三品瑠香

## 媒體

### 電視台
| 頻道（遙控器號碼） | 電視台                                              |
| 1                  | 東海電視台（FNN系列）                               |
| 2                  | NHK E                                               |
| 3                  | NHK G（名古屋放送局）                               |
| 4                  | 中京電視台（NNN系列）                               |
| 5                  | 中部日本放送（JNN系列）                             |
| 6                  | 名古屋電視台                                        |
| 7                  | 三重電視台（獨立UHF，愛知縣東部平原、西部可接收到） |
| 10                 | 愛知電視台                                          |

## 圖集

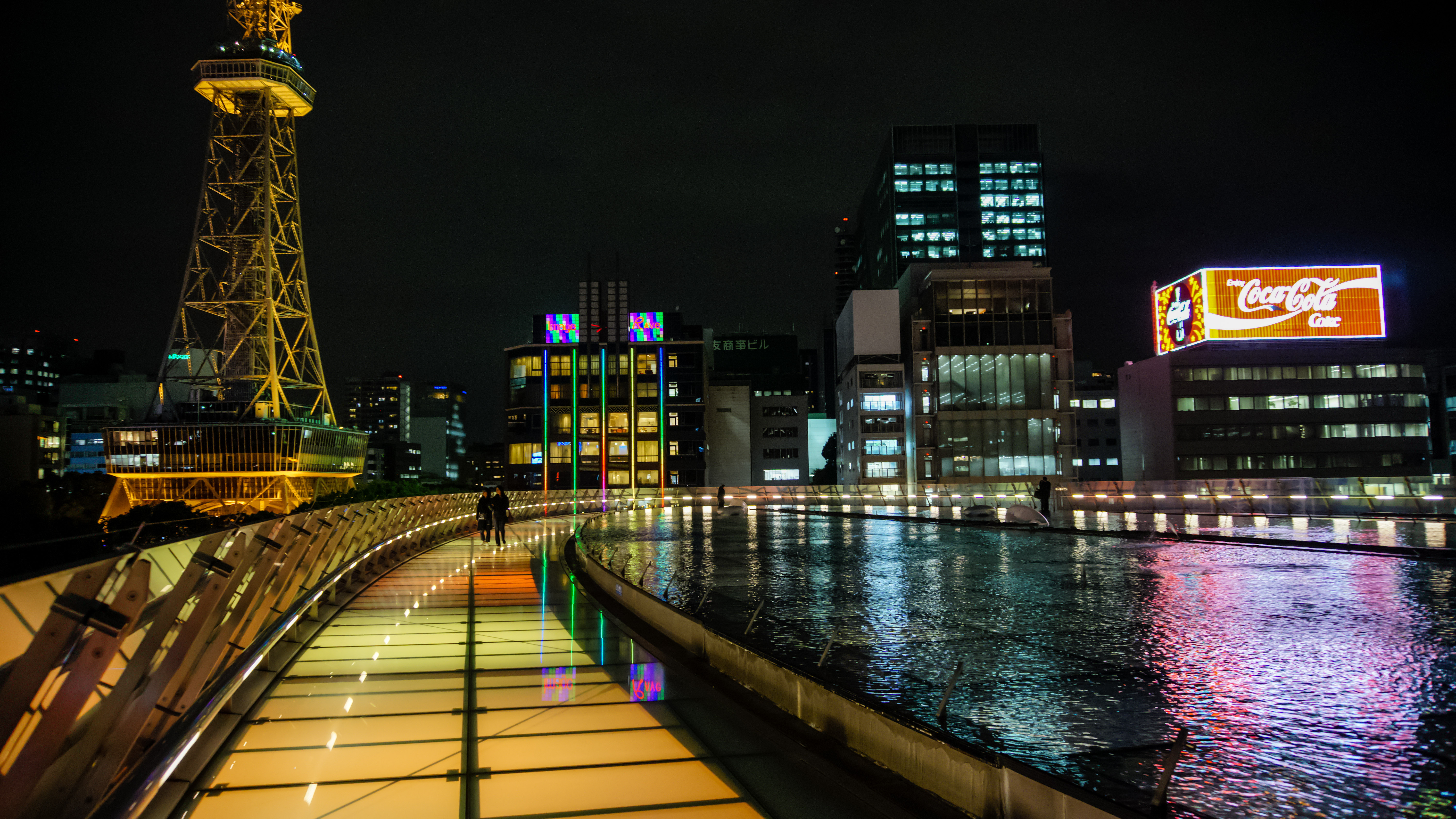
綠洲21（日语：オアシス21）（名古屋市中區）
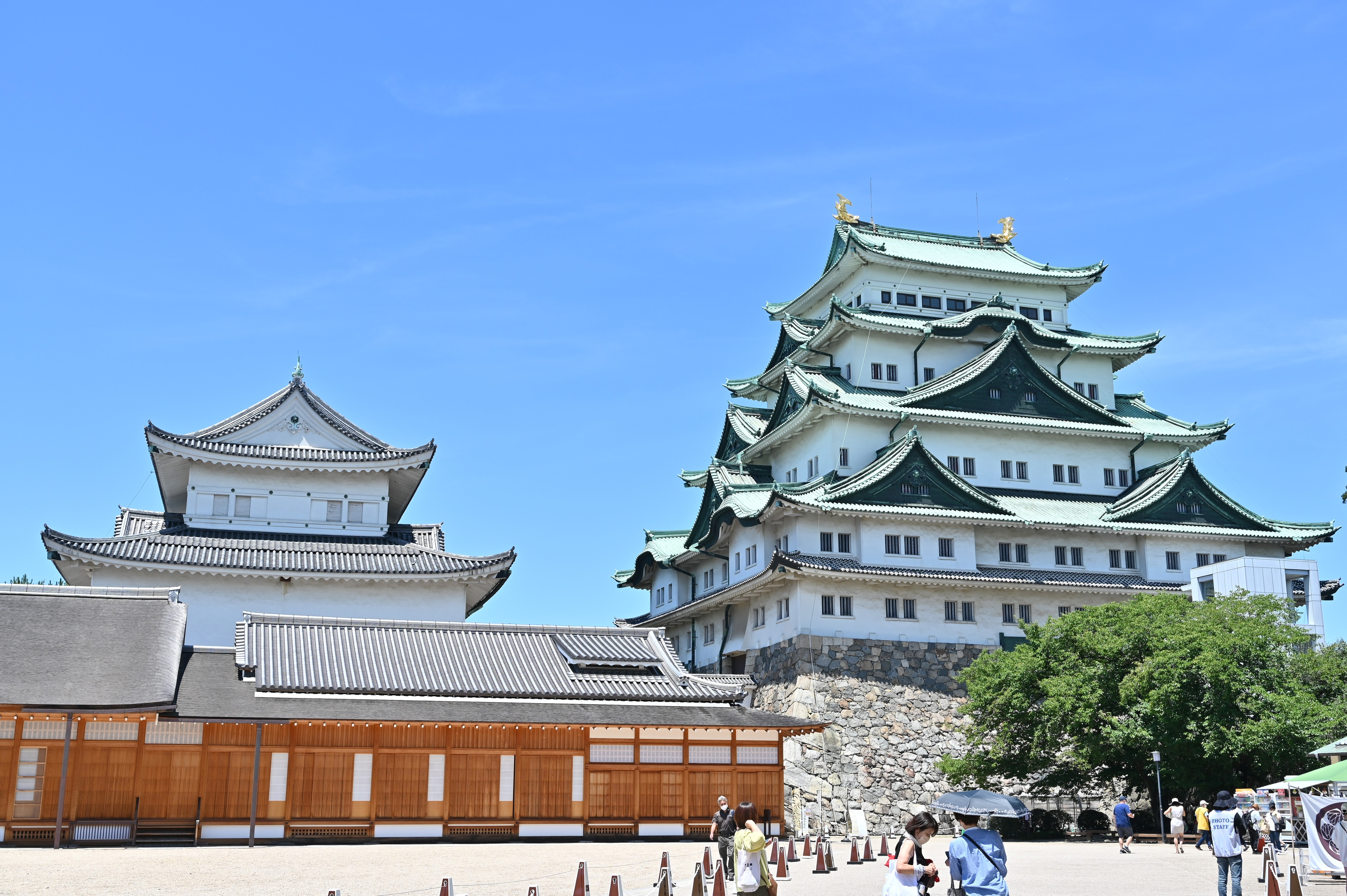
名古屋城（名古屋市中區）
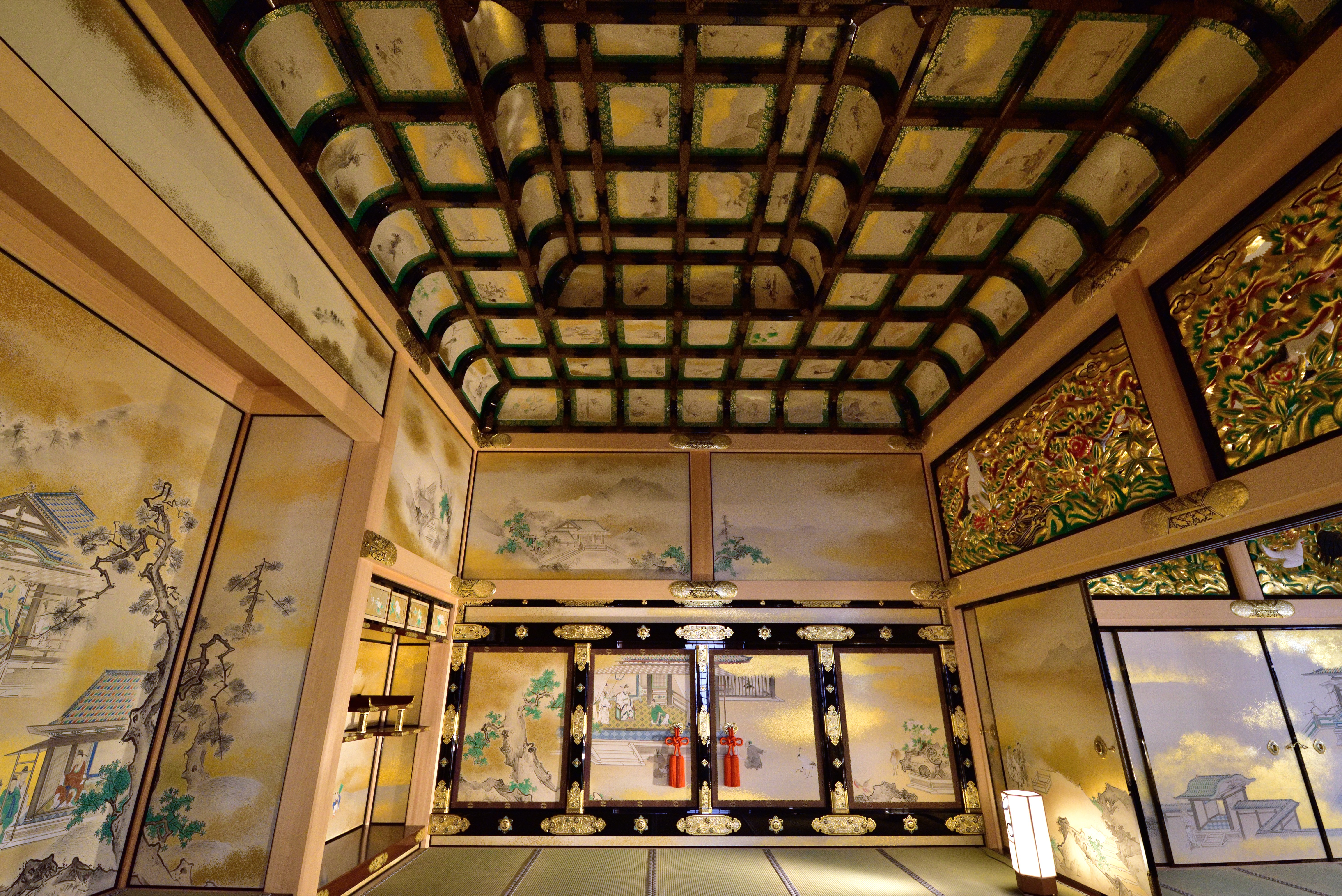
本丸御殿 (名古屋城)
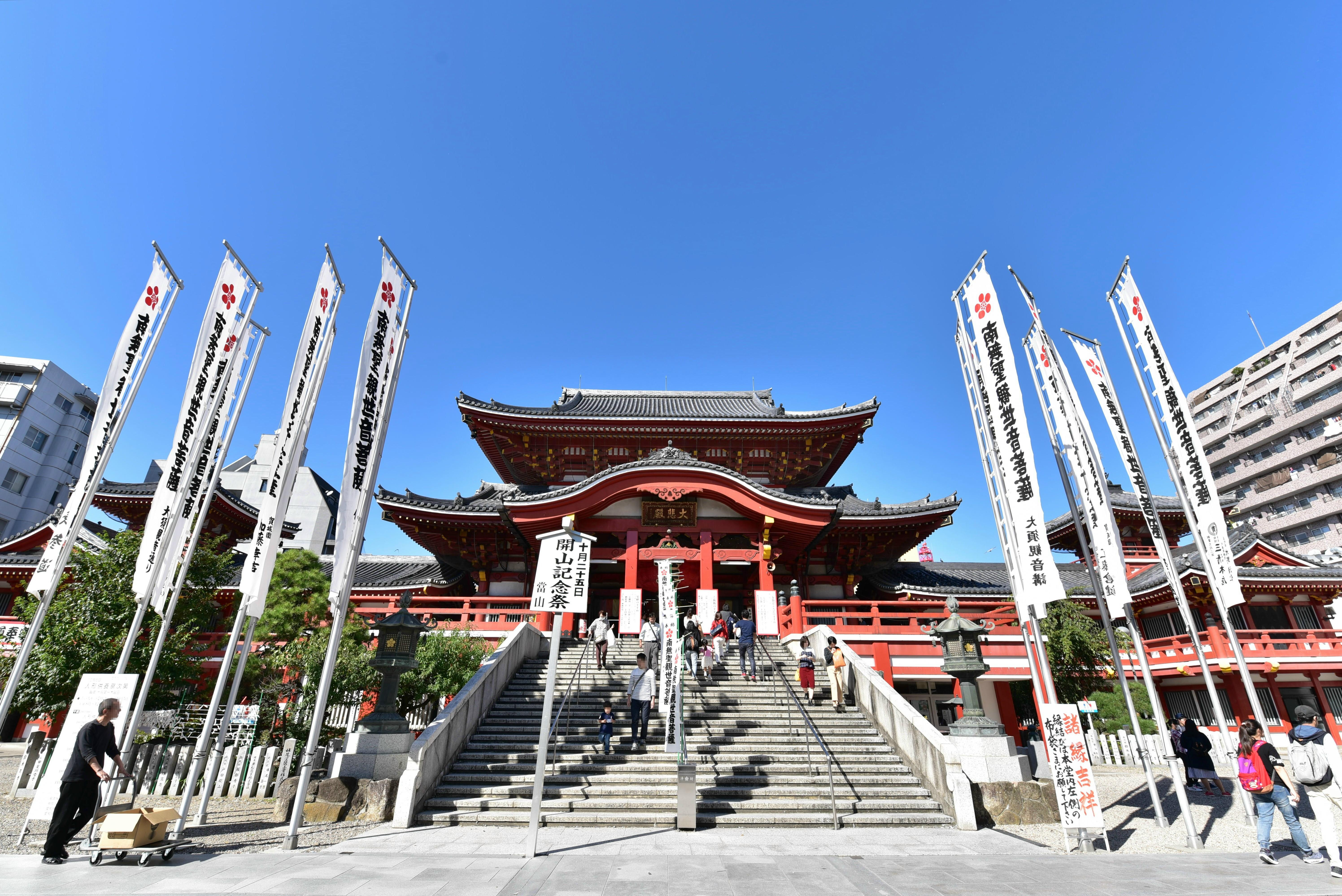
大须观音（名古屋市中區）
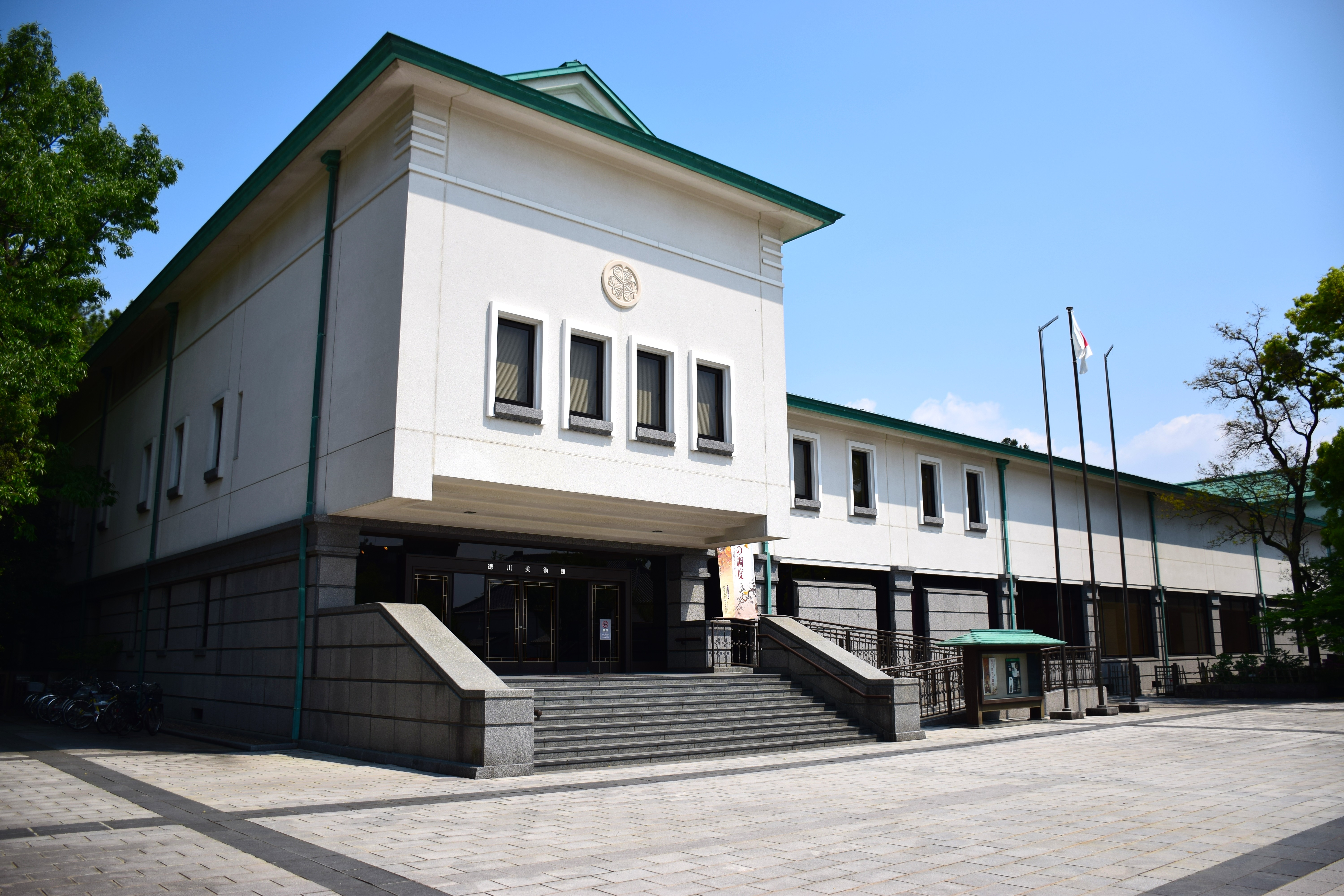
德川美術館 （页面存档备份，存于）（名古屋市東區）
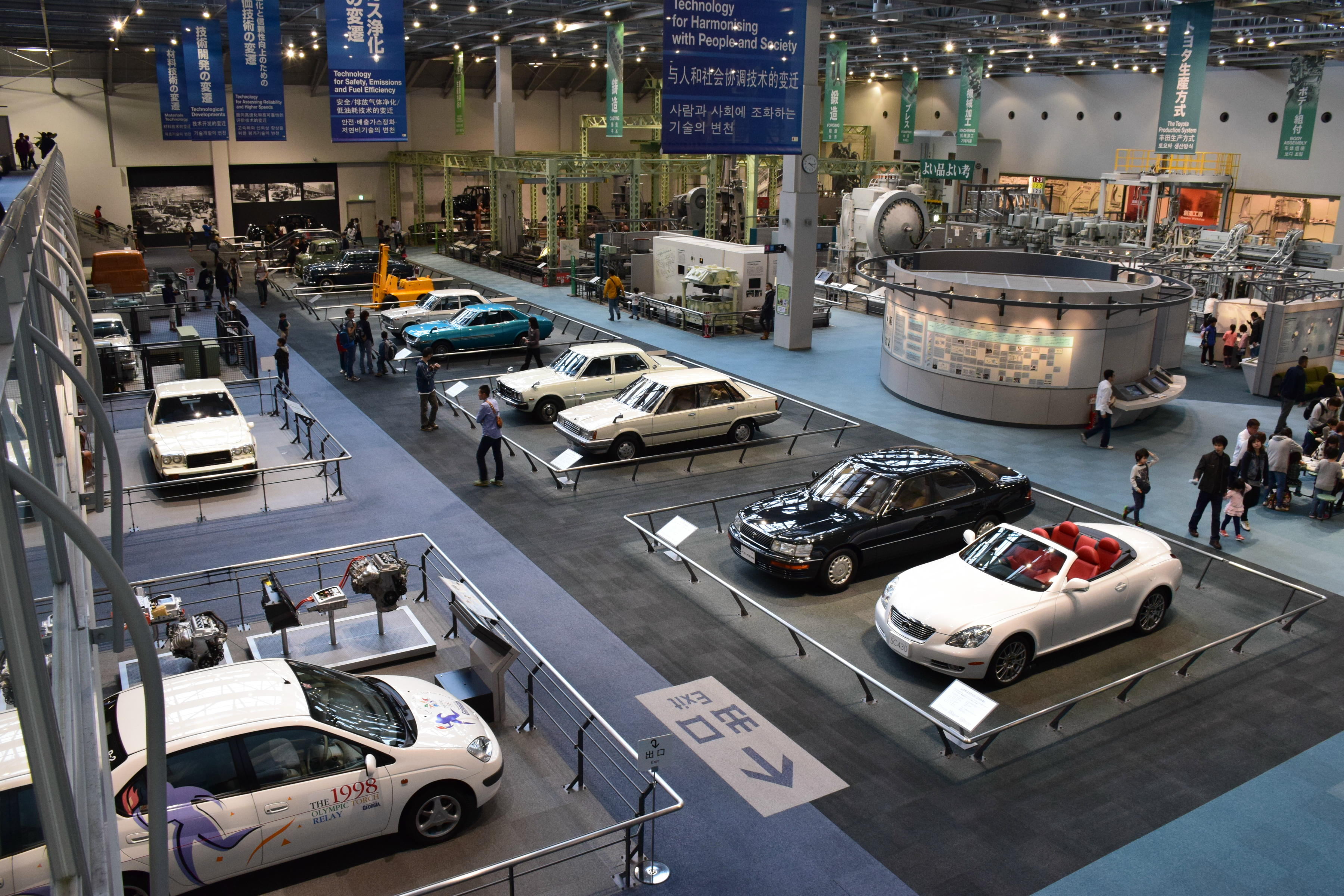
豐田產業技術紀念館 （页面存档备份，存于）（名古屋市西區）
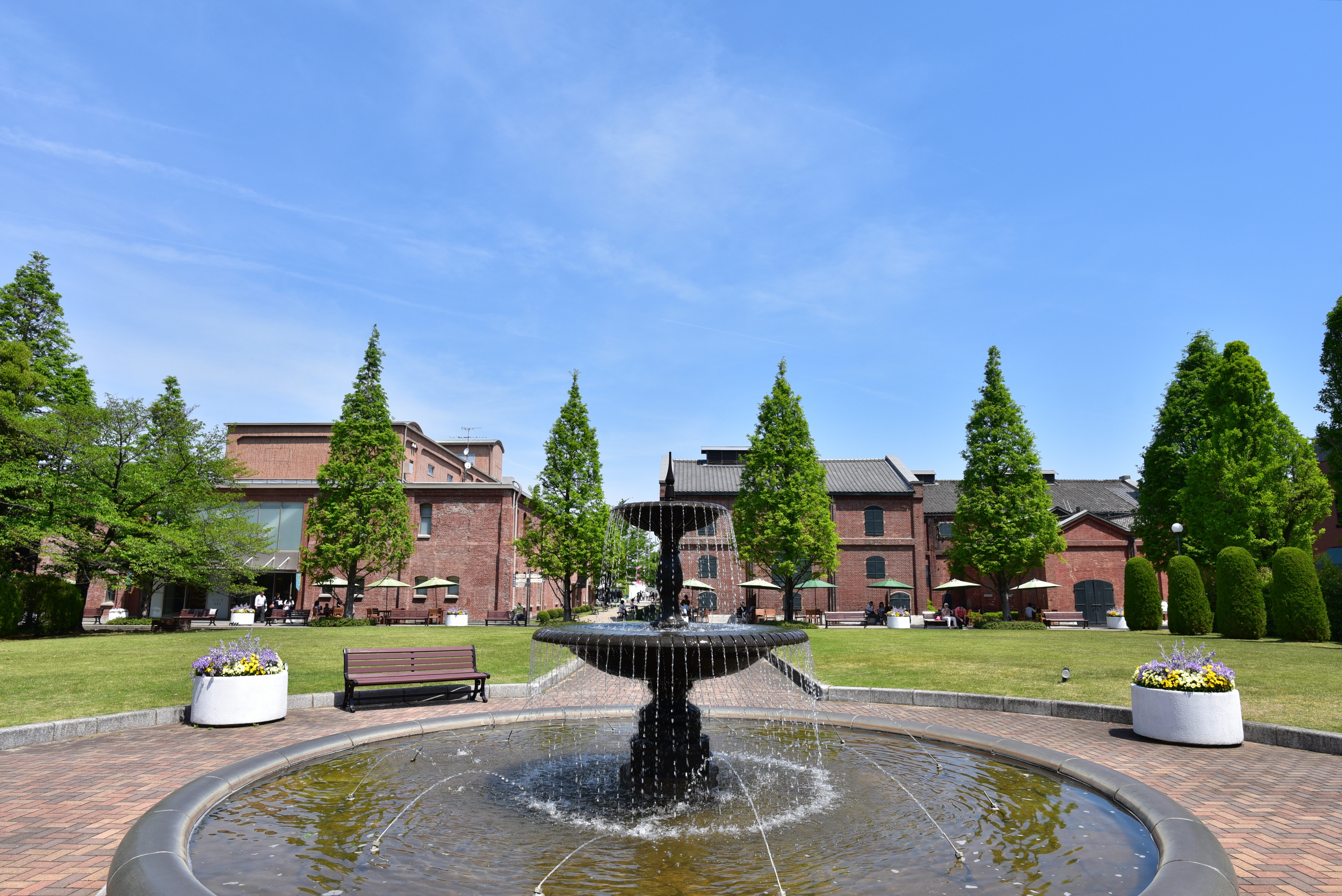
Noritake的森林 （页面存档备份，存于）（名古屋市西區）
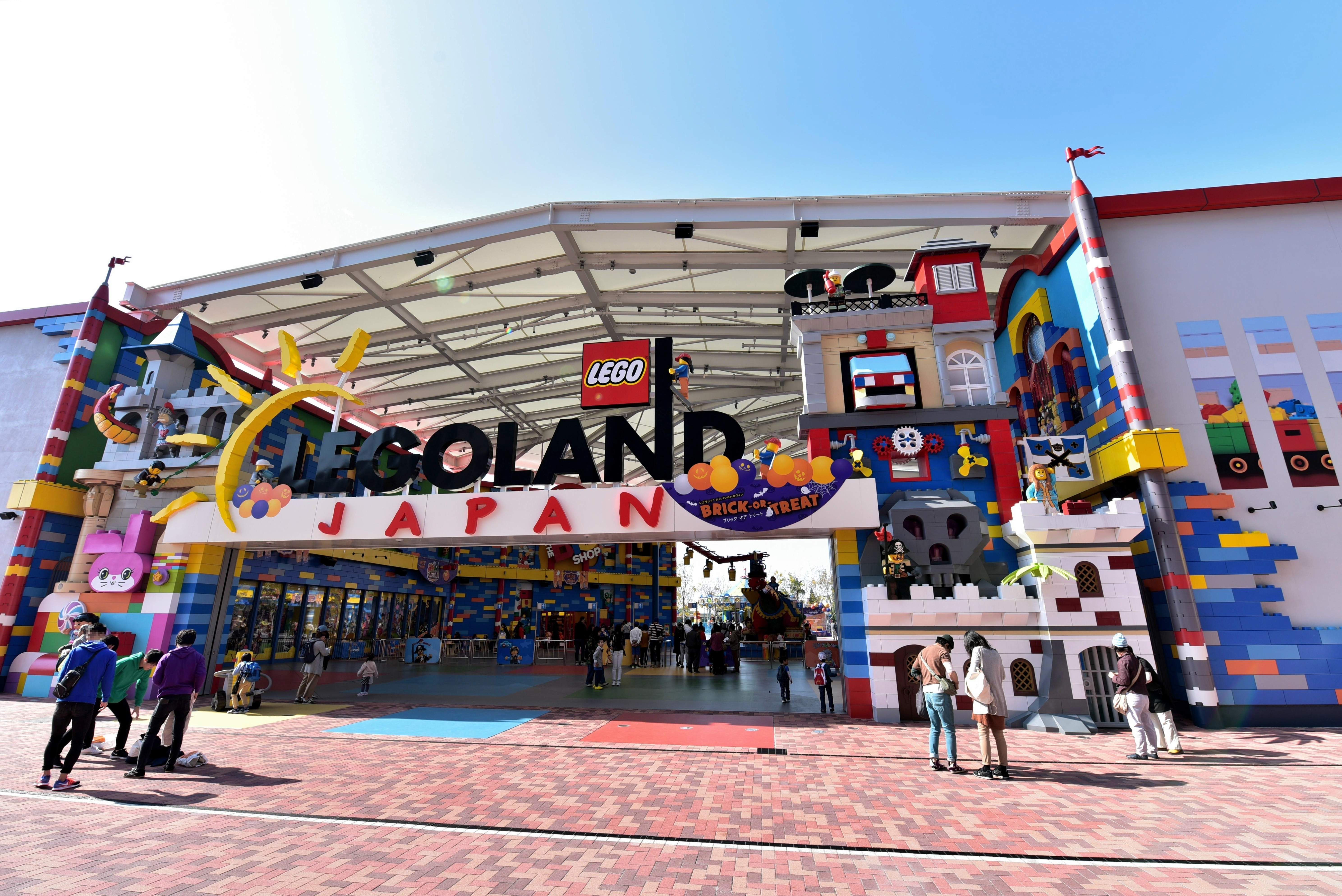
日本樂高樂園（名古屋市港區）
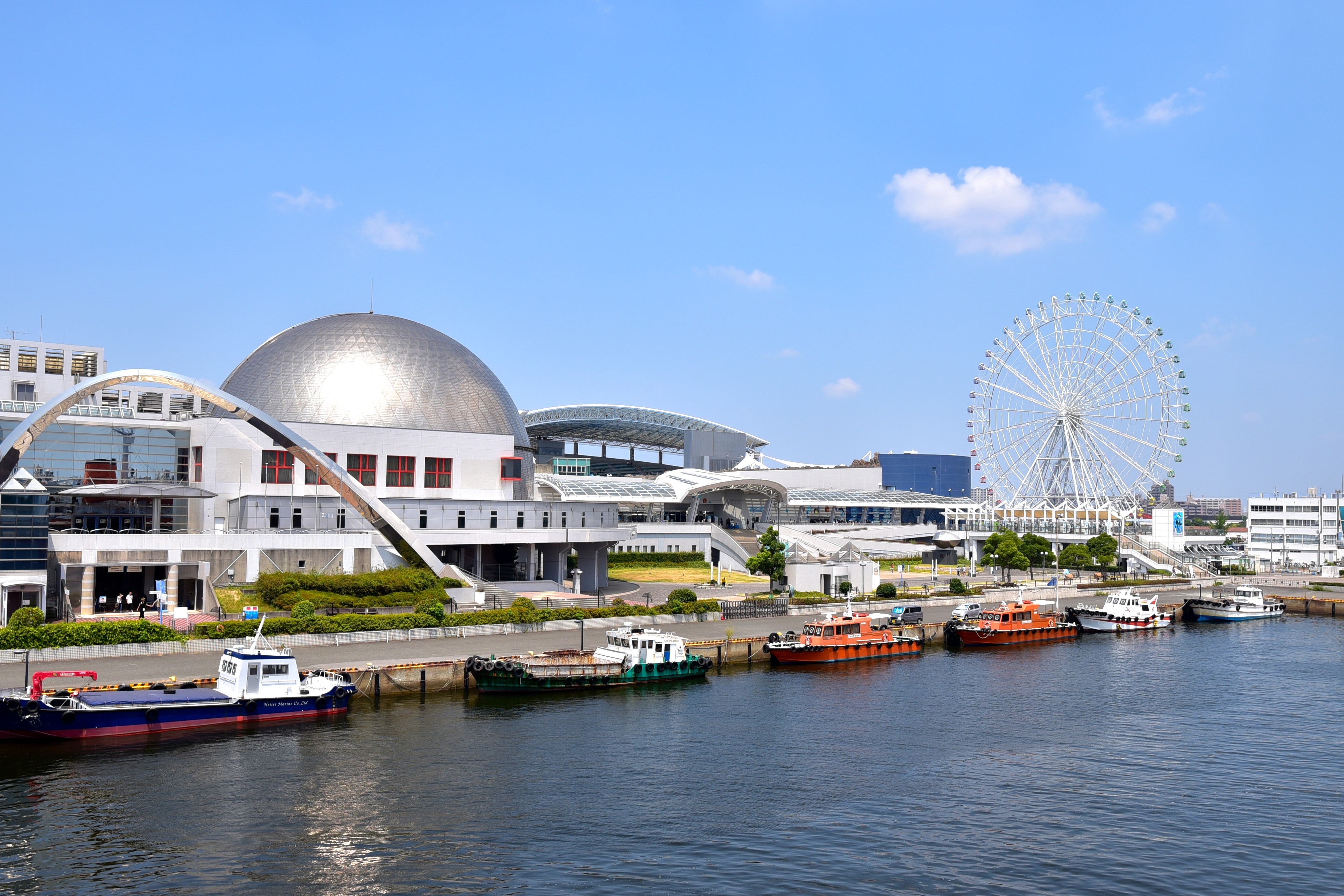
名古屋港水族館 （页面存档备份，存于）（名古屋市港區）
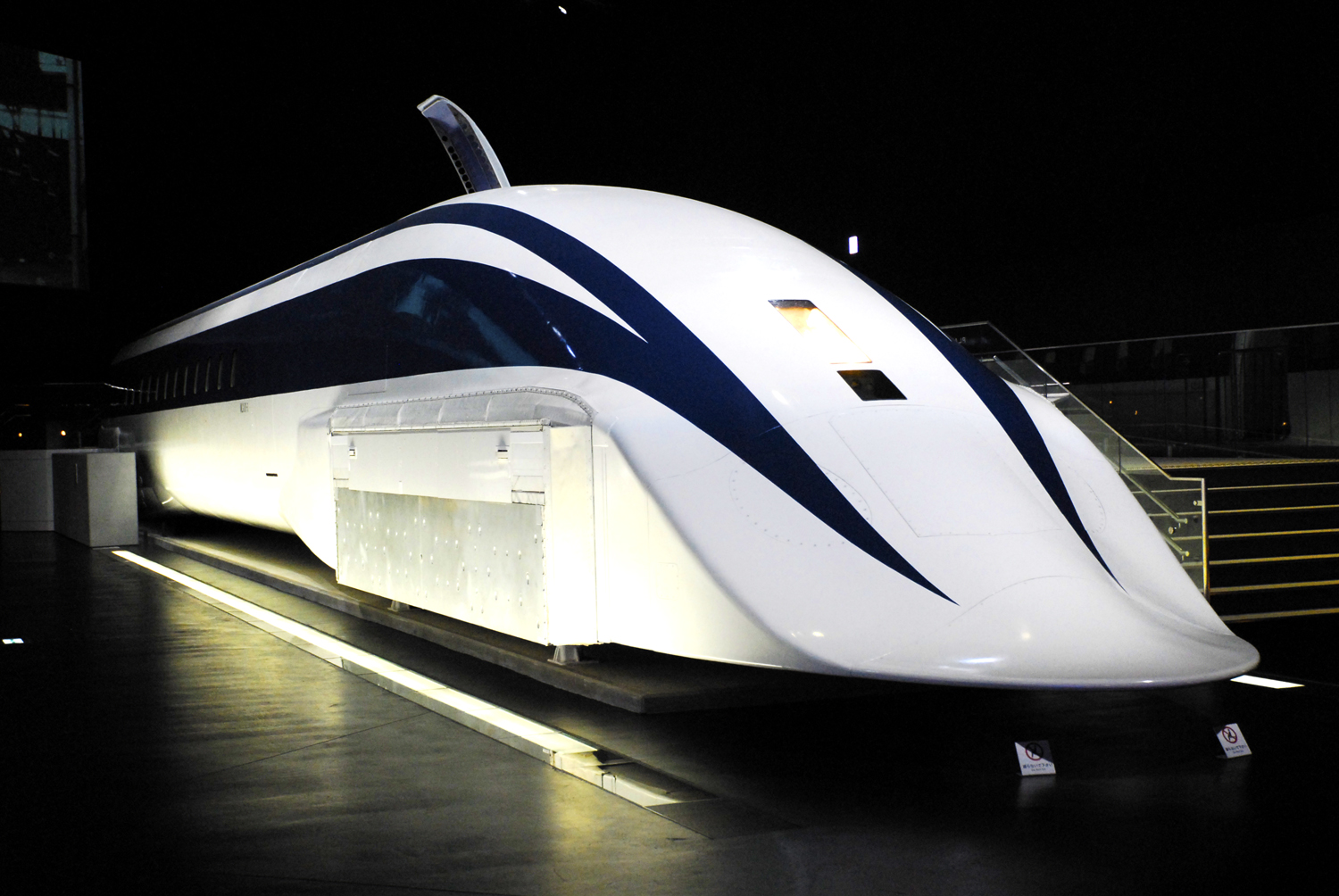
磁浮·鐵道館（名古屋市港區）
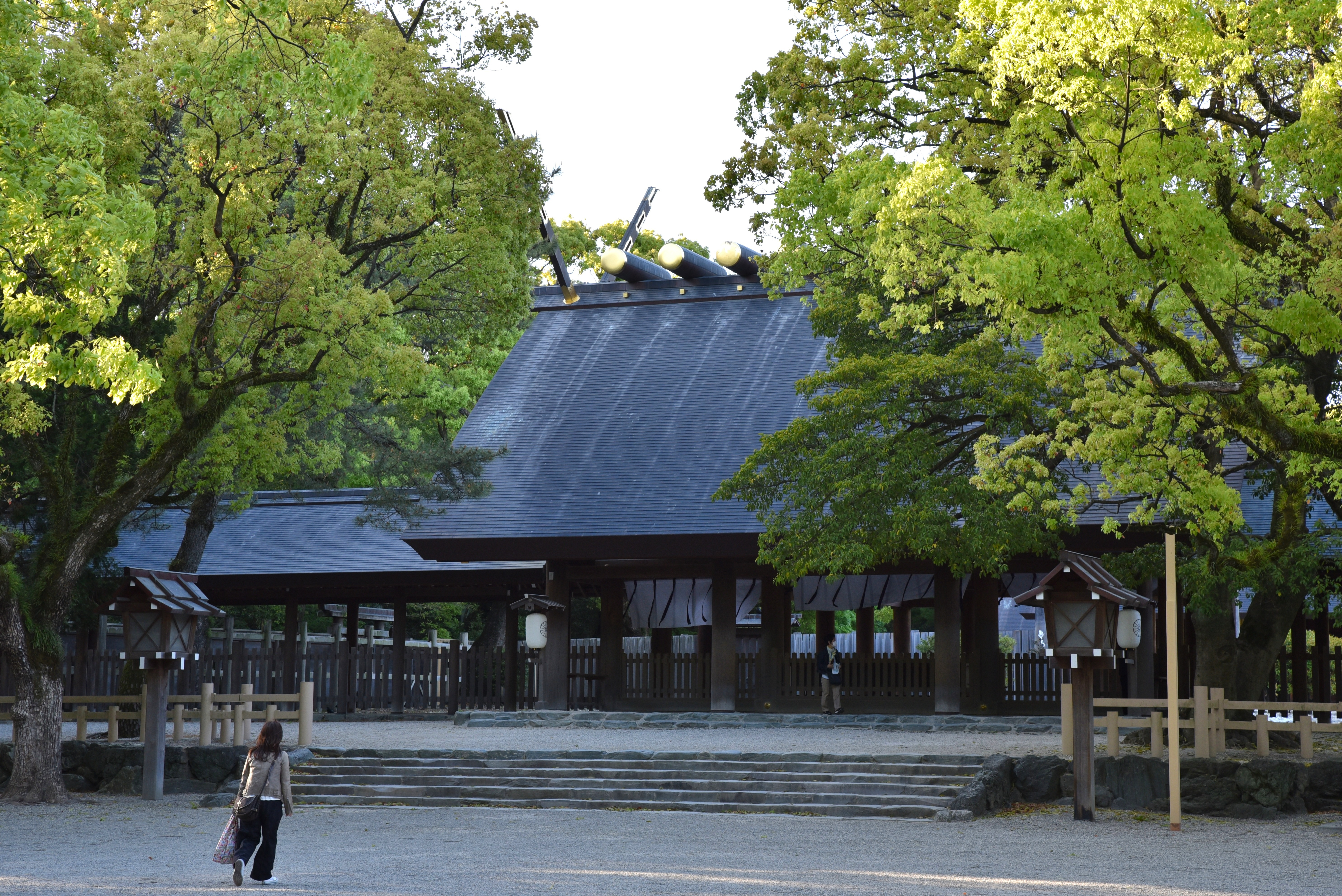
熱田神宮（名古屋市熱田區）
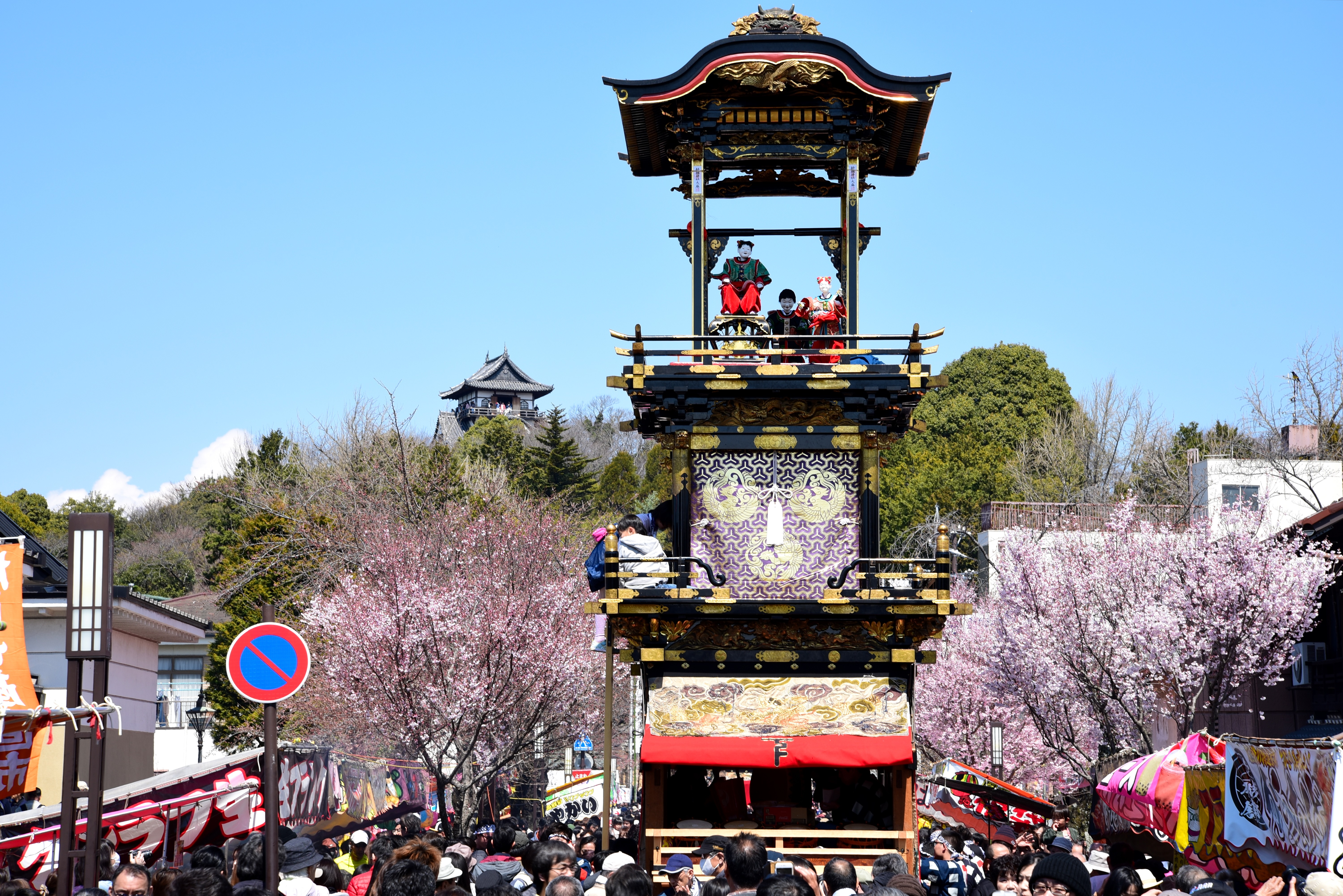
犬山市
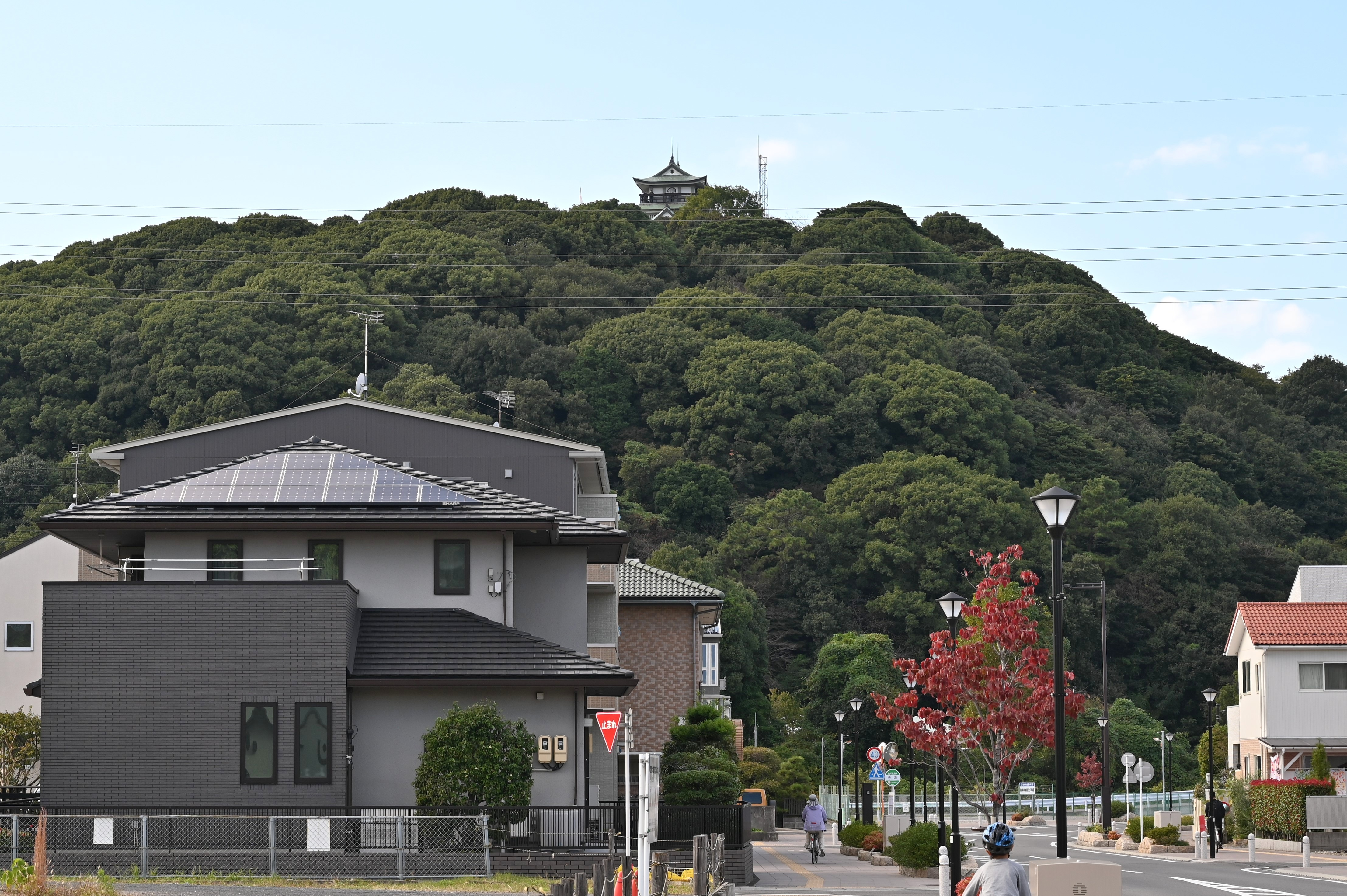
小牧市
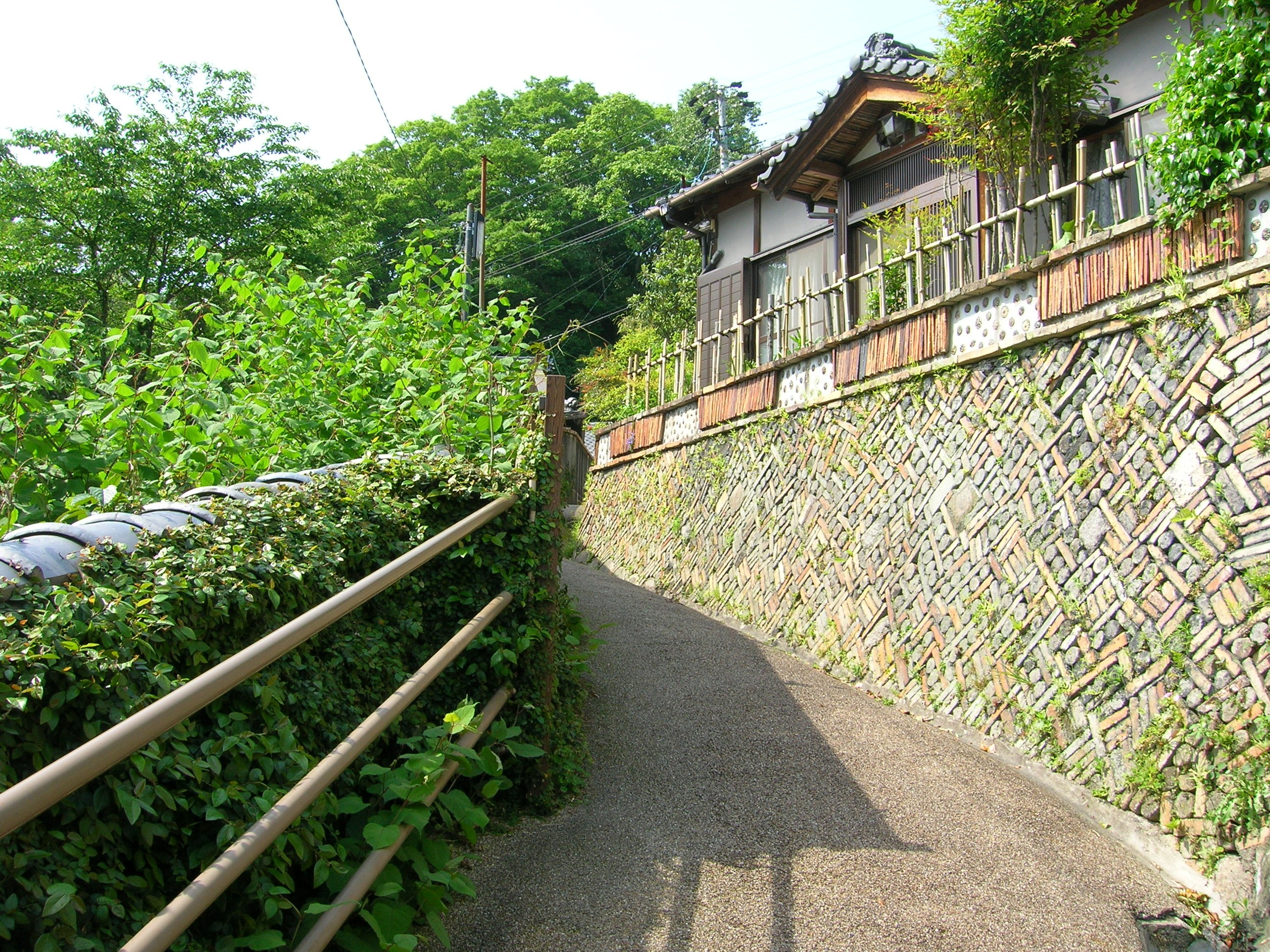
瀨戶市
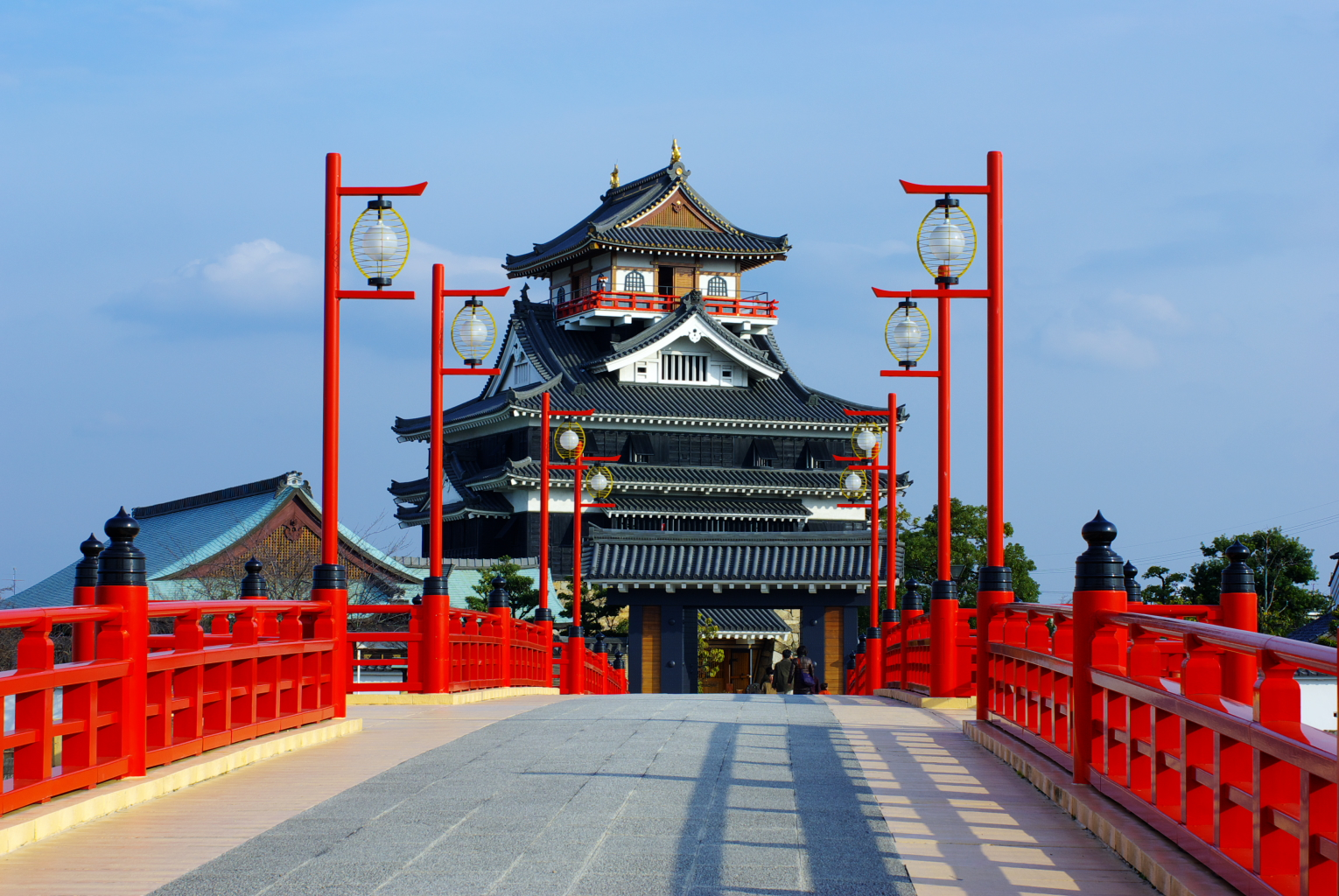
清須市
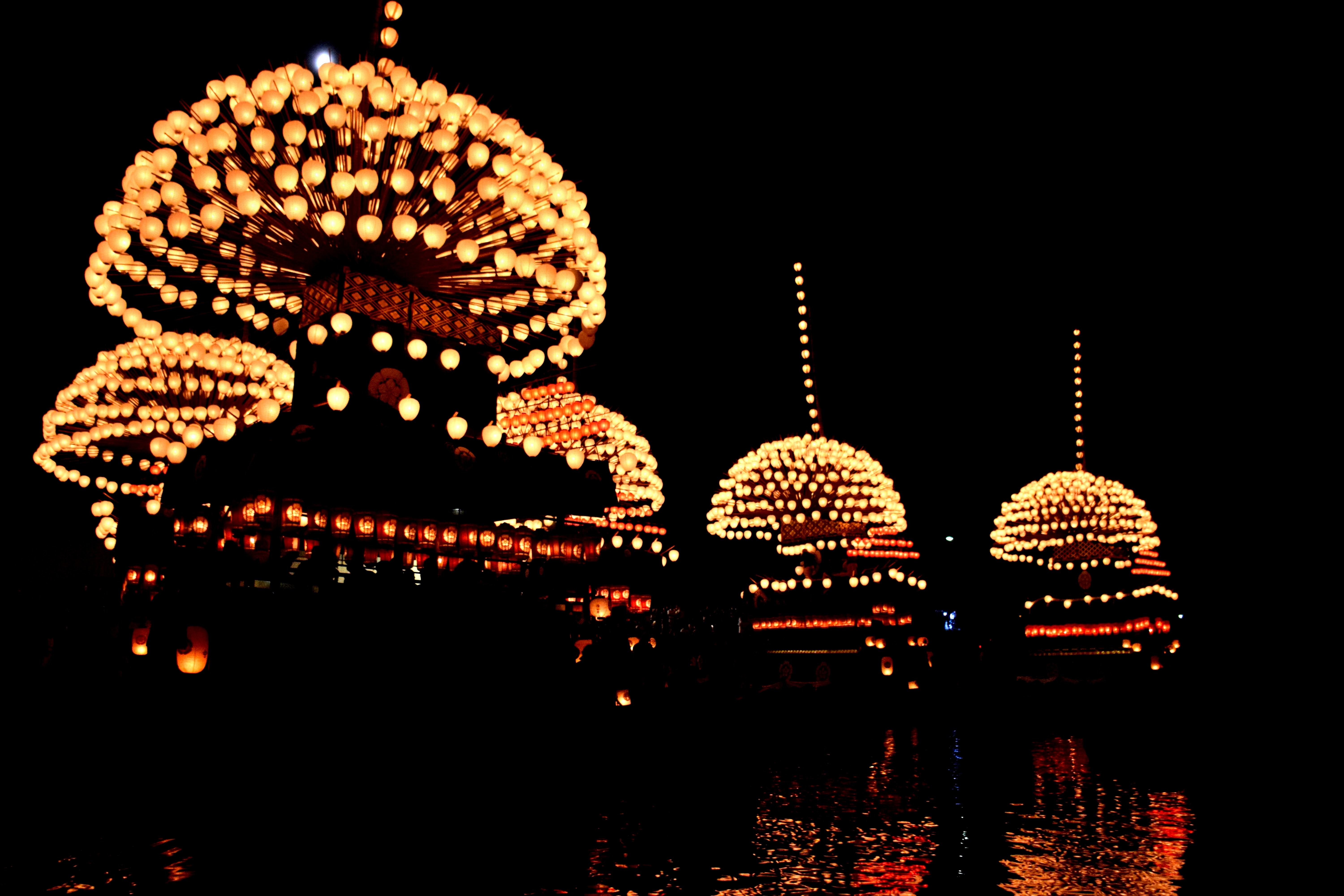
津島市
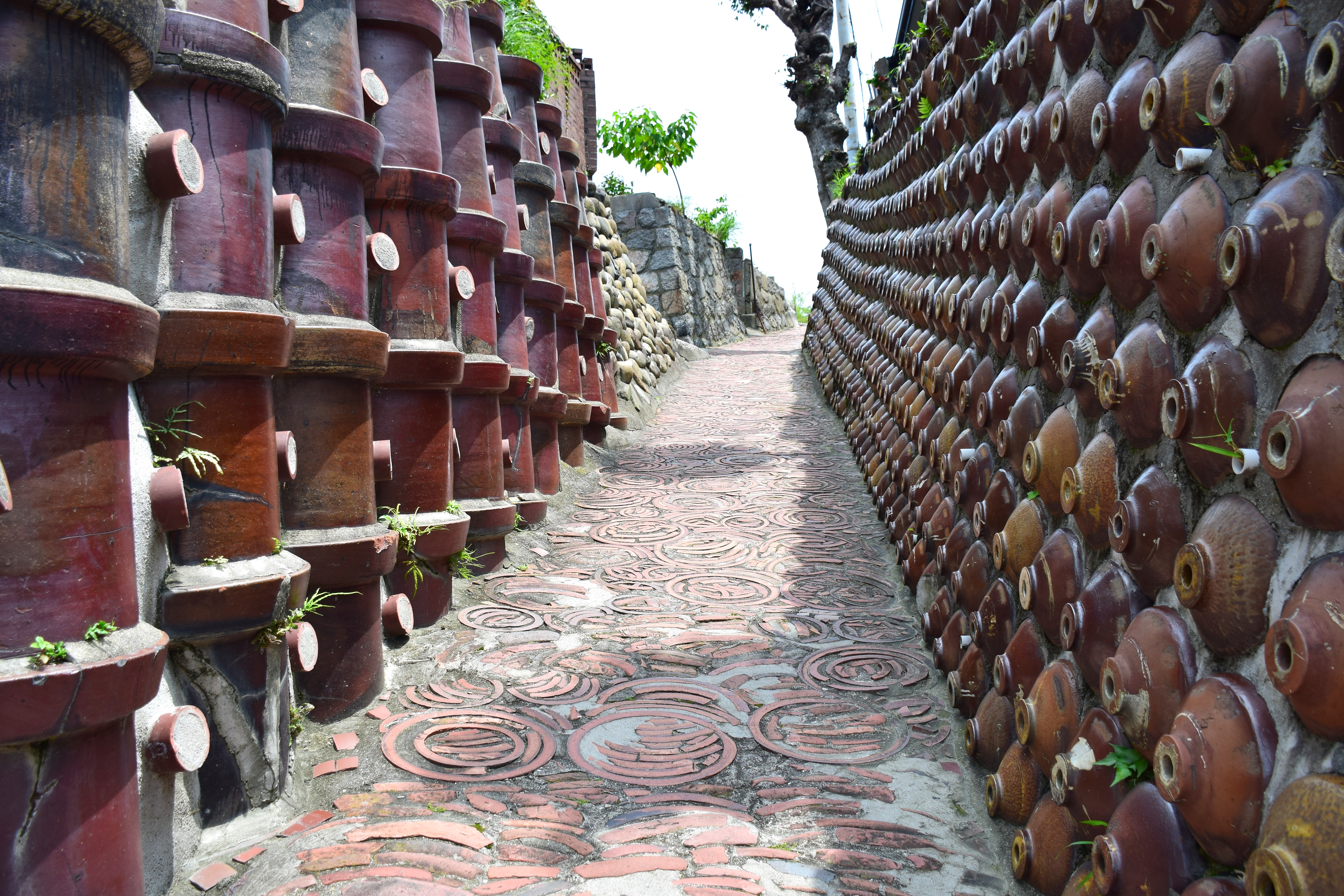
常滑市
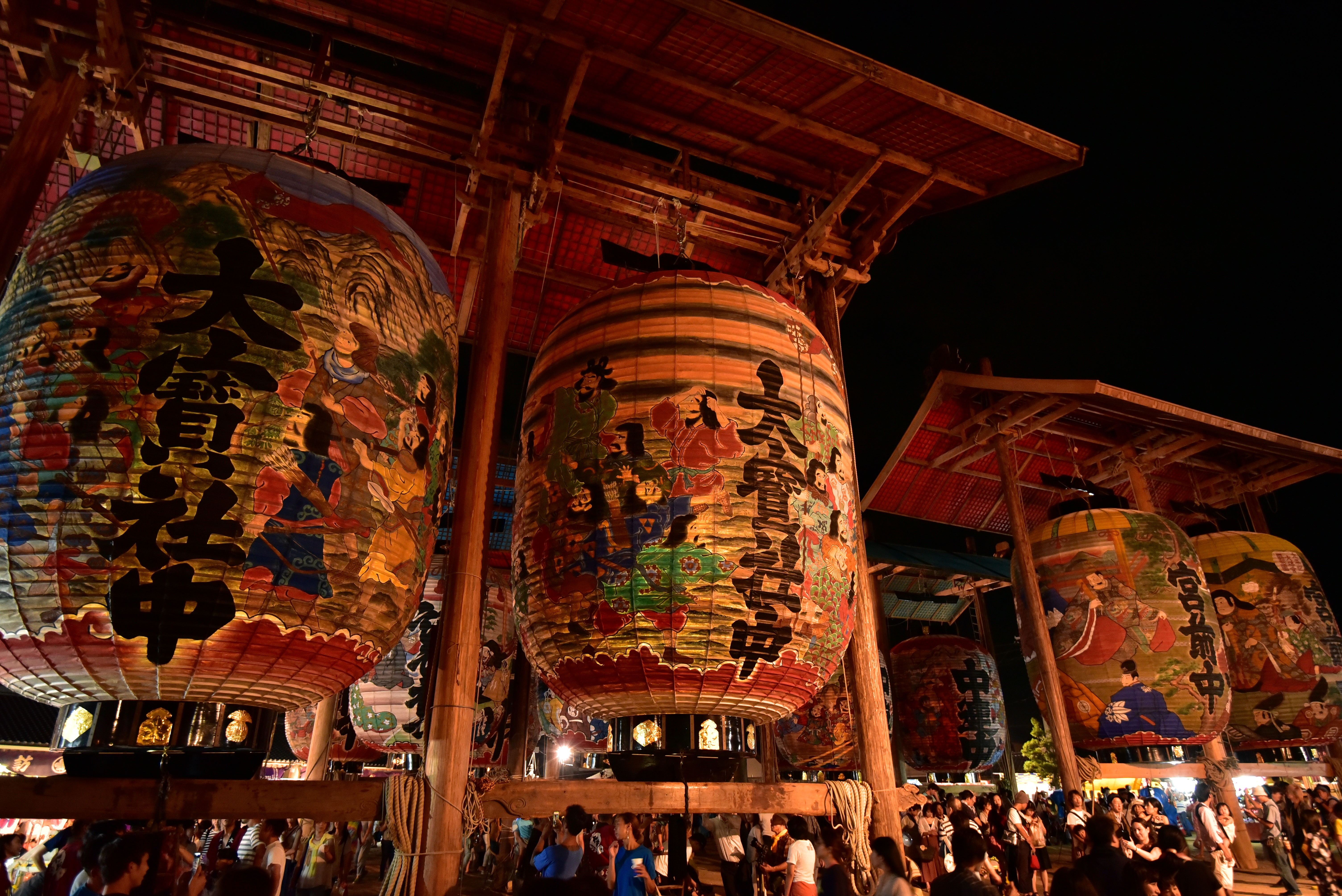
西尾市
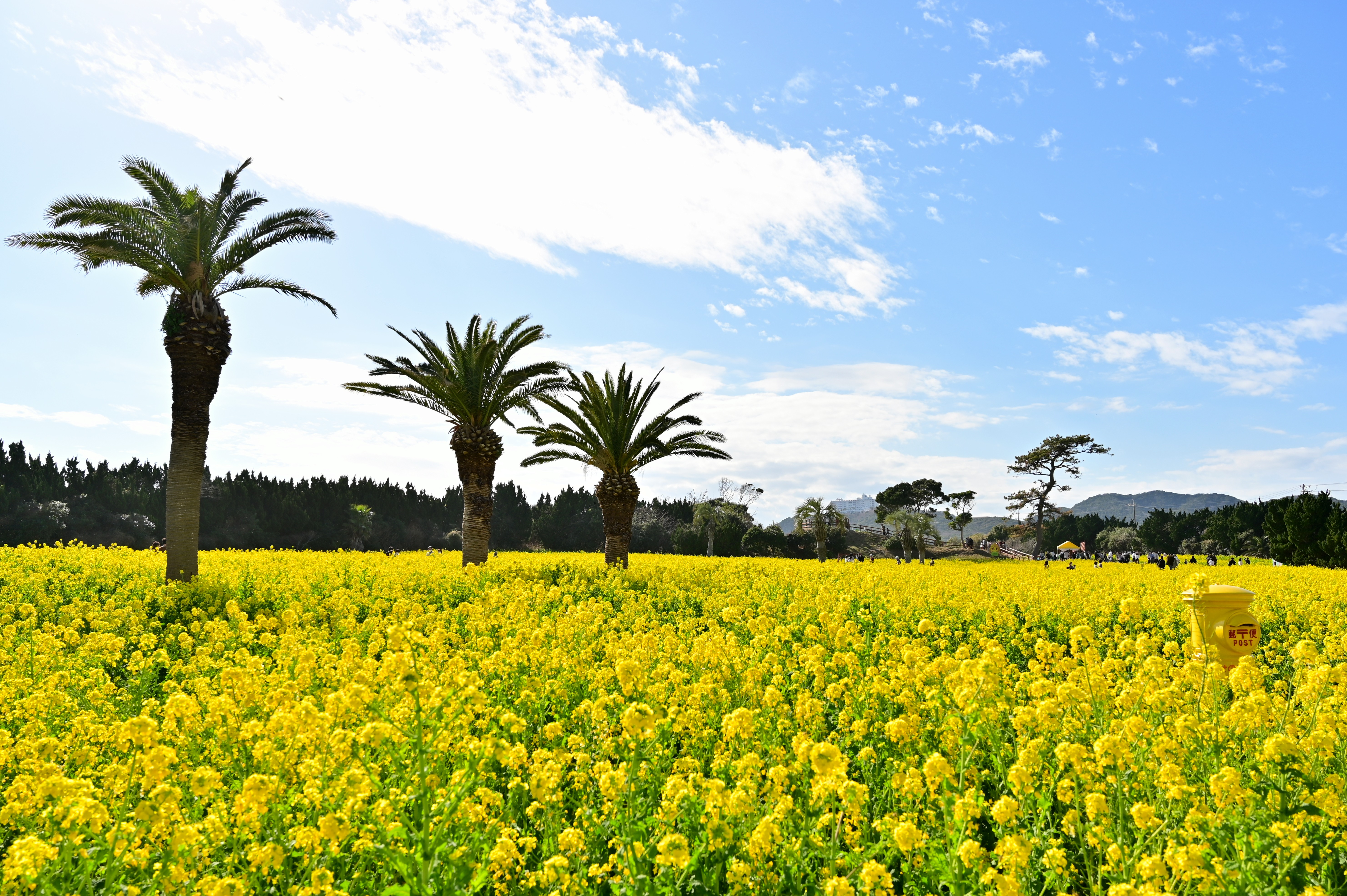
油菜花(田原市)
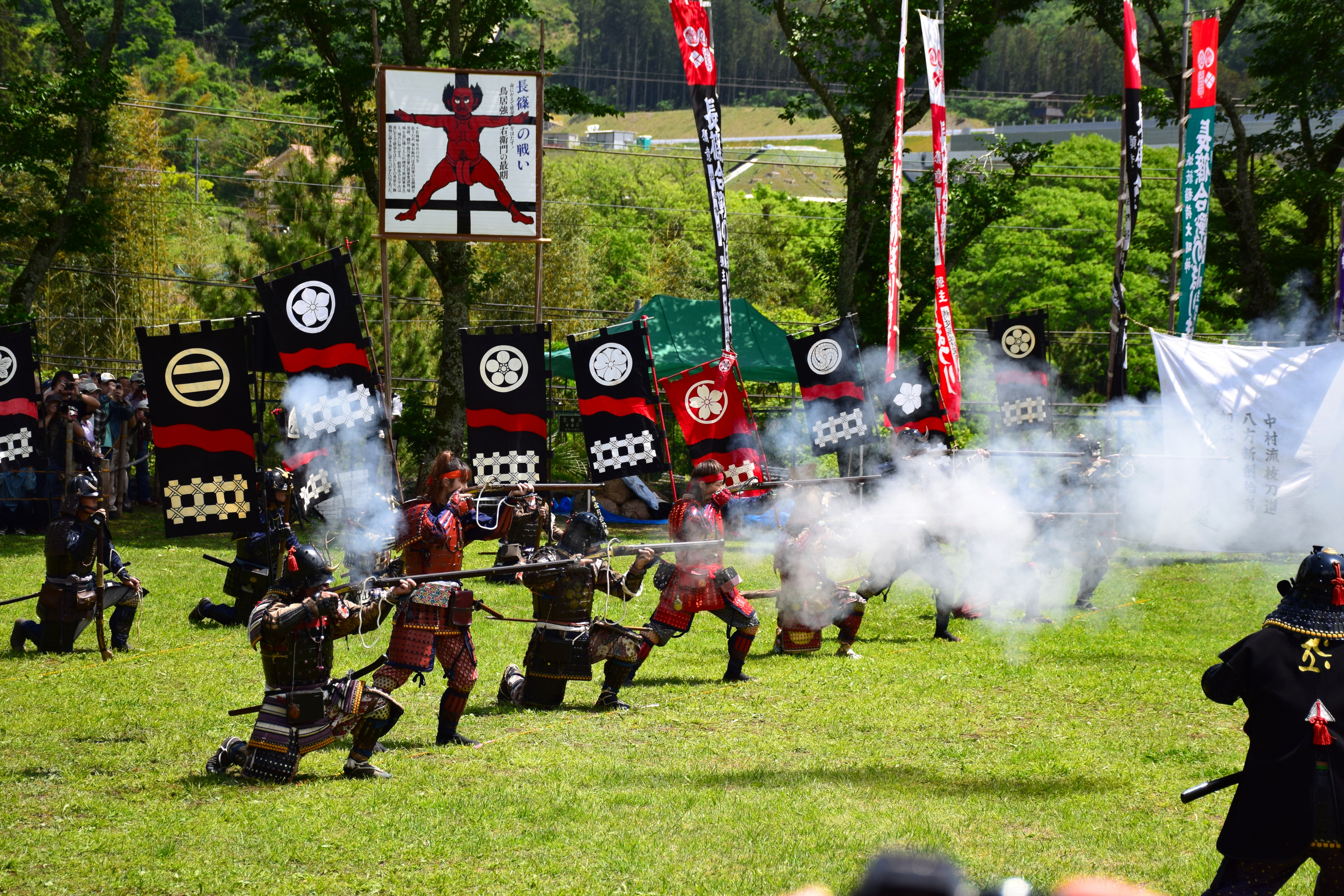
新城市
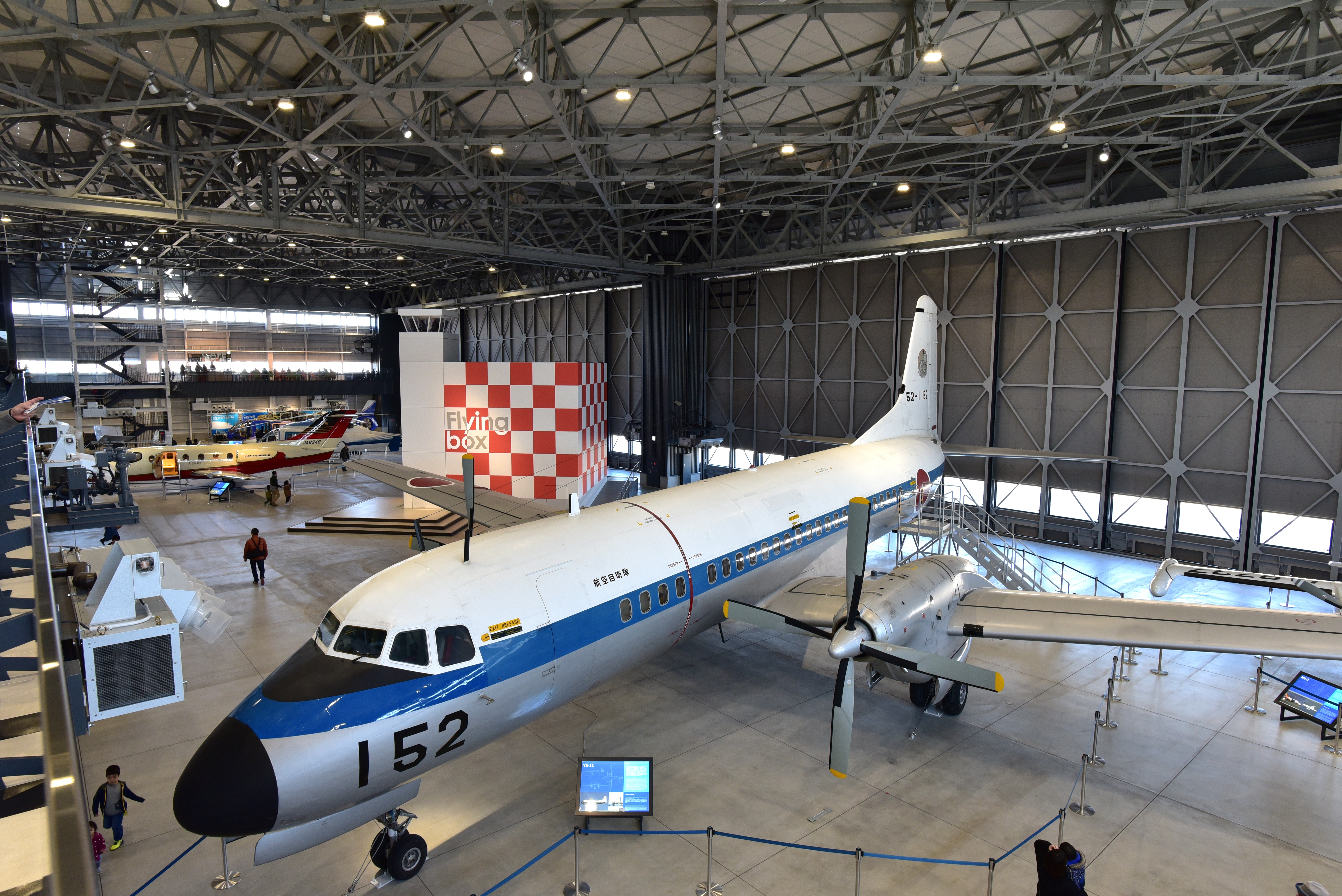
愛知航空博物館 （页面存档备份，存于）
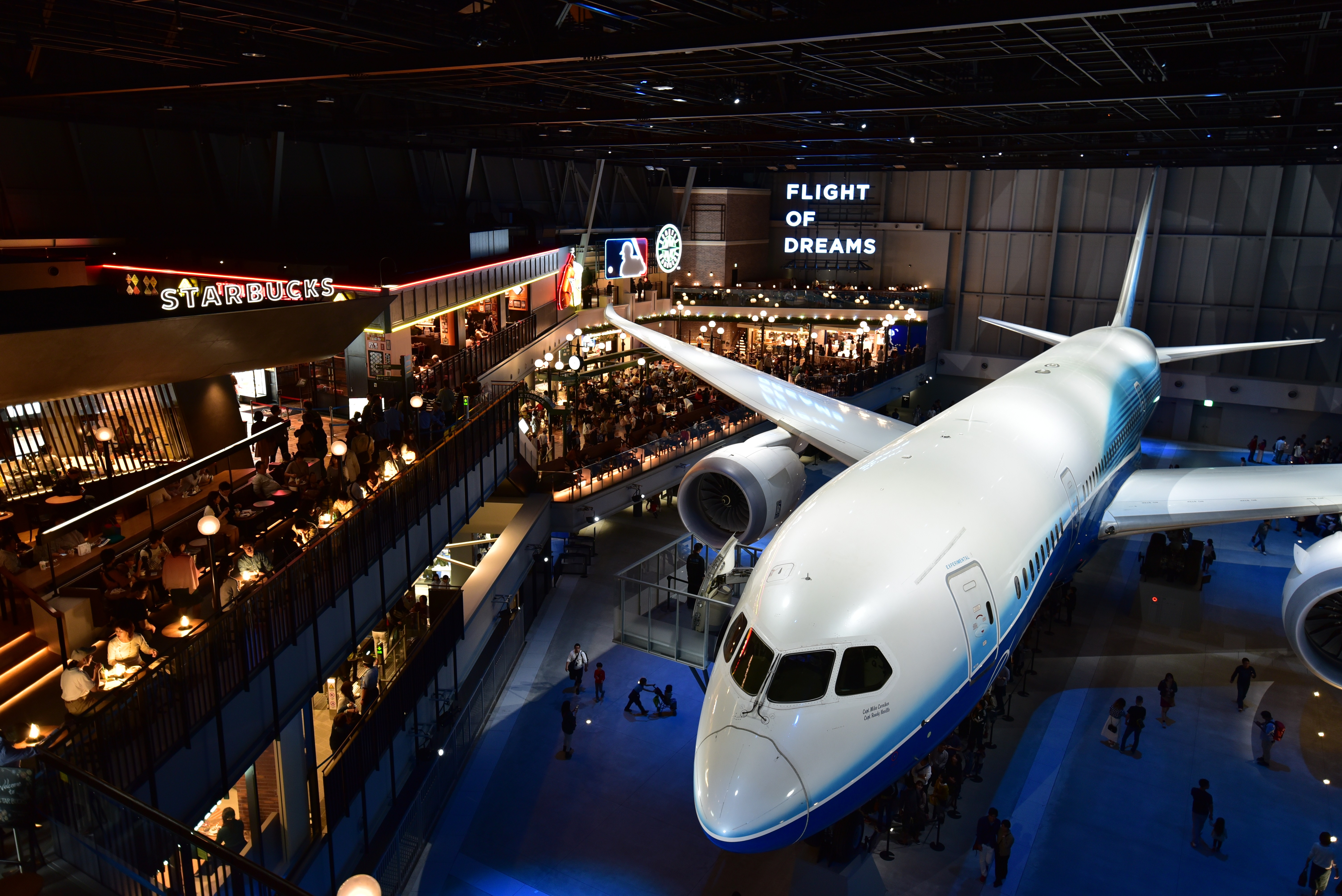
FLIGHT OF DREAMS （页面存档备份，存于）
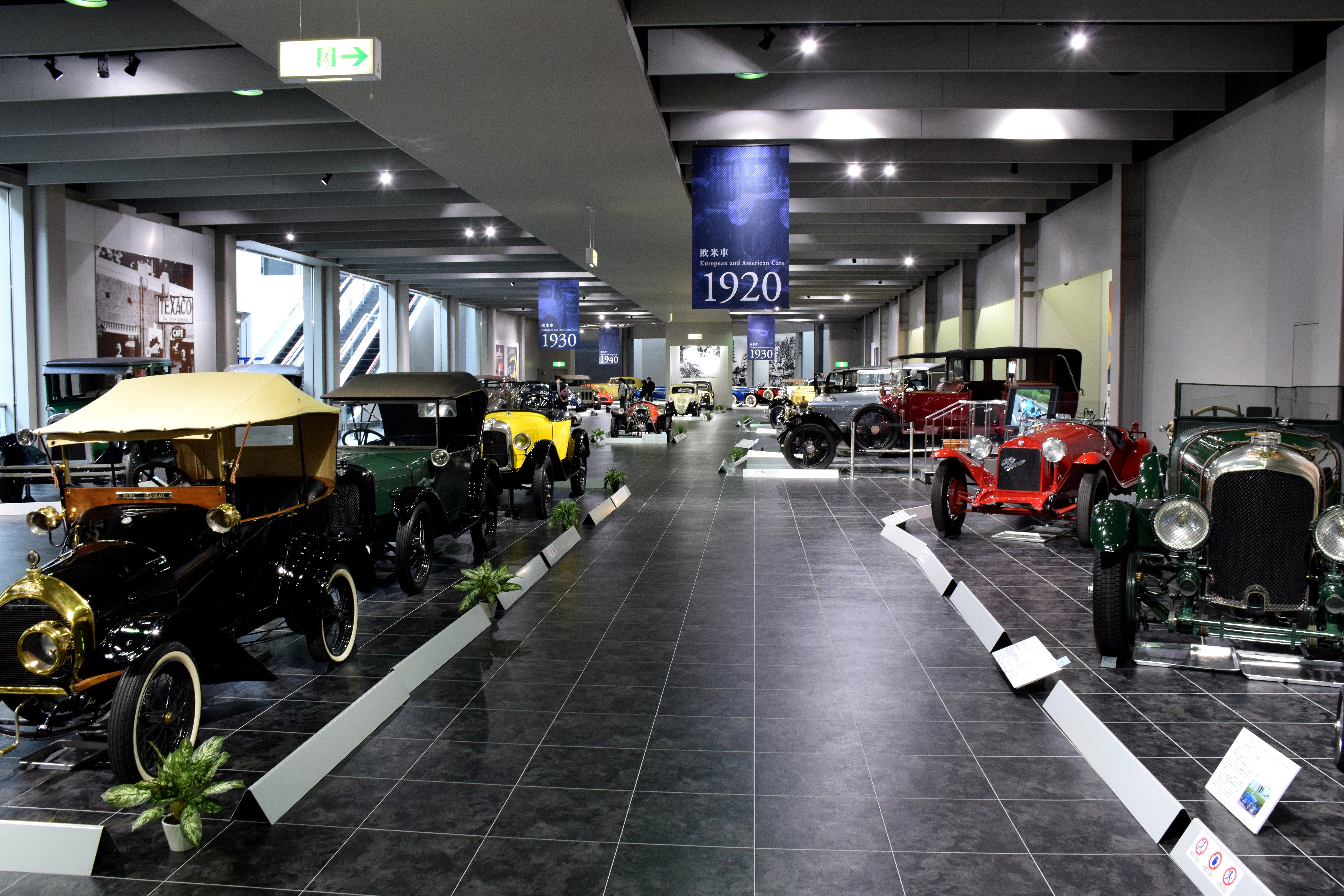
豐田博物館 （页面存档备份，存于）
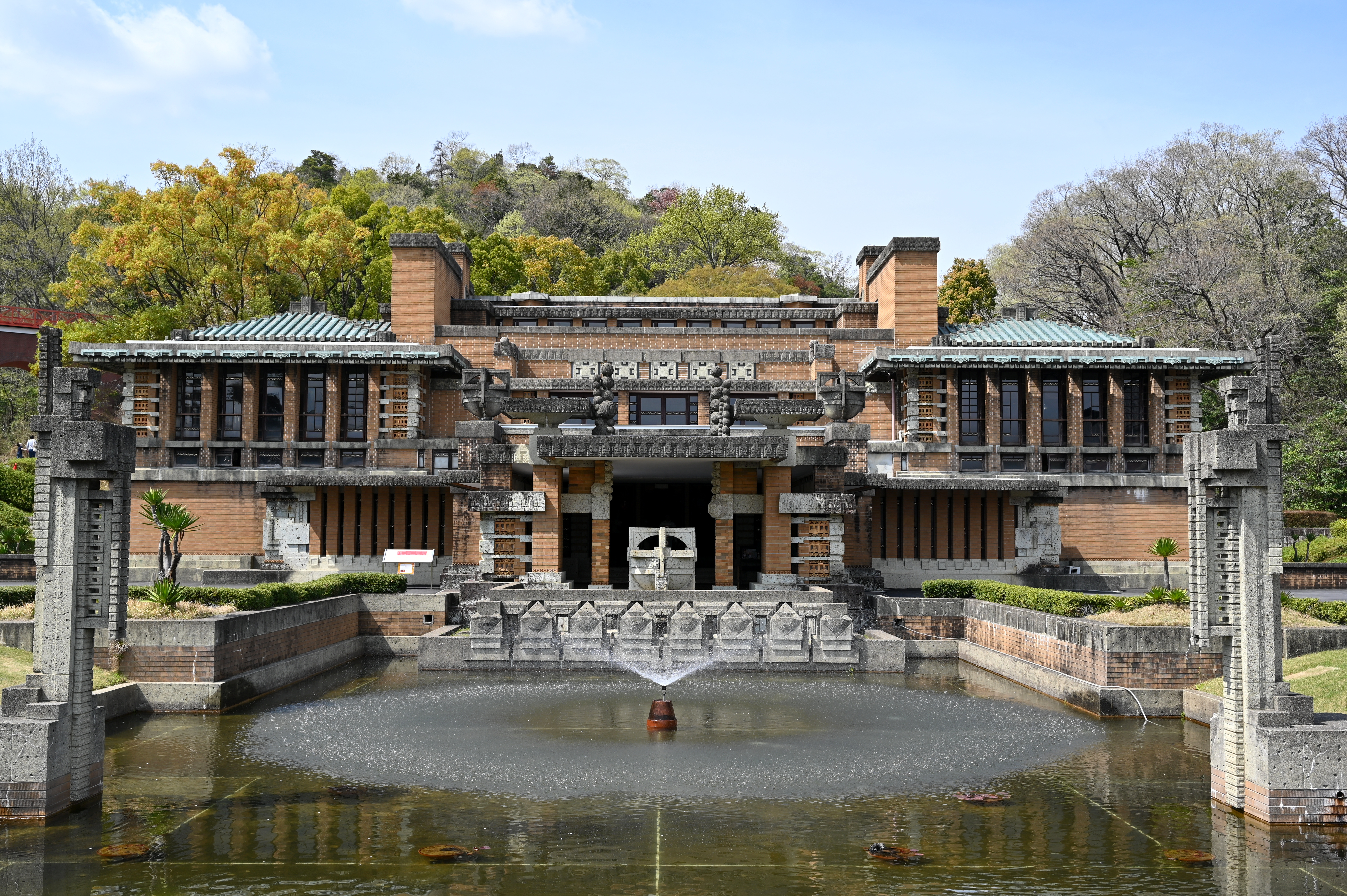
博物館明治村
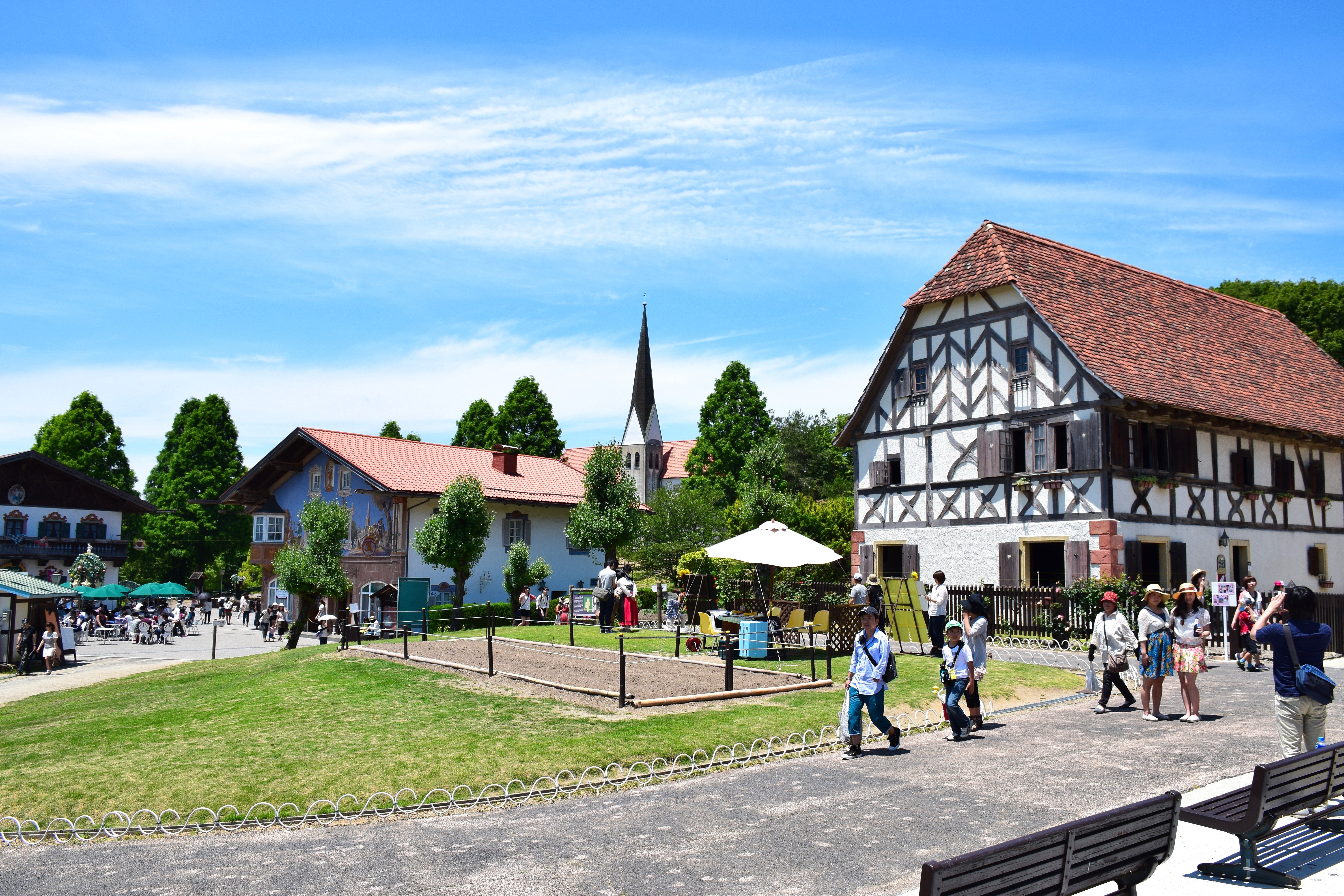
野外民族博物馆小世界 （页面存档备份，存于）
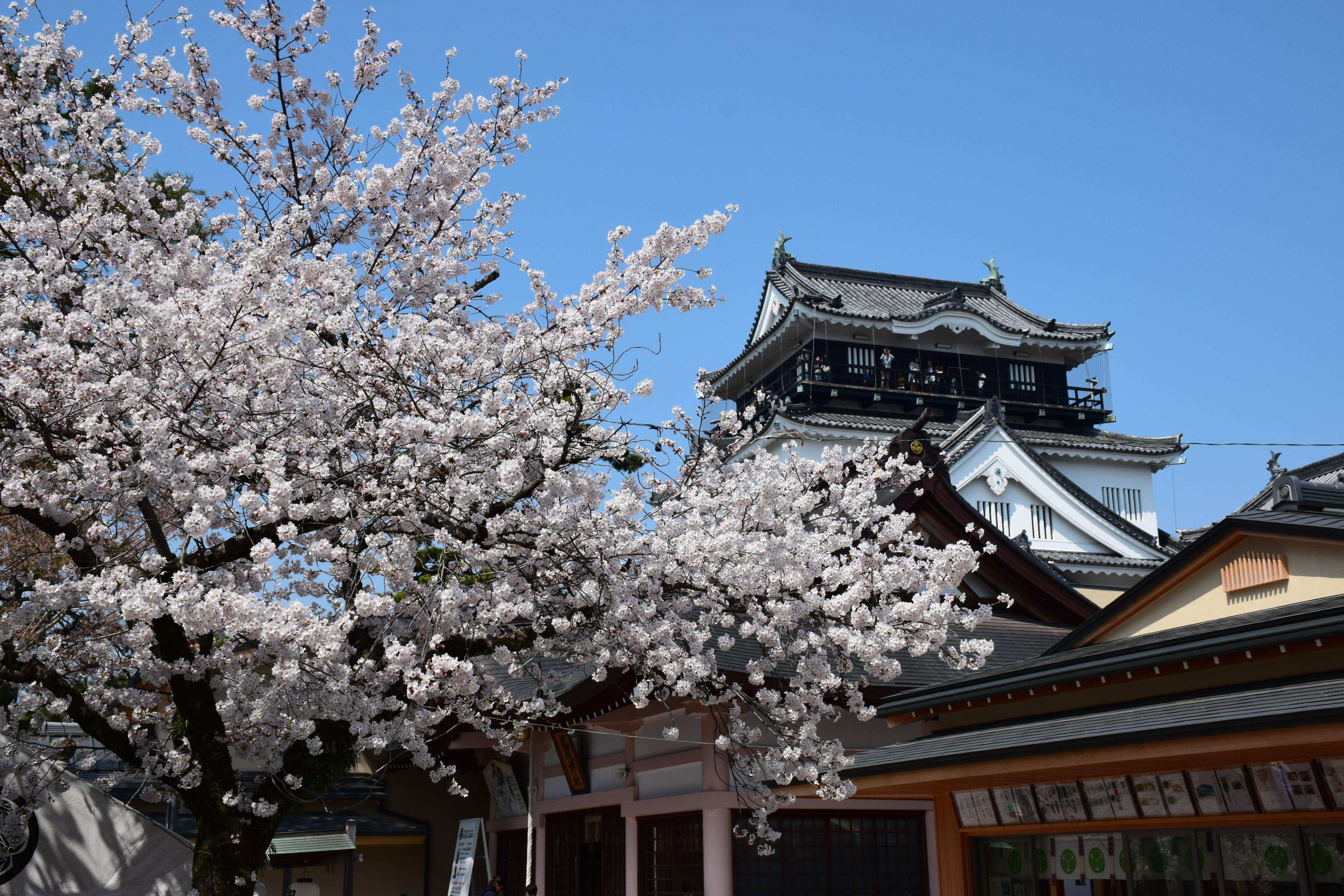
岡崎城
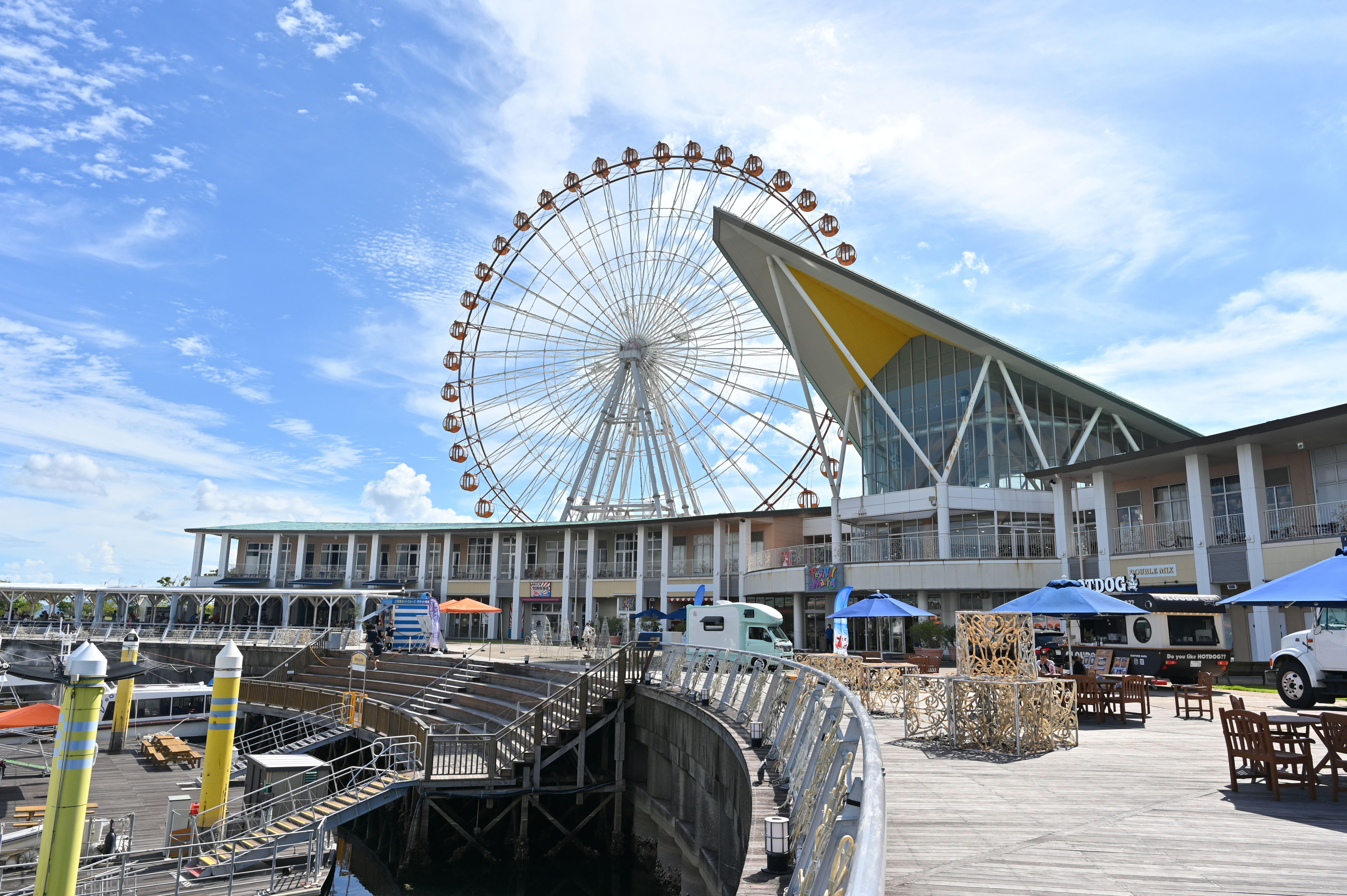
拉格娜登堡、拉格娜喜雅 （页面存档备份，存于）
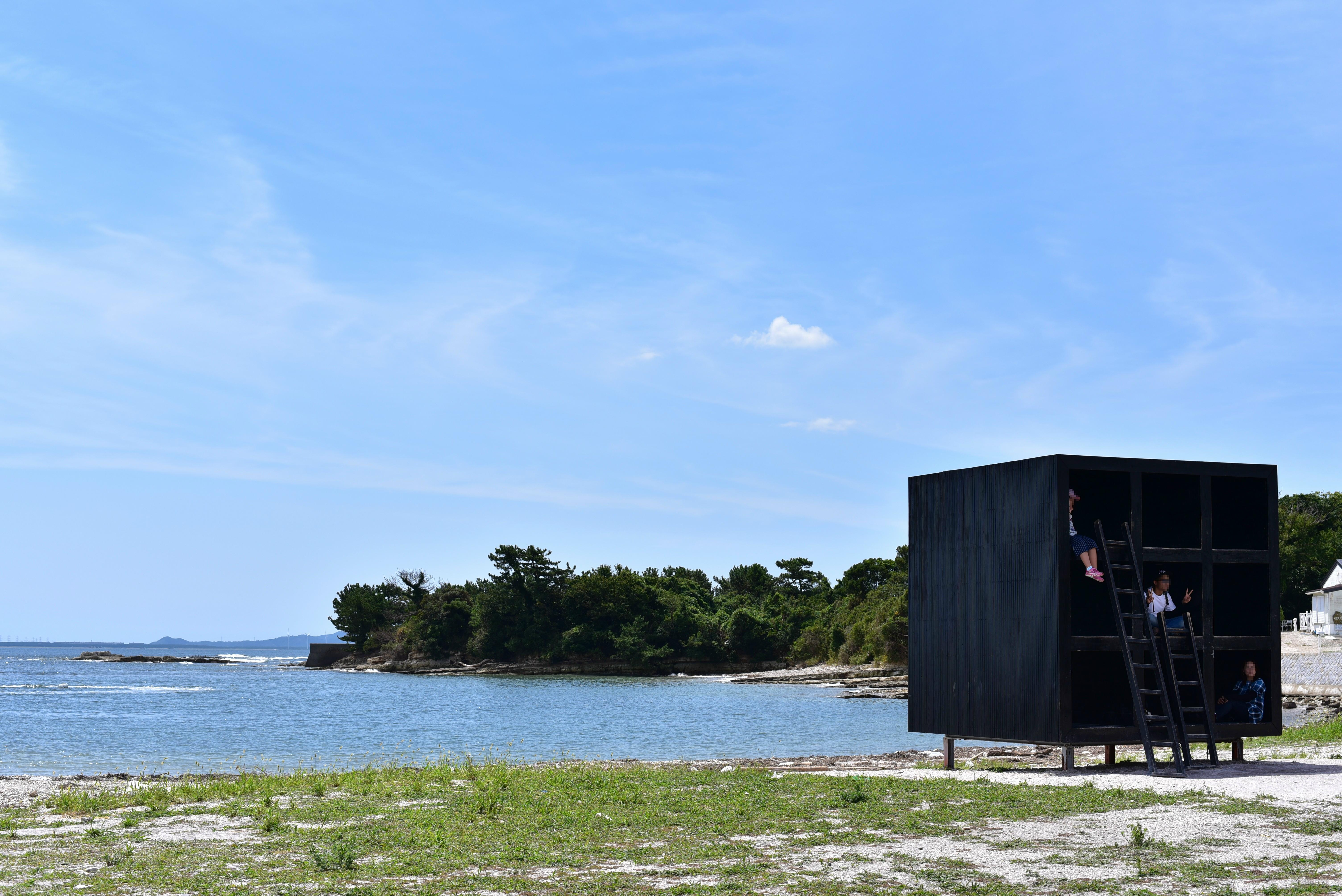
佐久岛 （页面存档备份，存于）
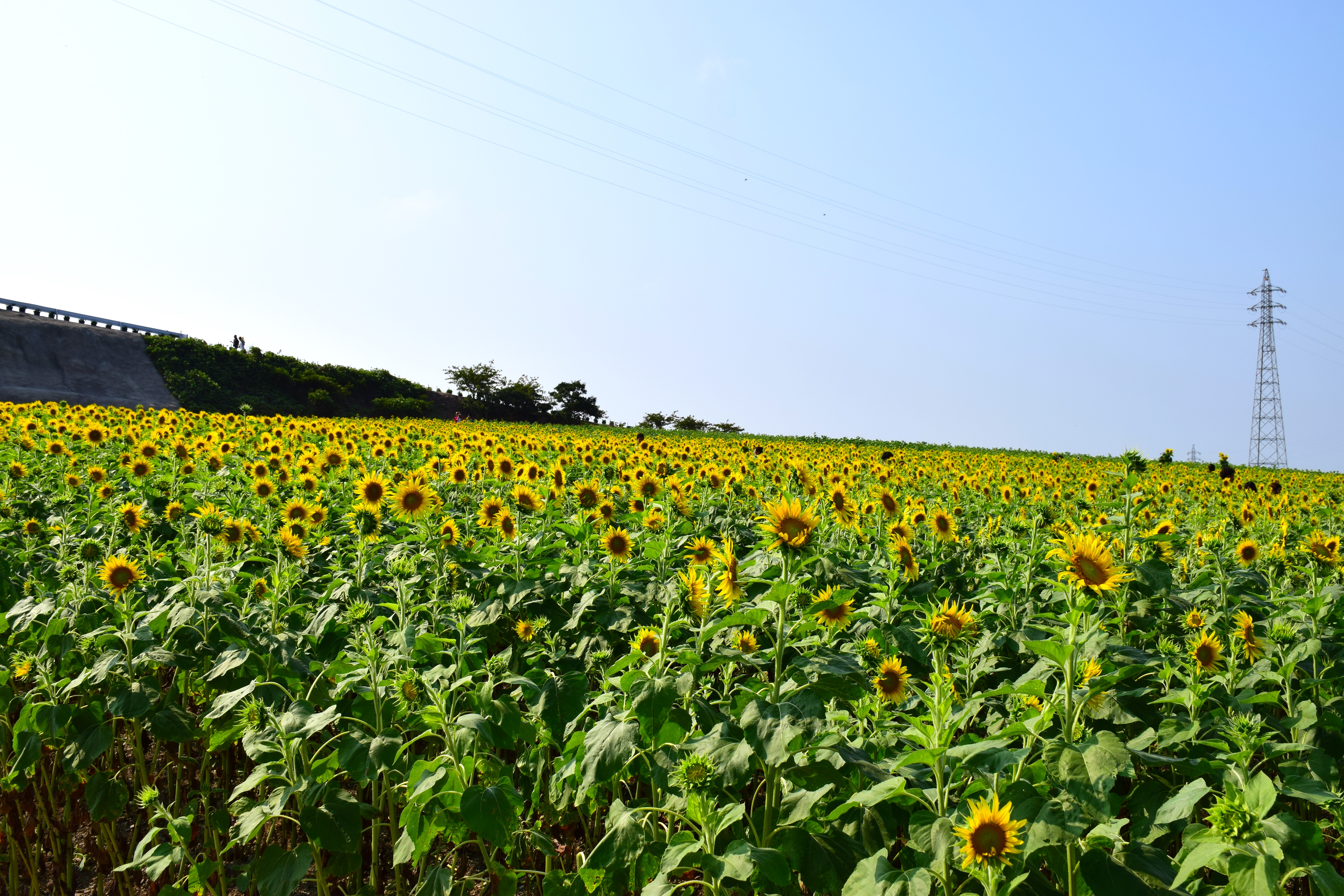
观光农场花广场
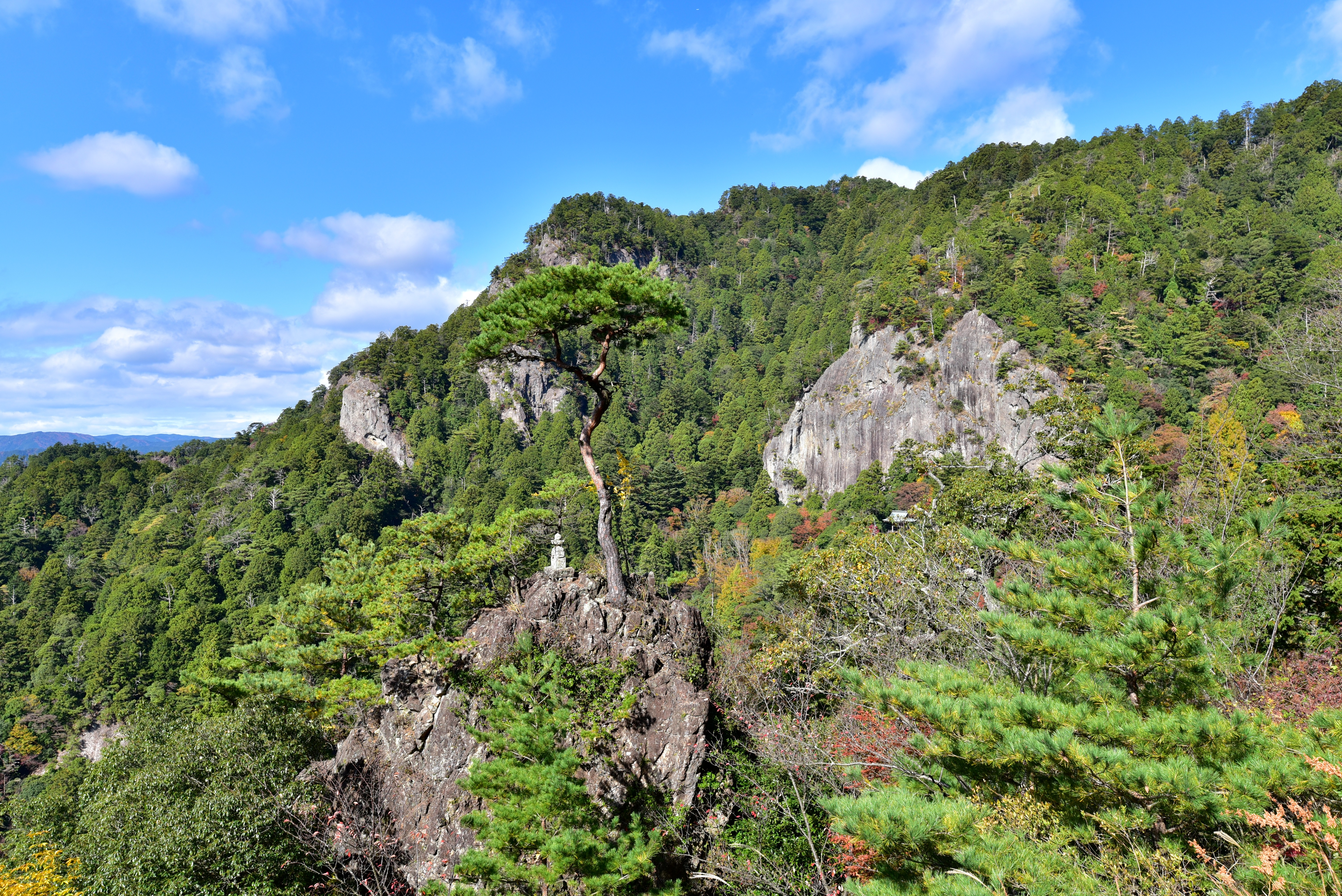
鳳来寺山
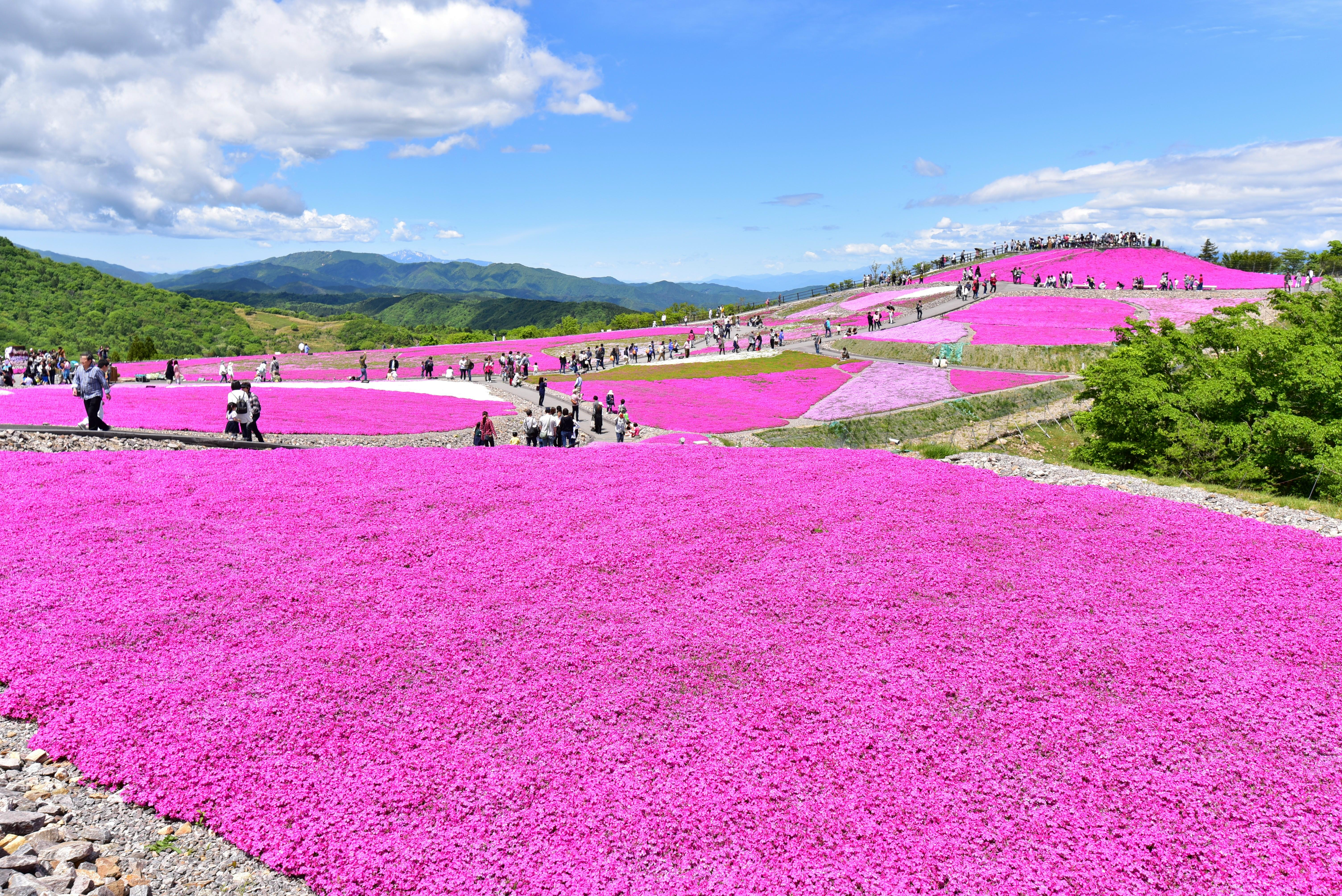
茶臼山
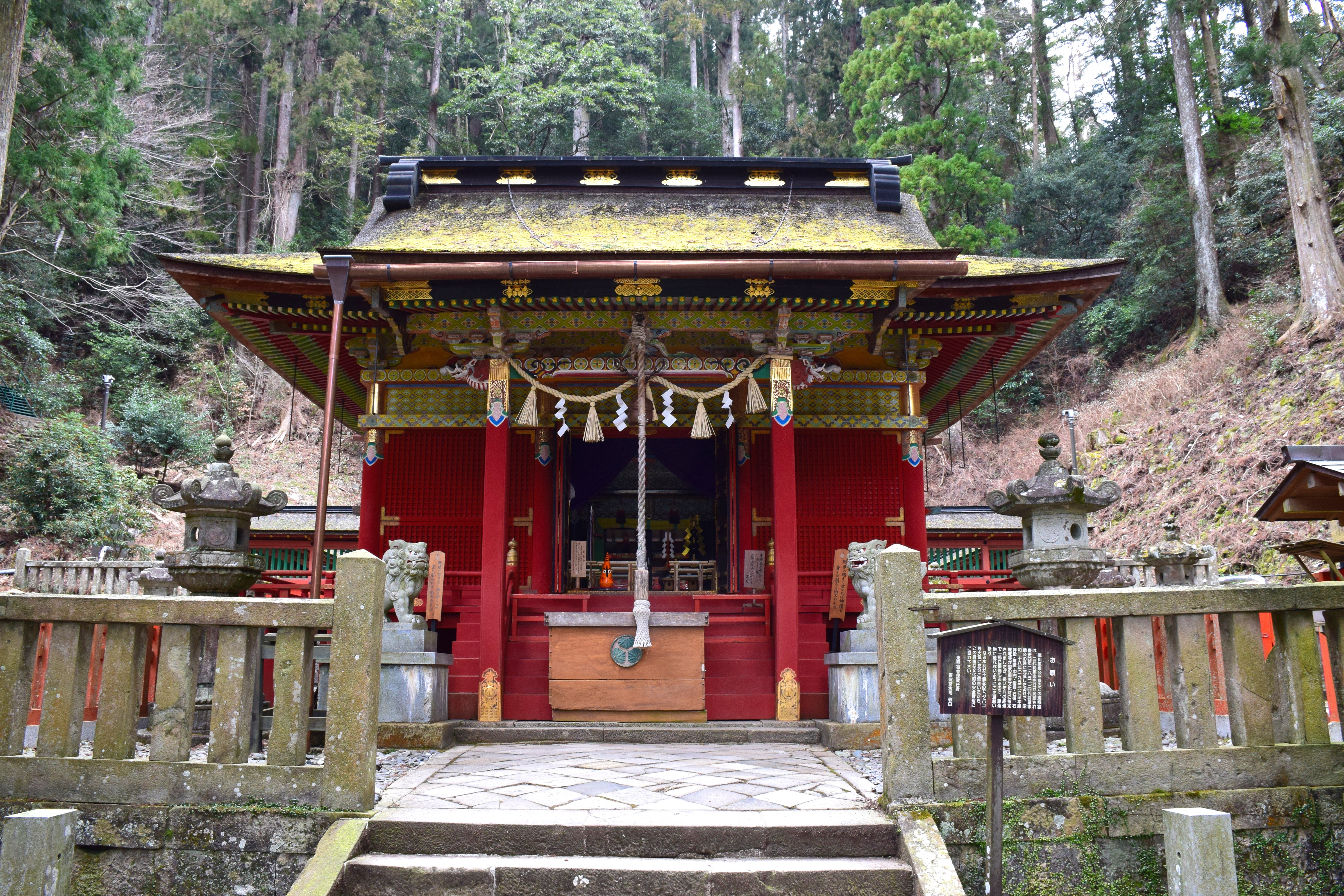
鳳来寺山東照宮
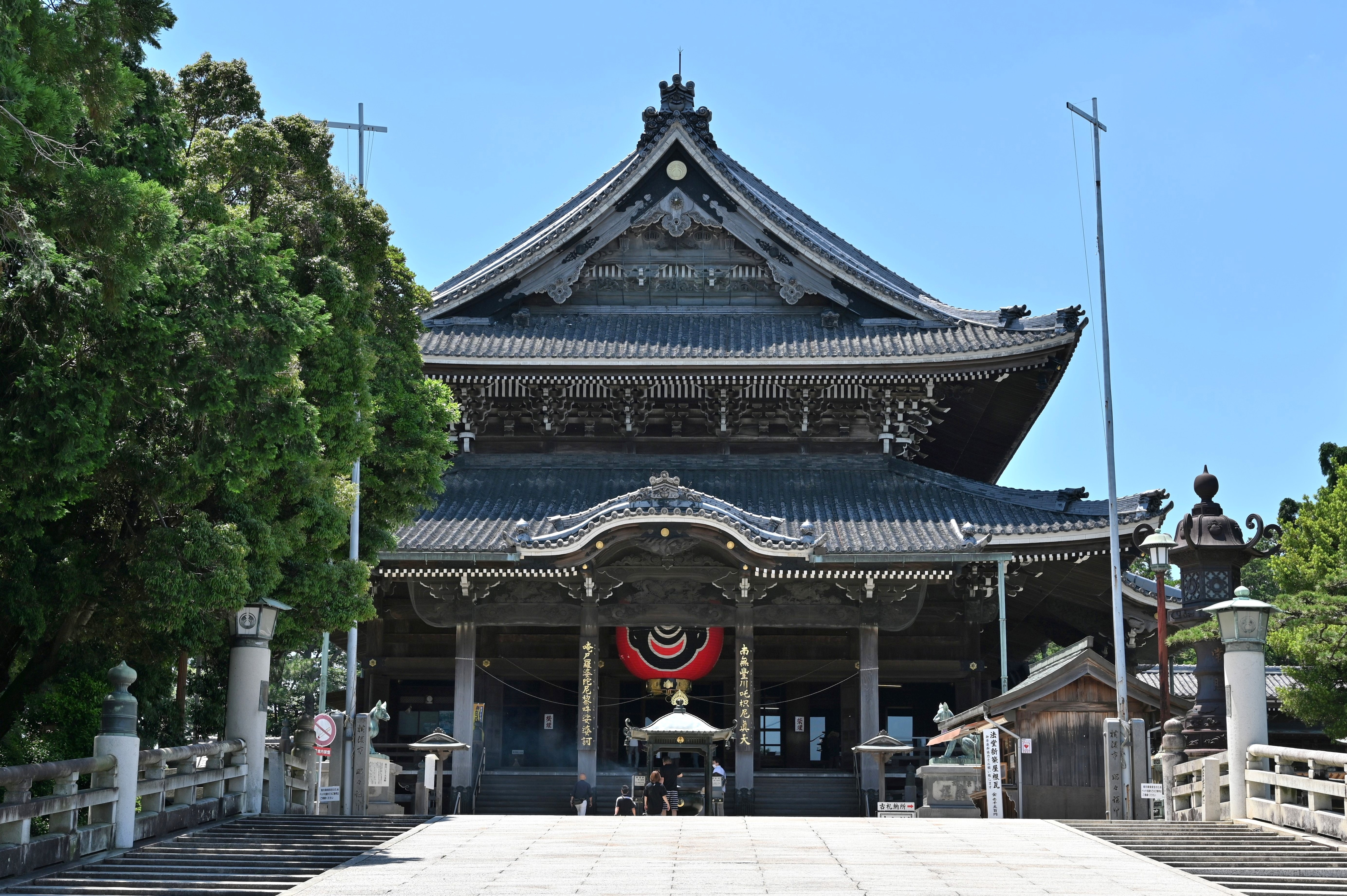
豐川稻荷
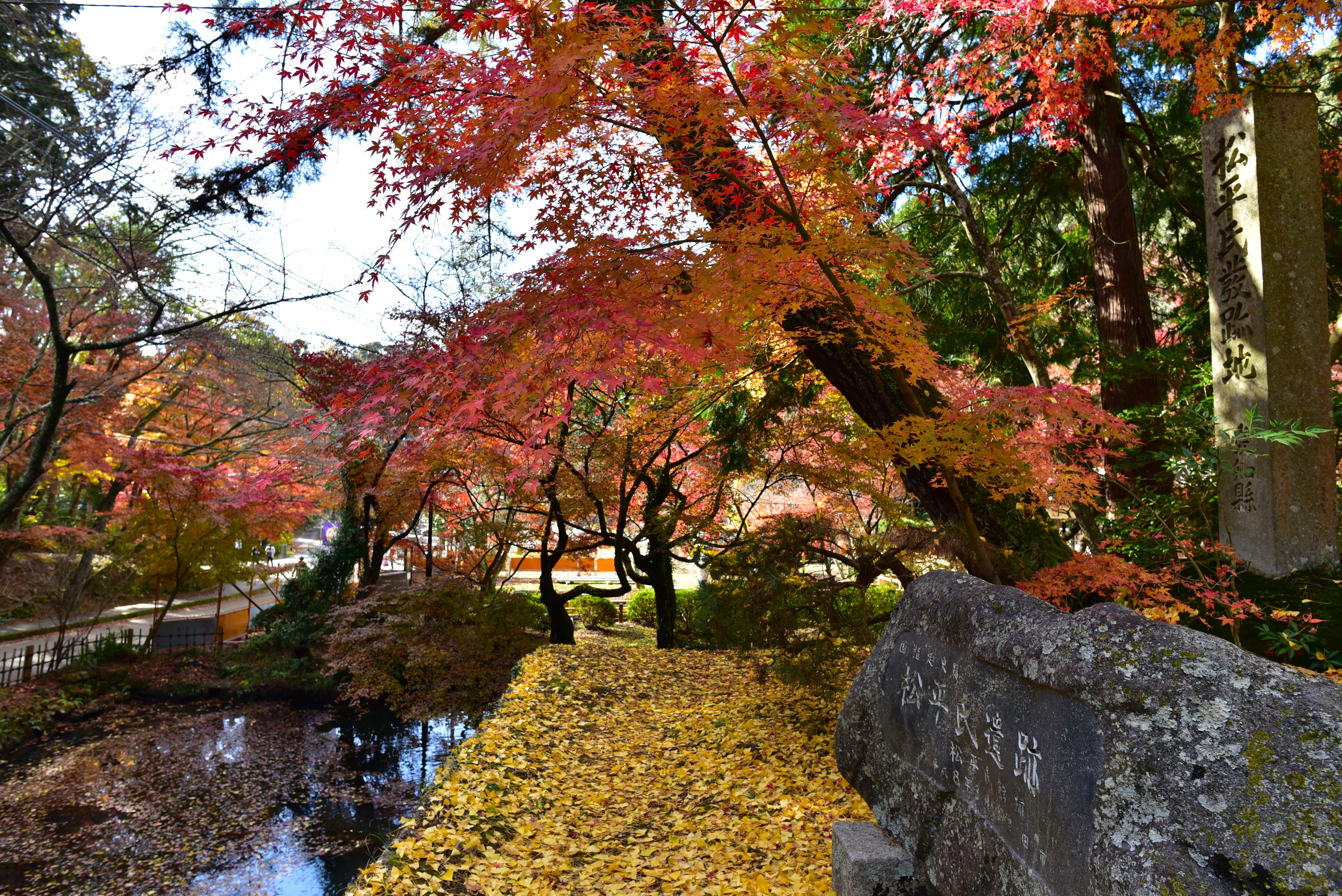
松平郷
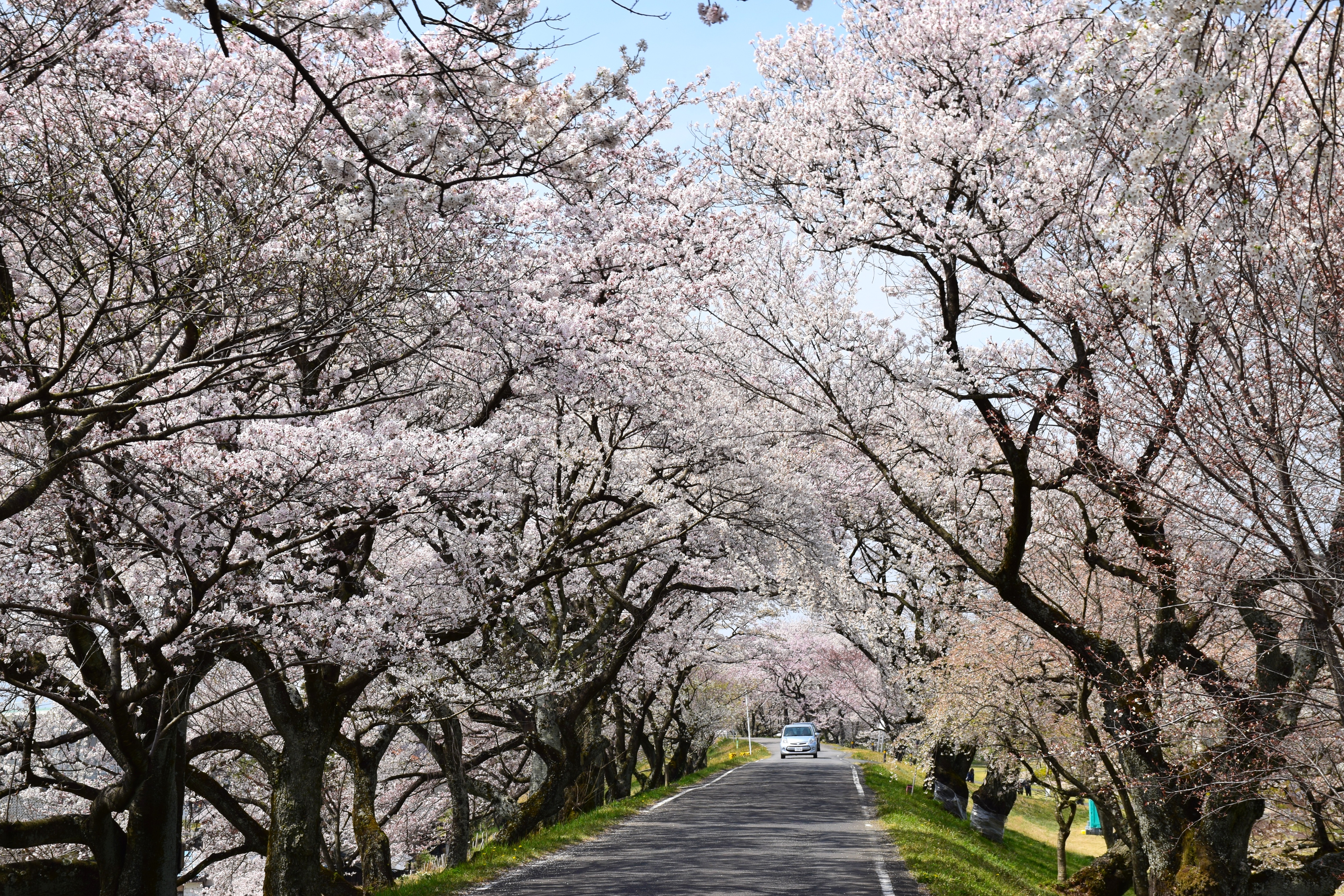
木曾川堤
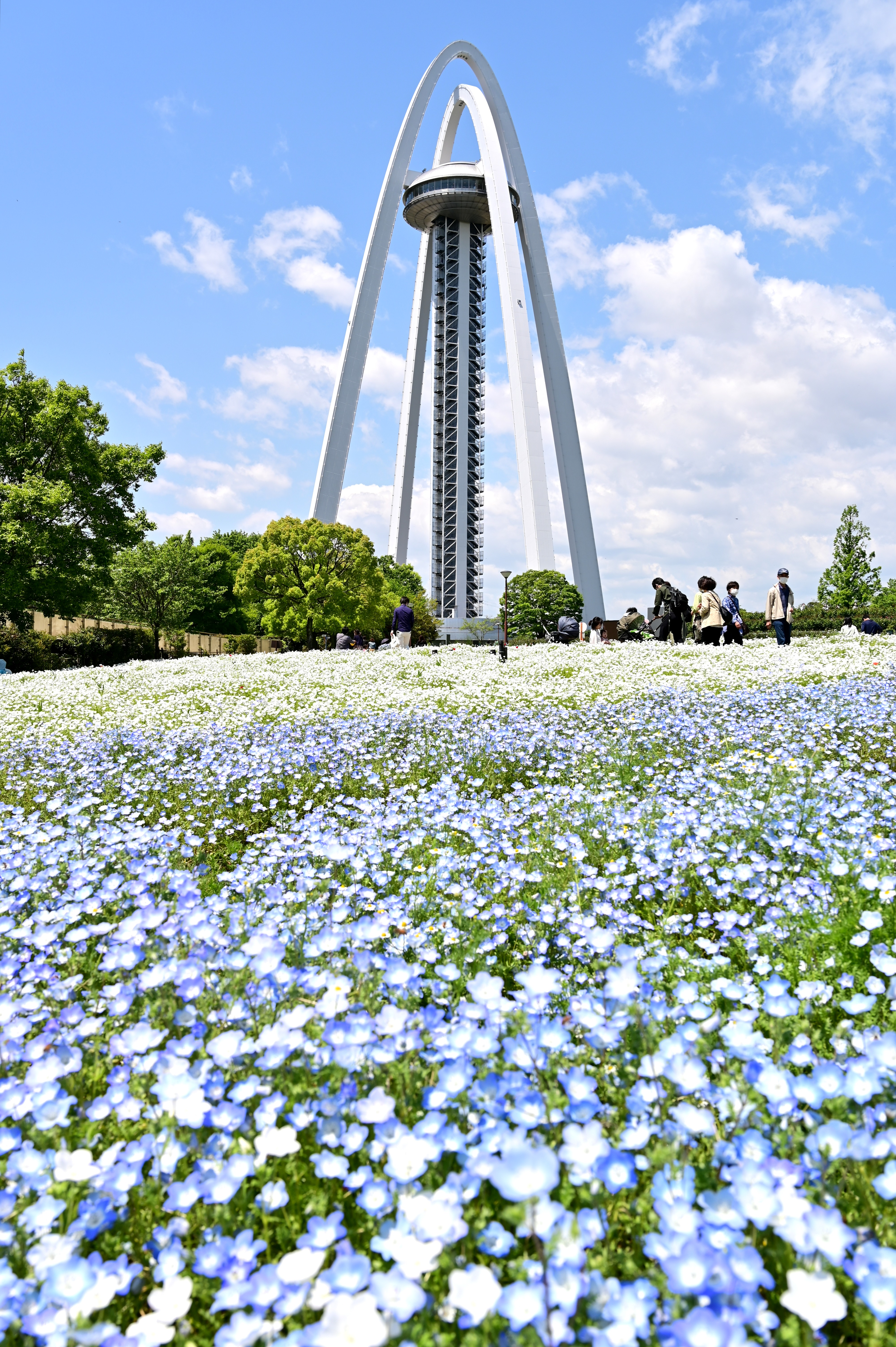
雙子塔138
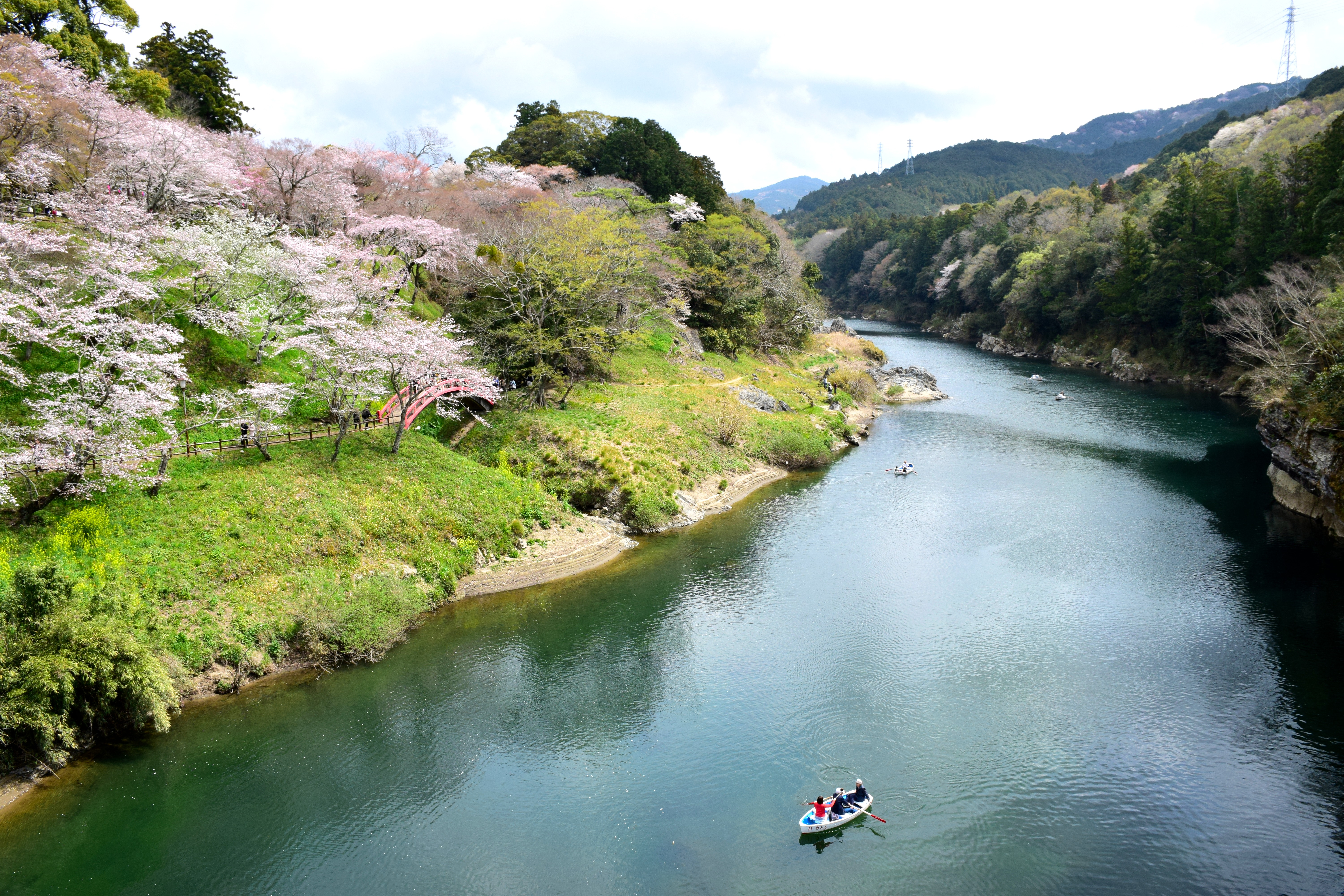
櫻淵公園
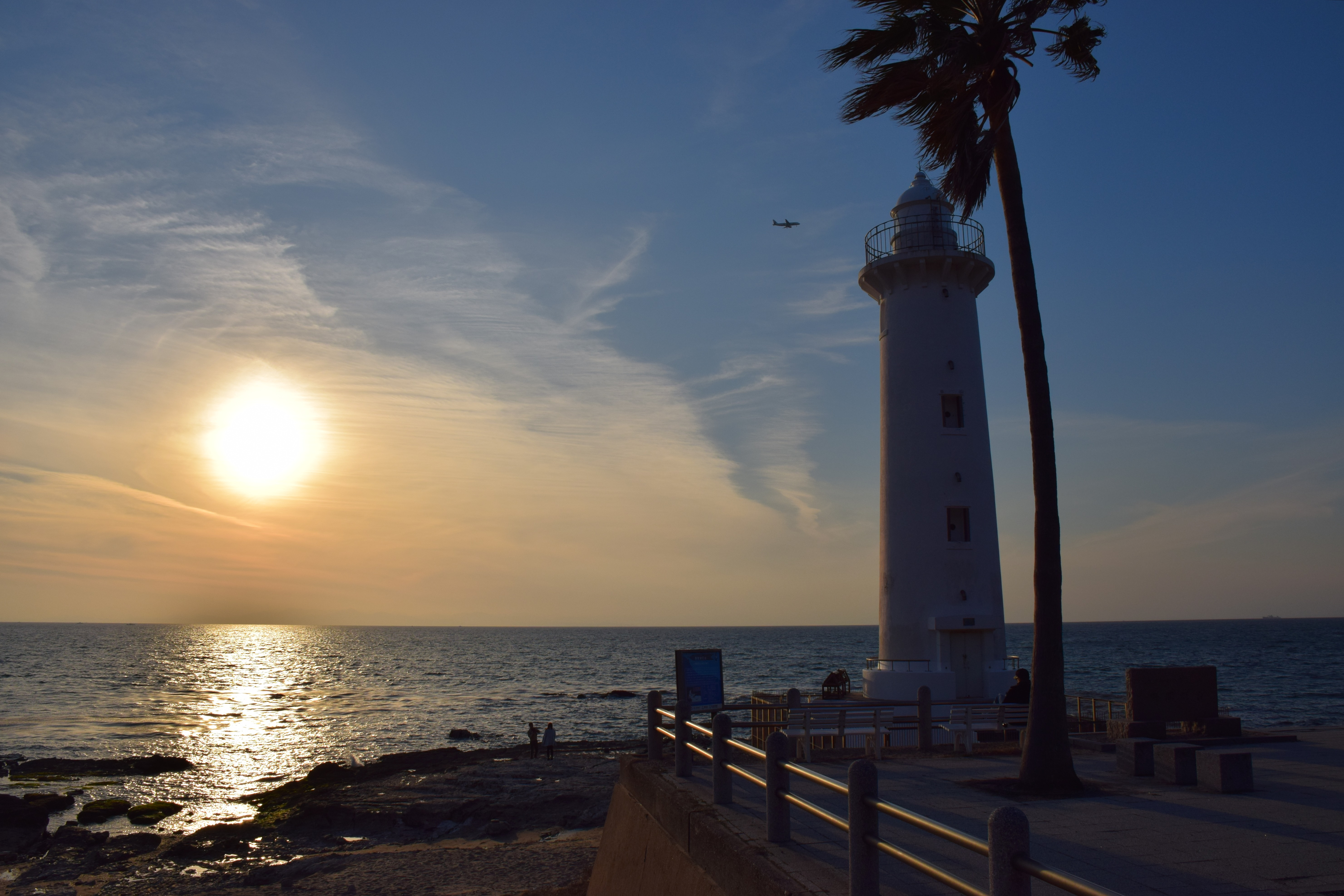
野間埼燈塔
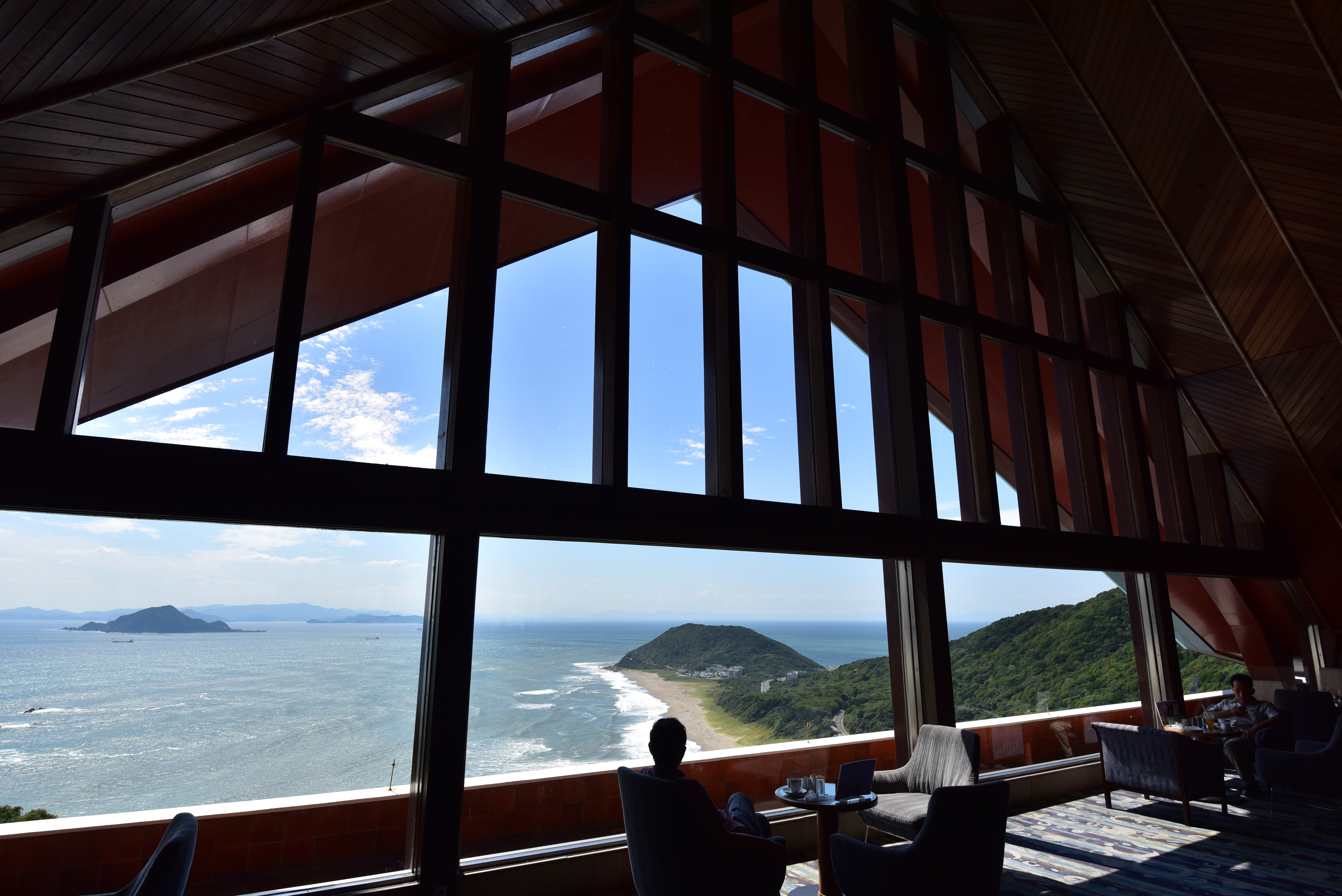
伊良湖岬 （页面存档备份，存于）

### 節日

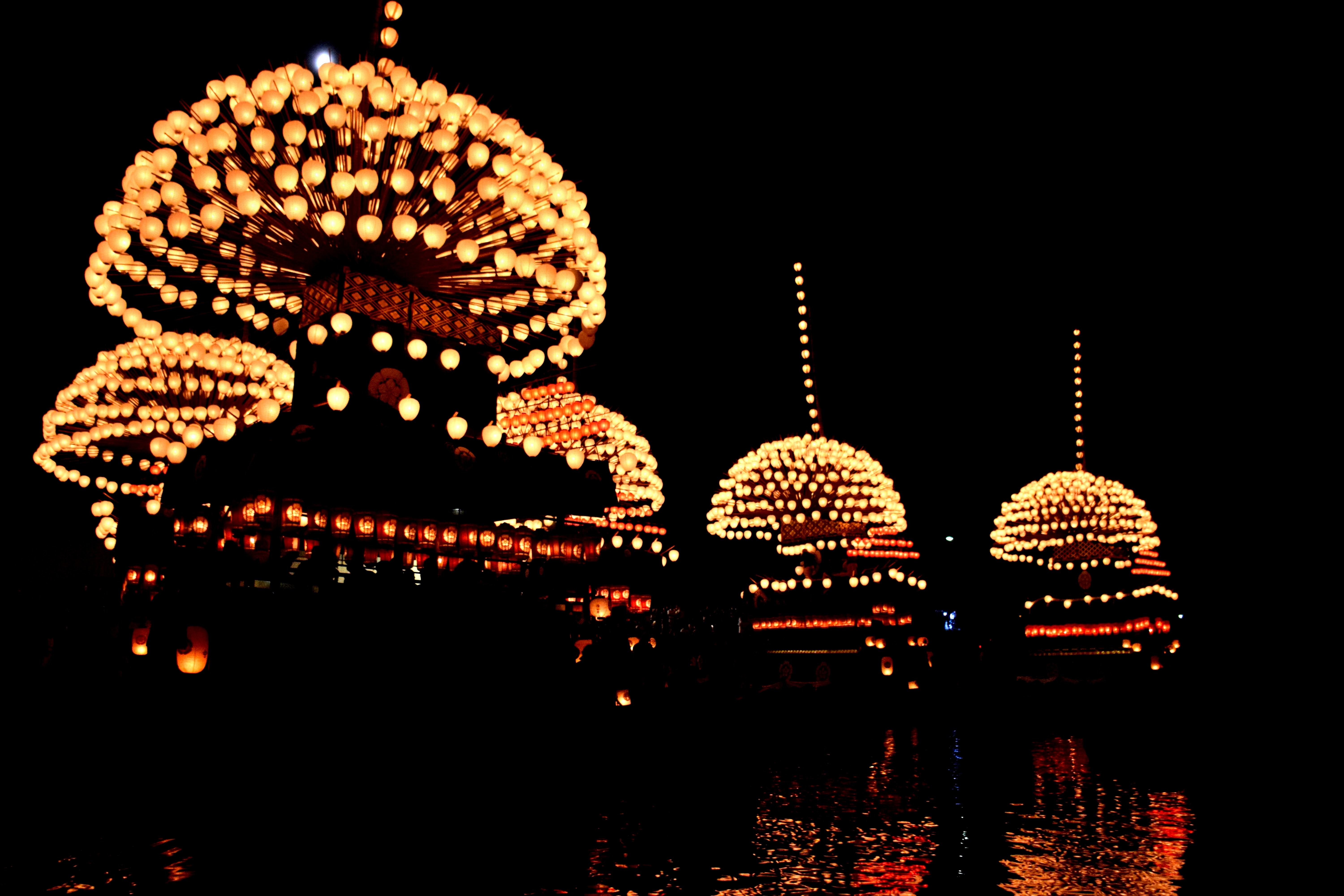
尾张津岛天王节
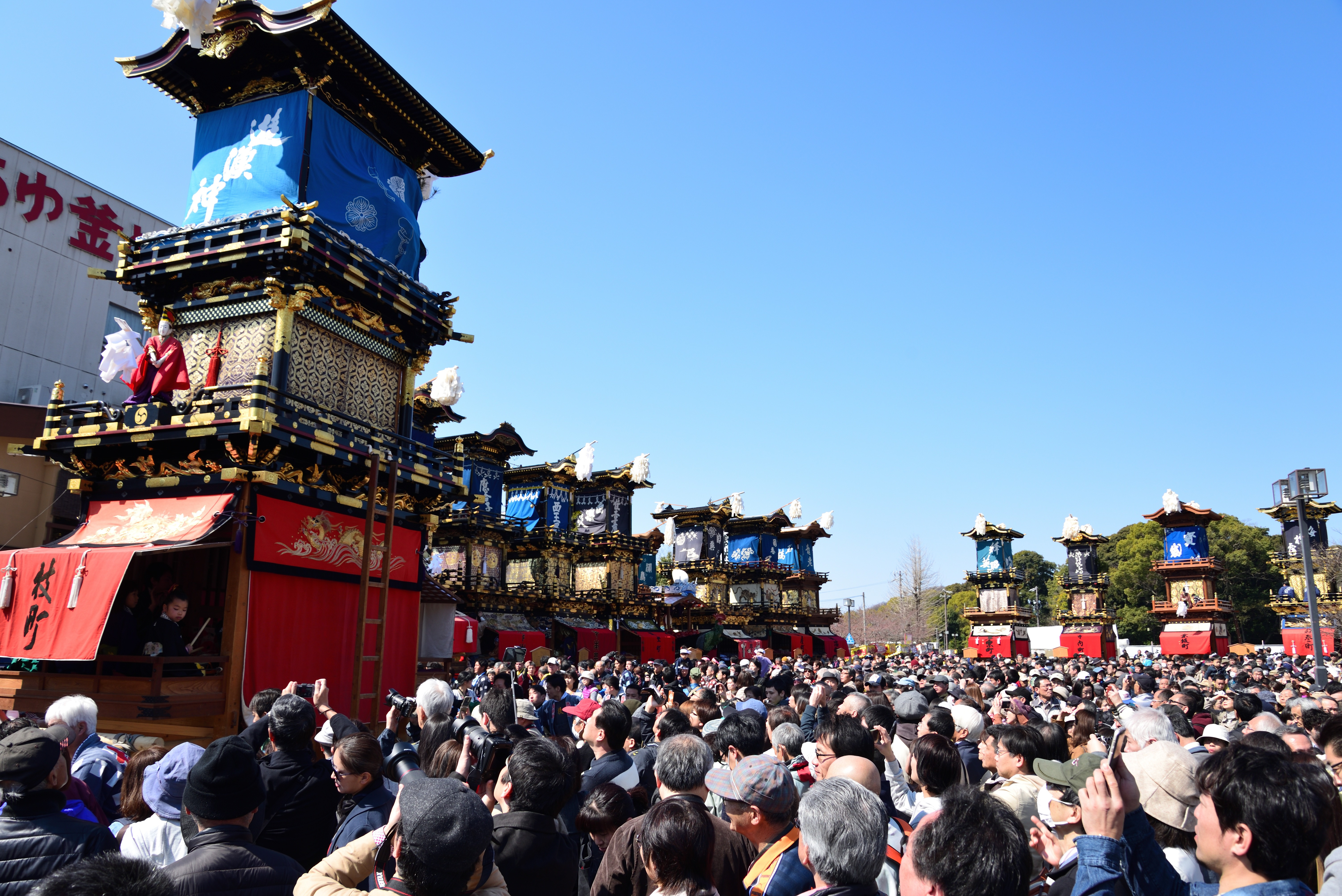
犬山节
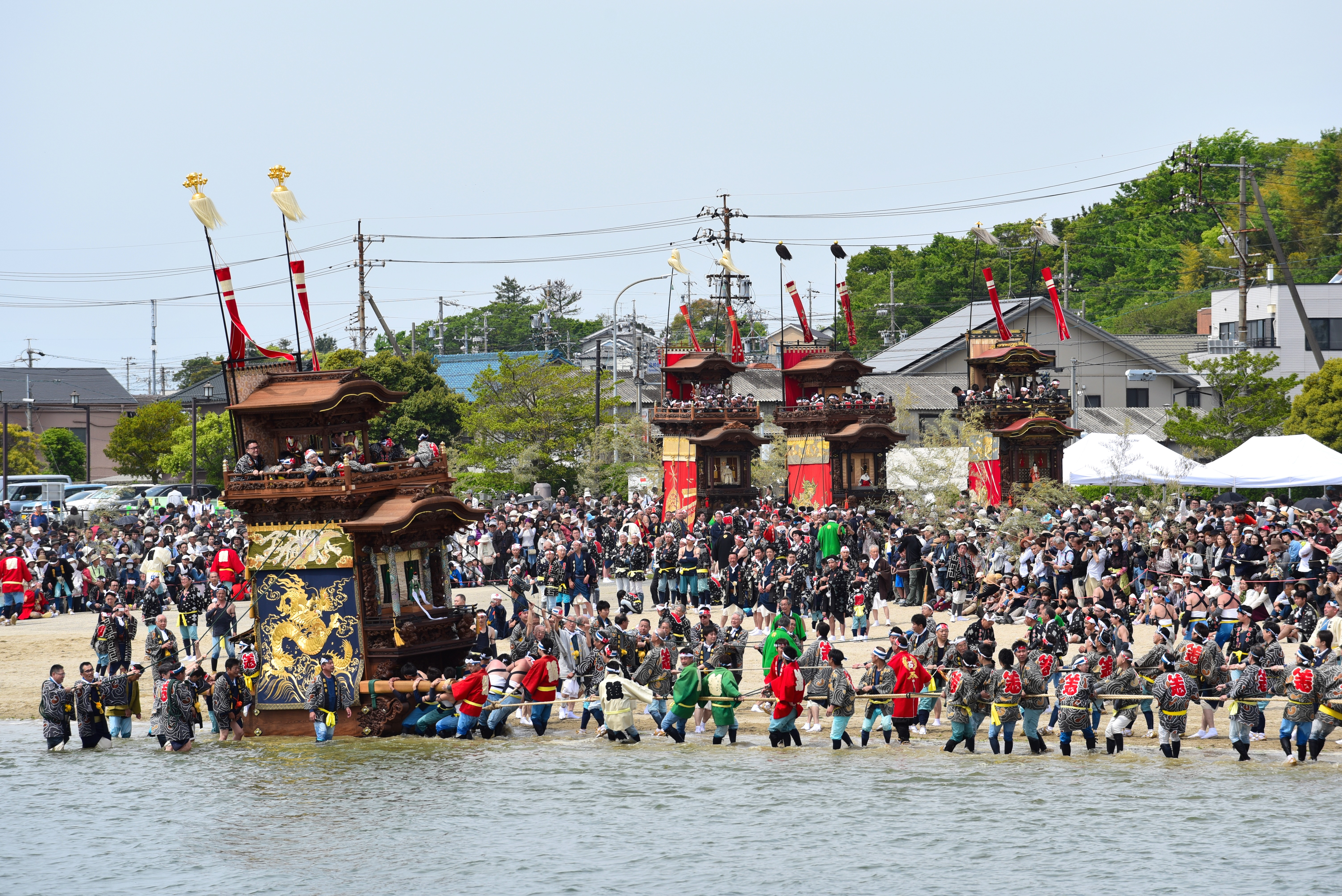
亀崎潮干节
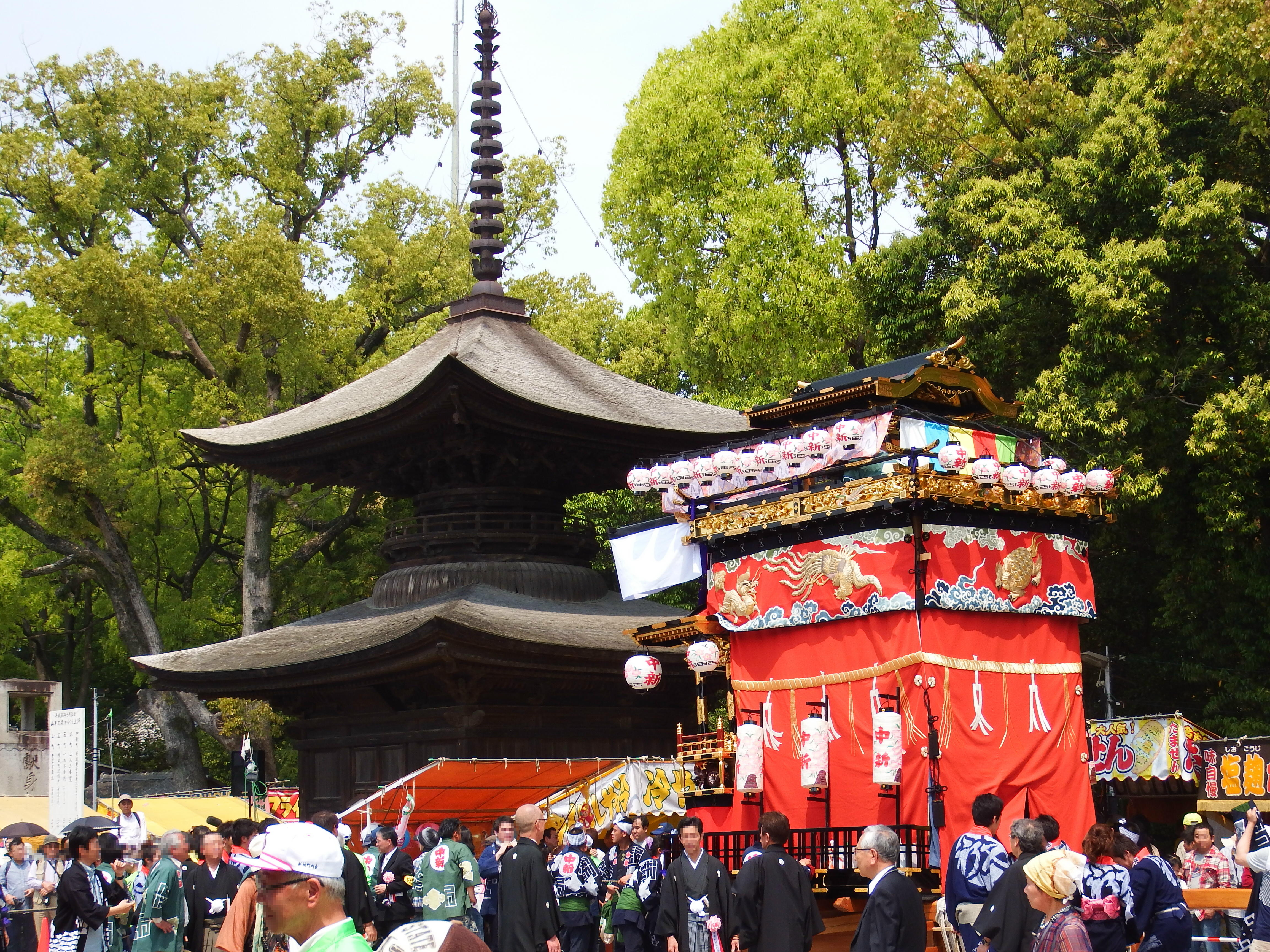
知立节
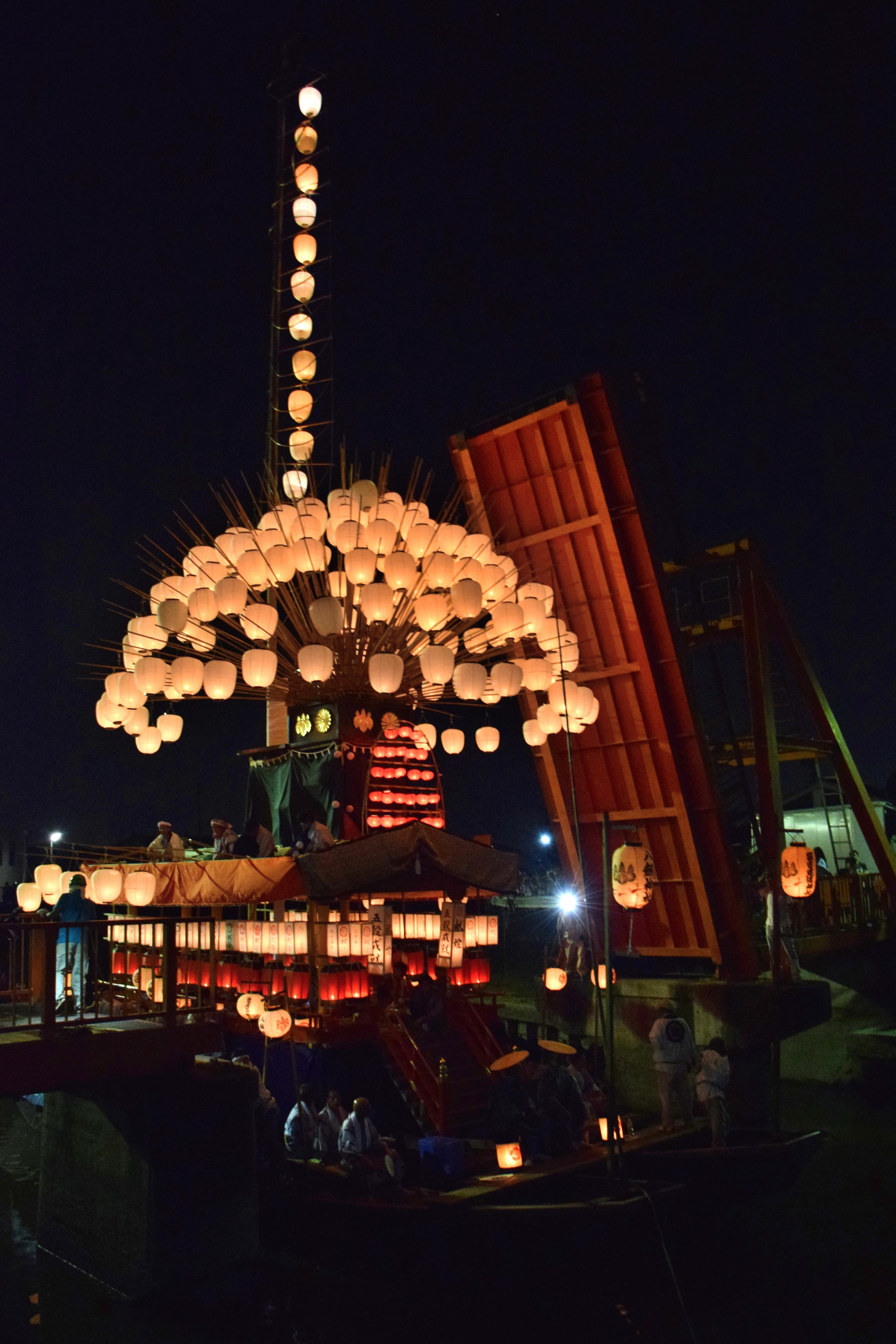
須成节
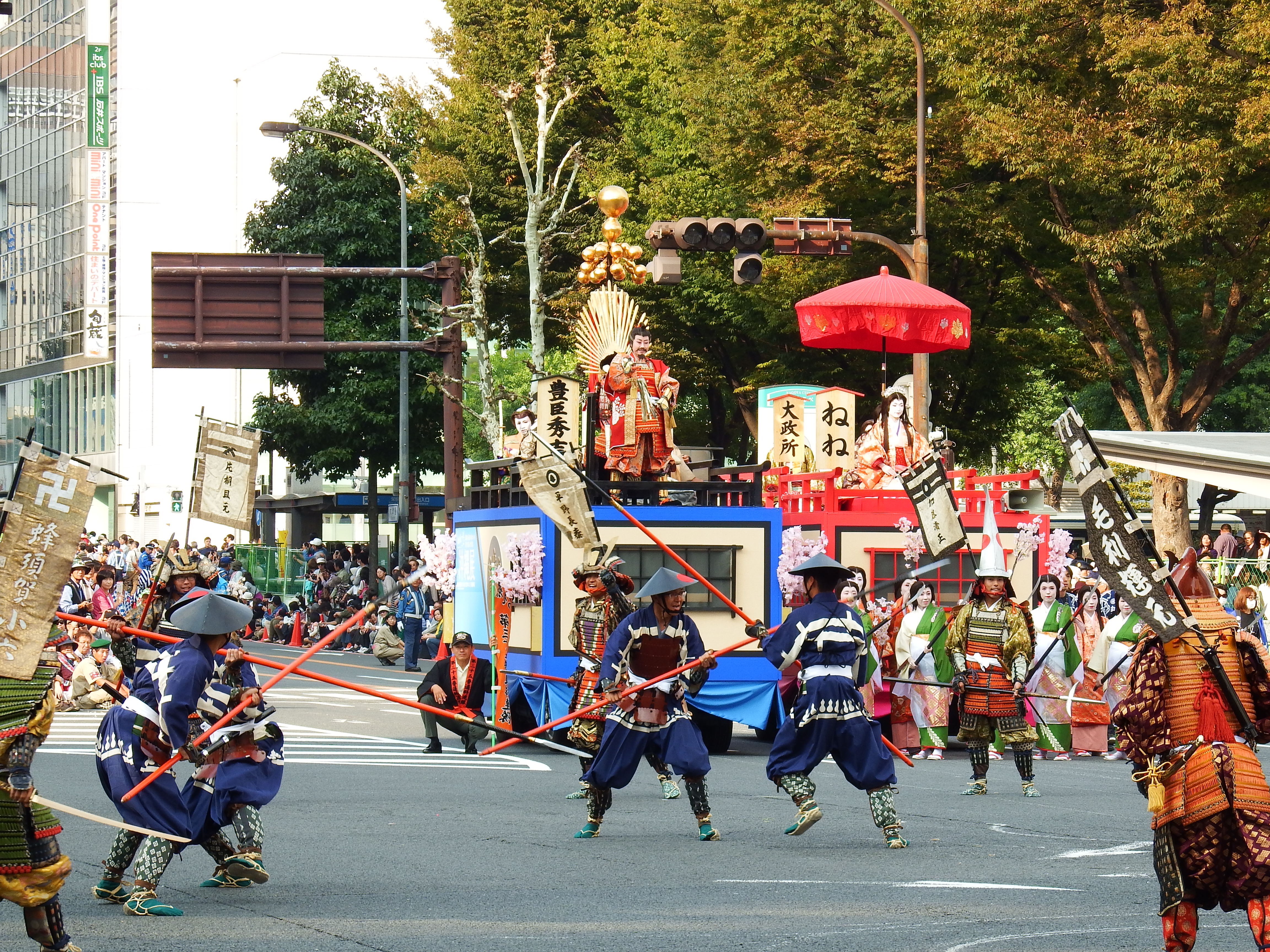
名古屋节
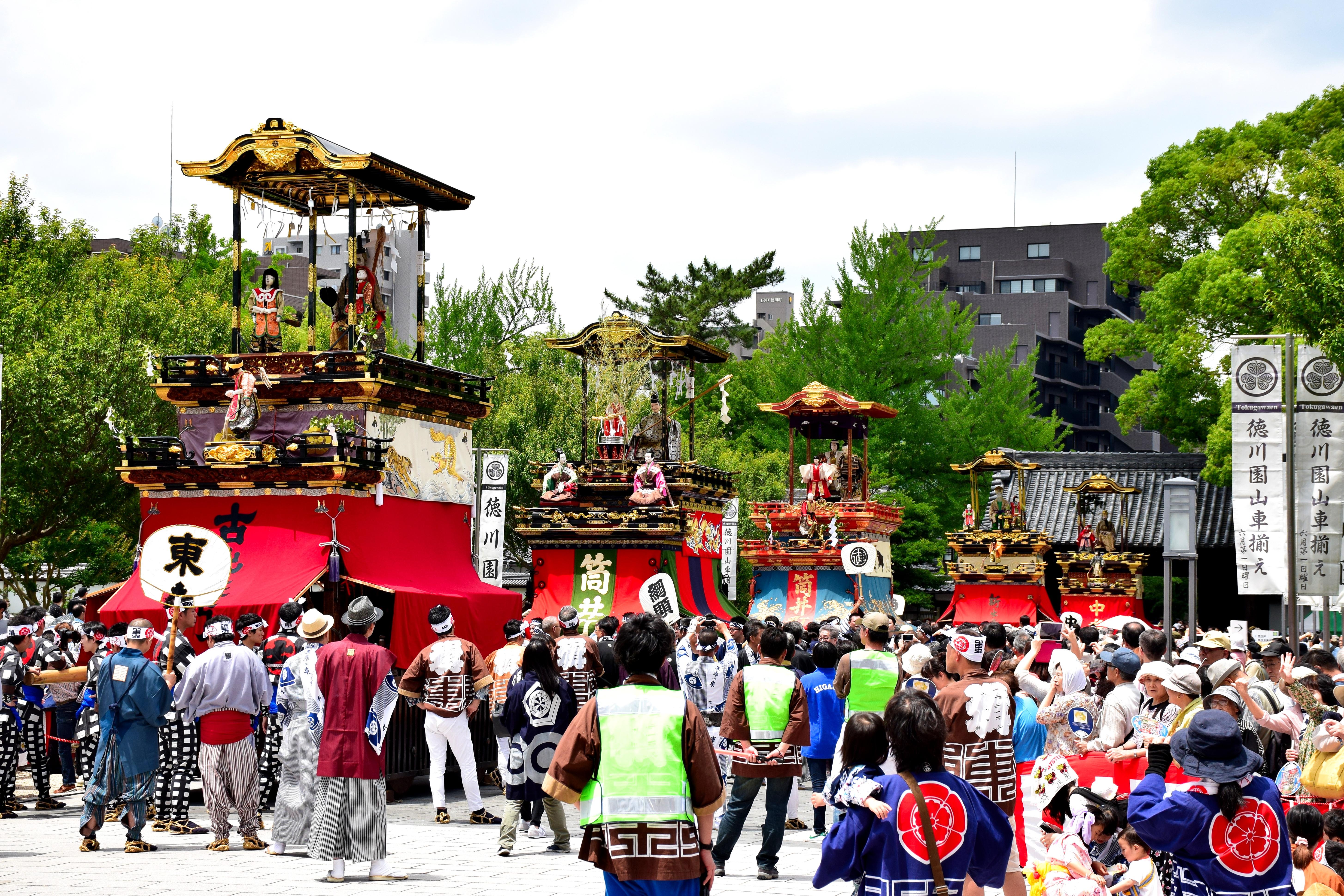
筒井町出来町天王节
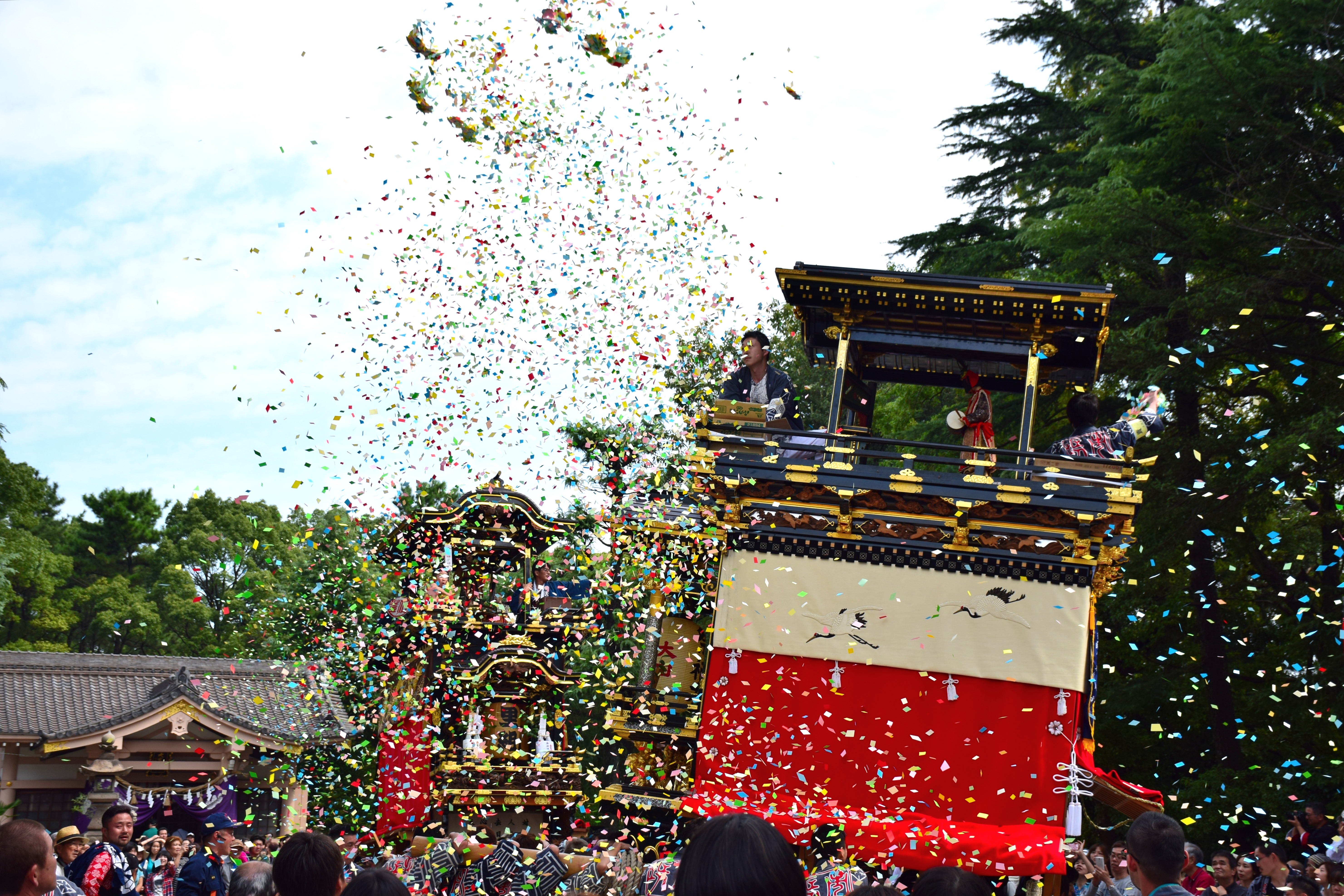
大田节
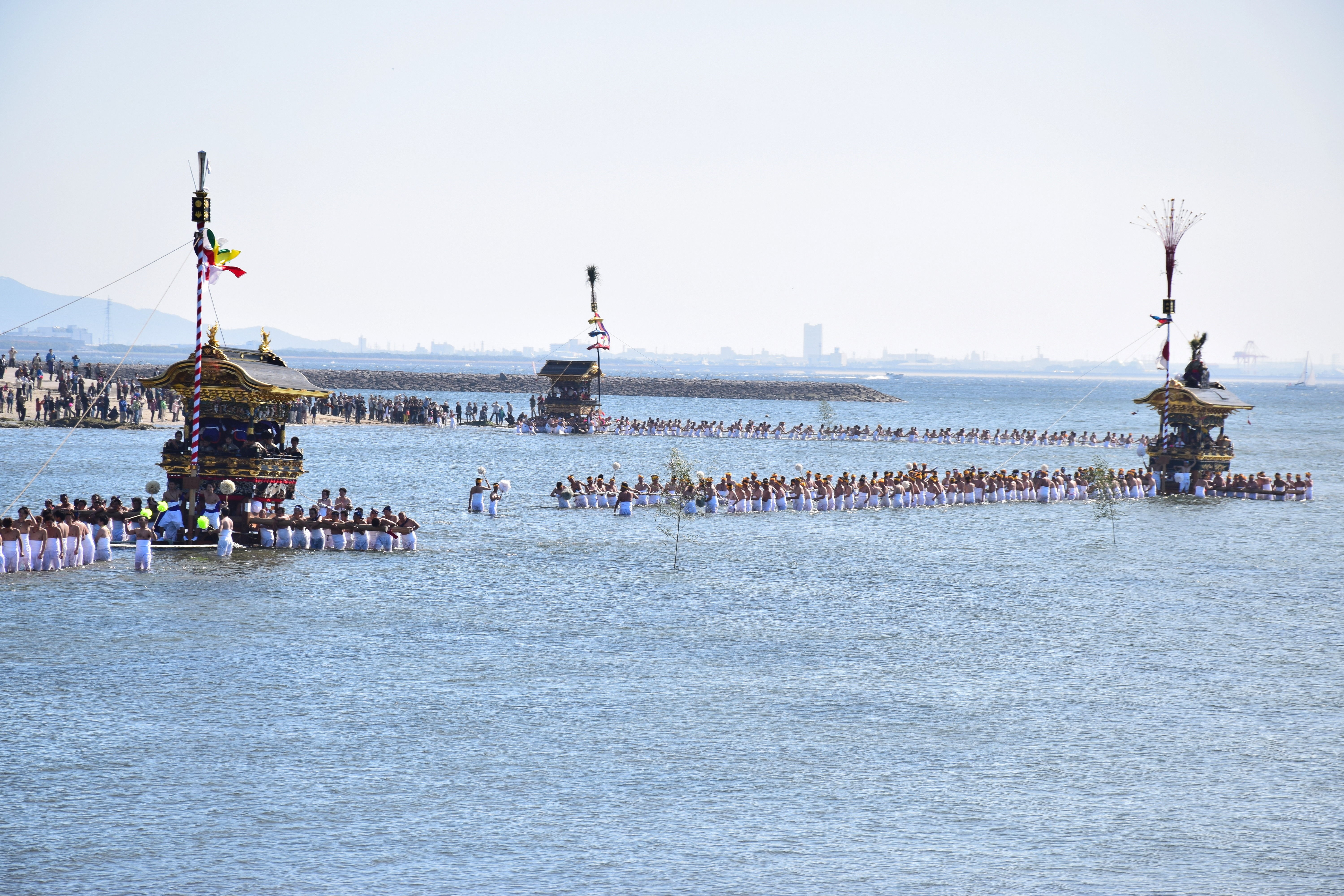
三谷节
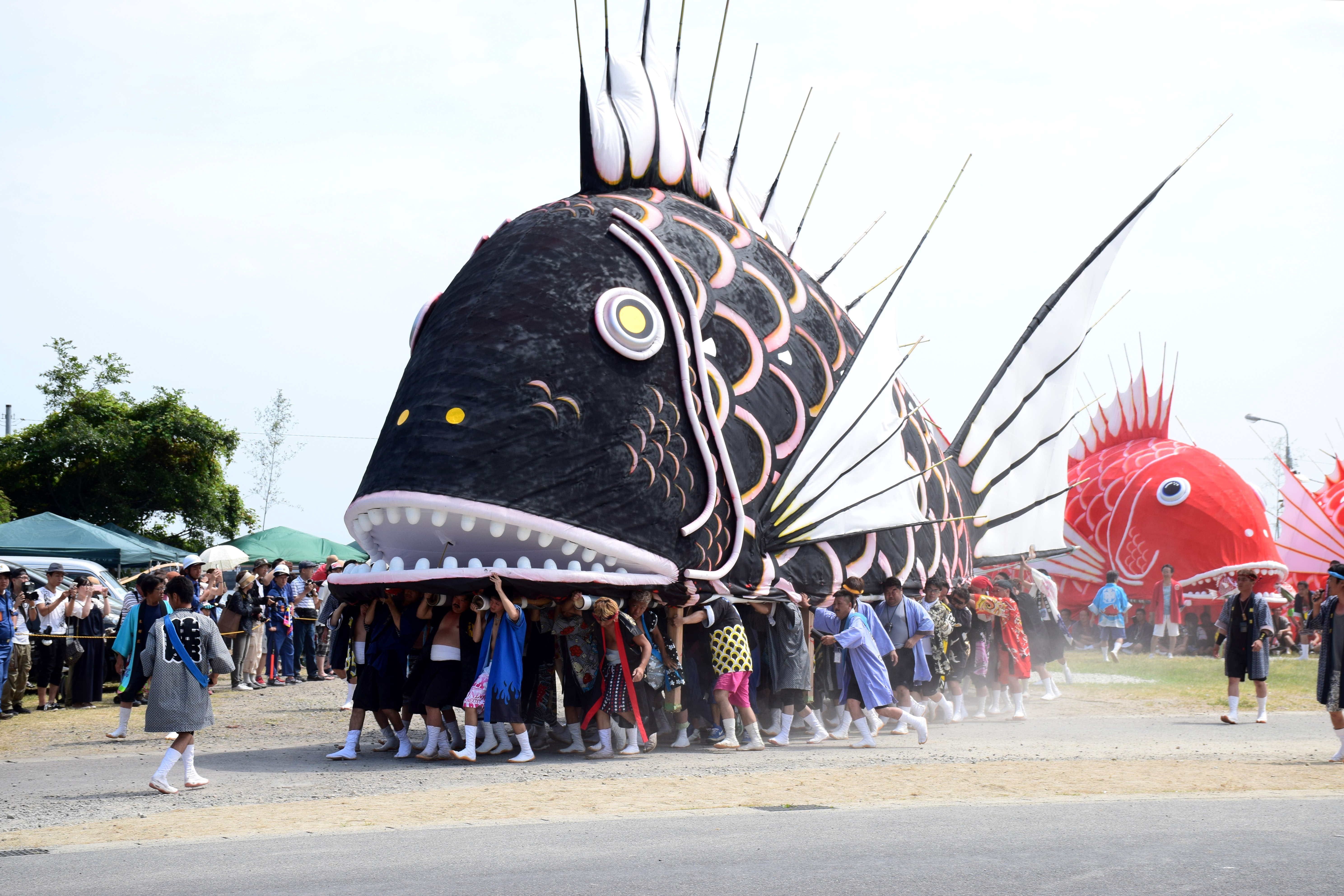
鯛魚节
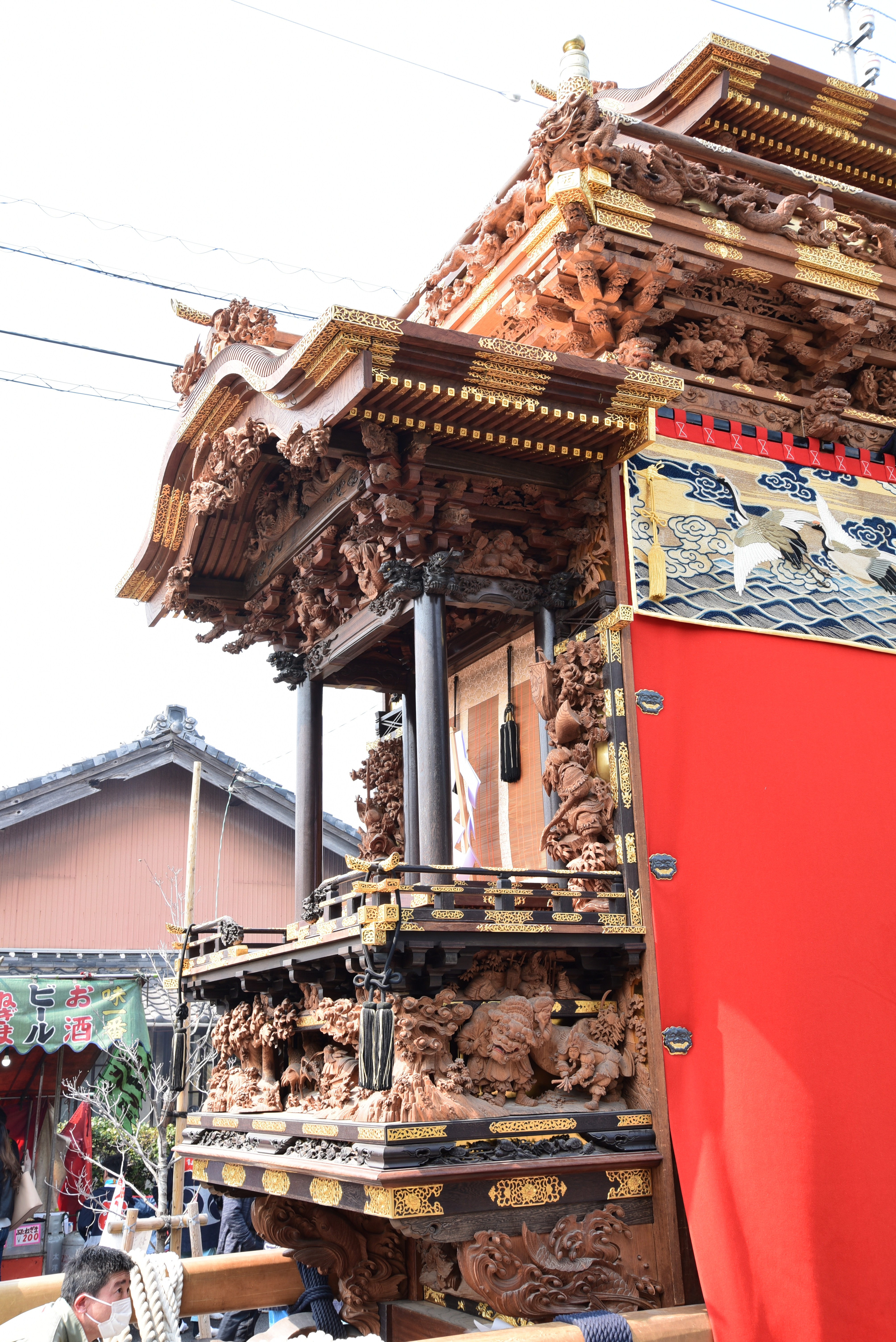
乙川节
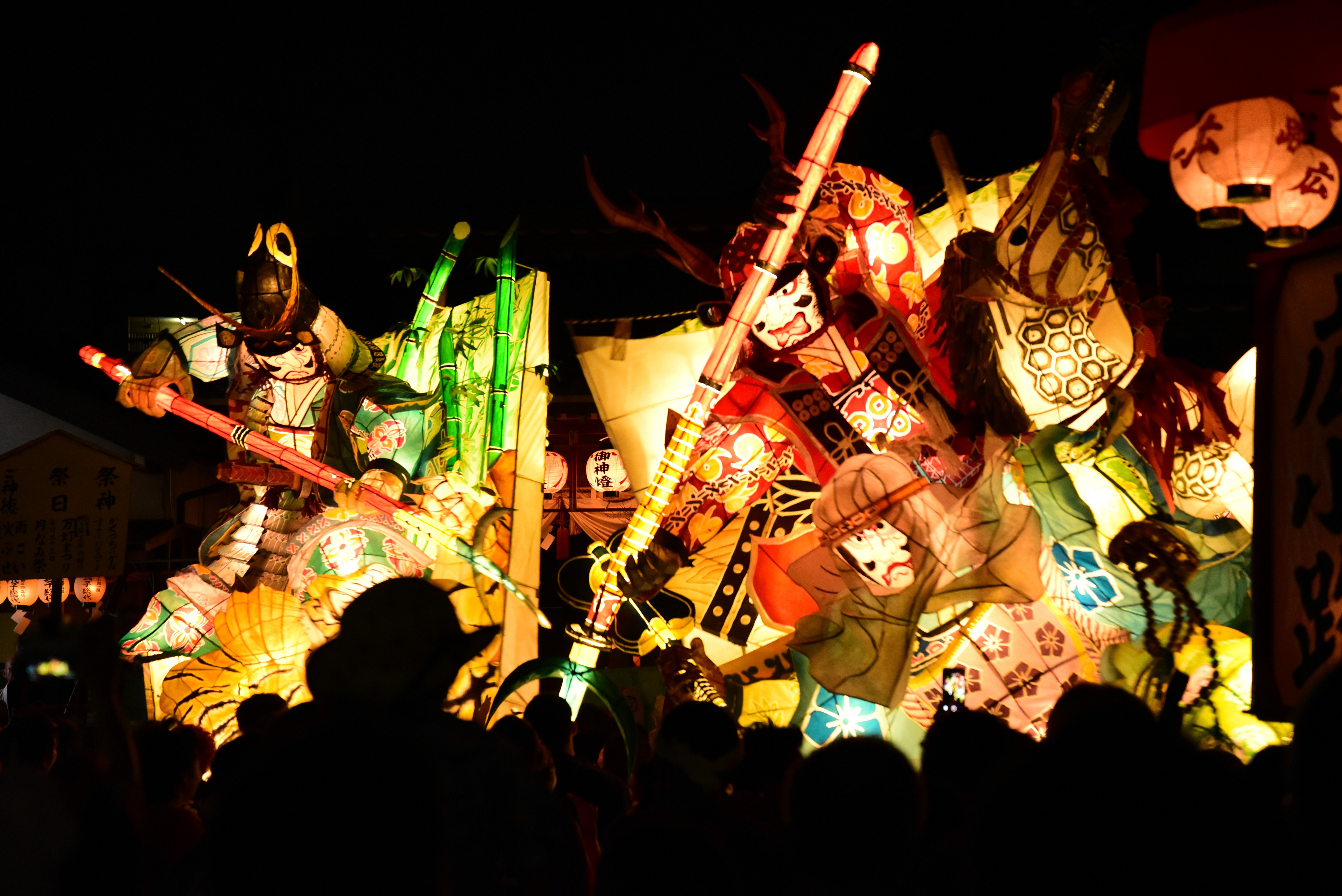
万灯节
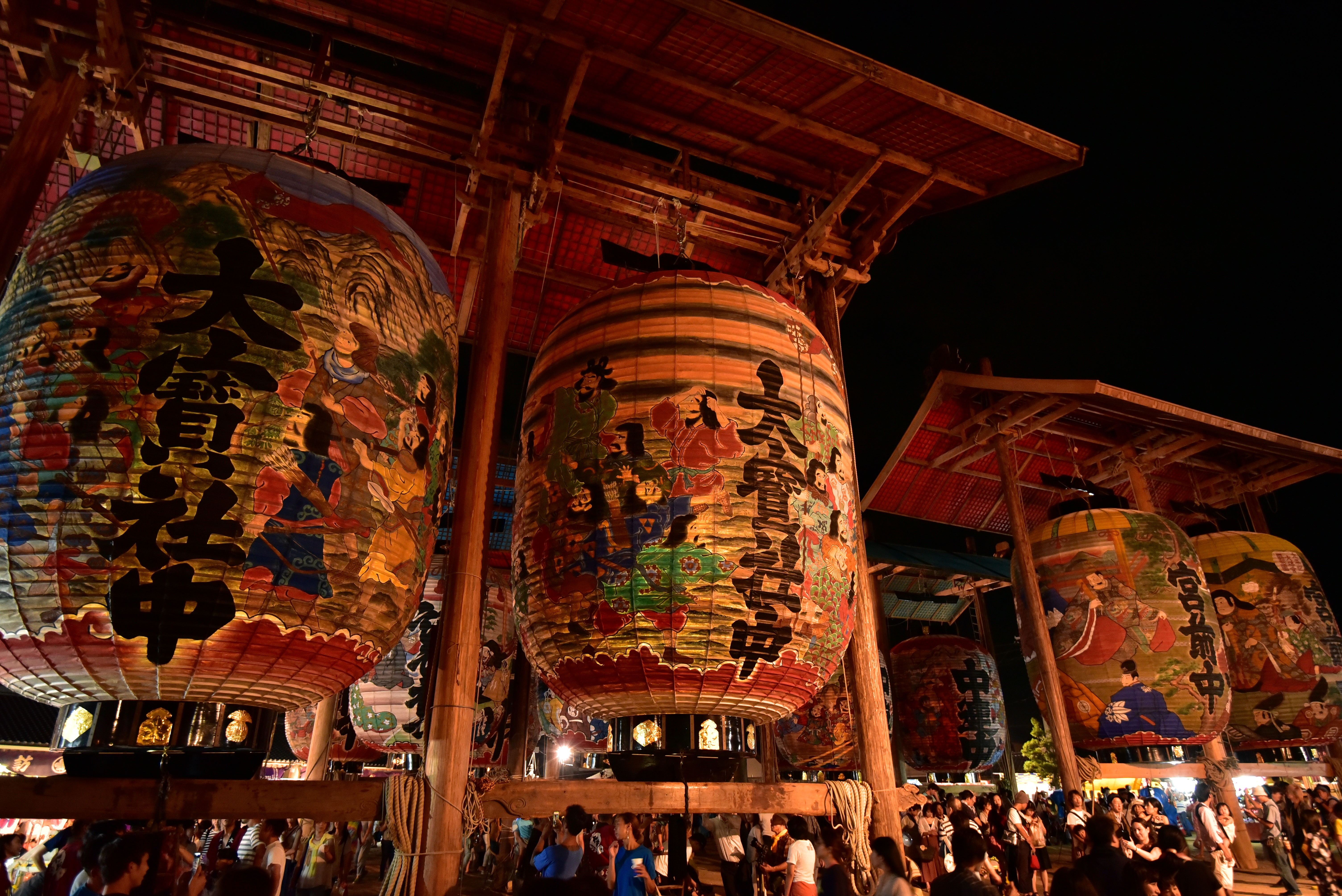
一色大灯笼节
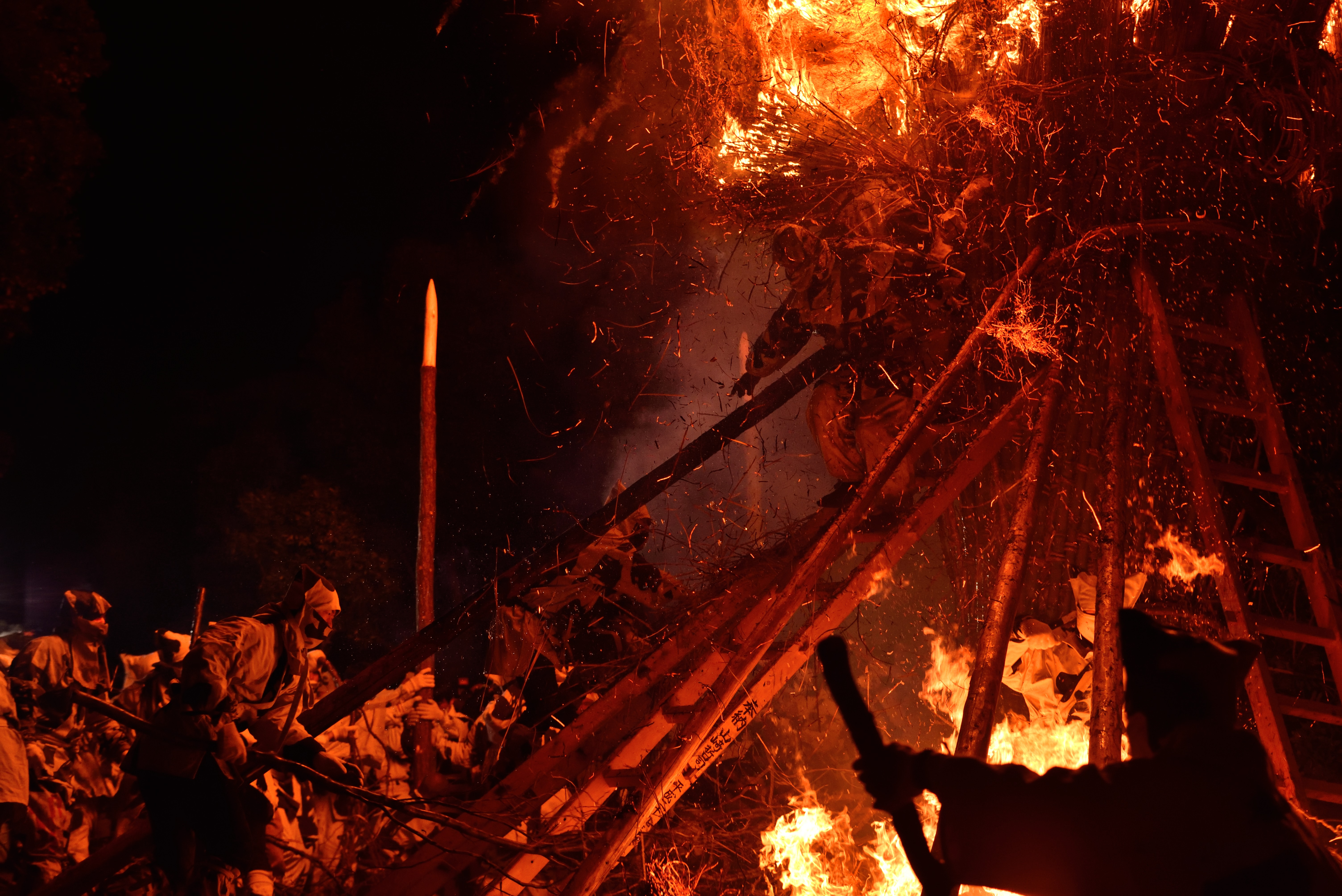
鳥羽的火祭
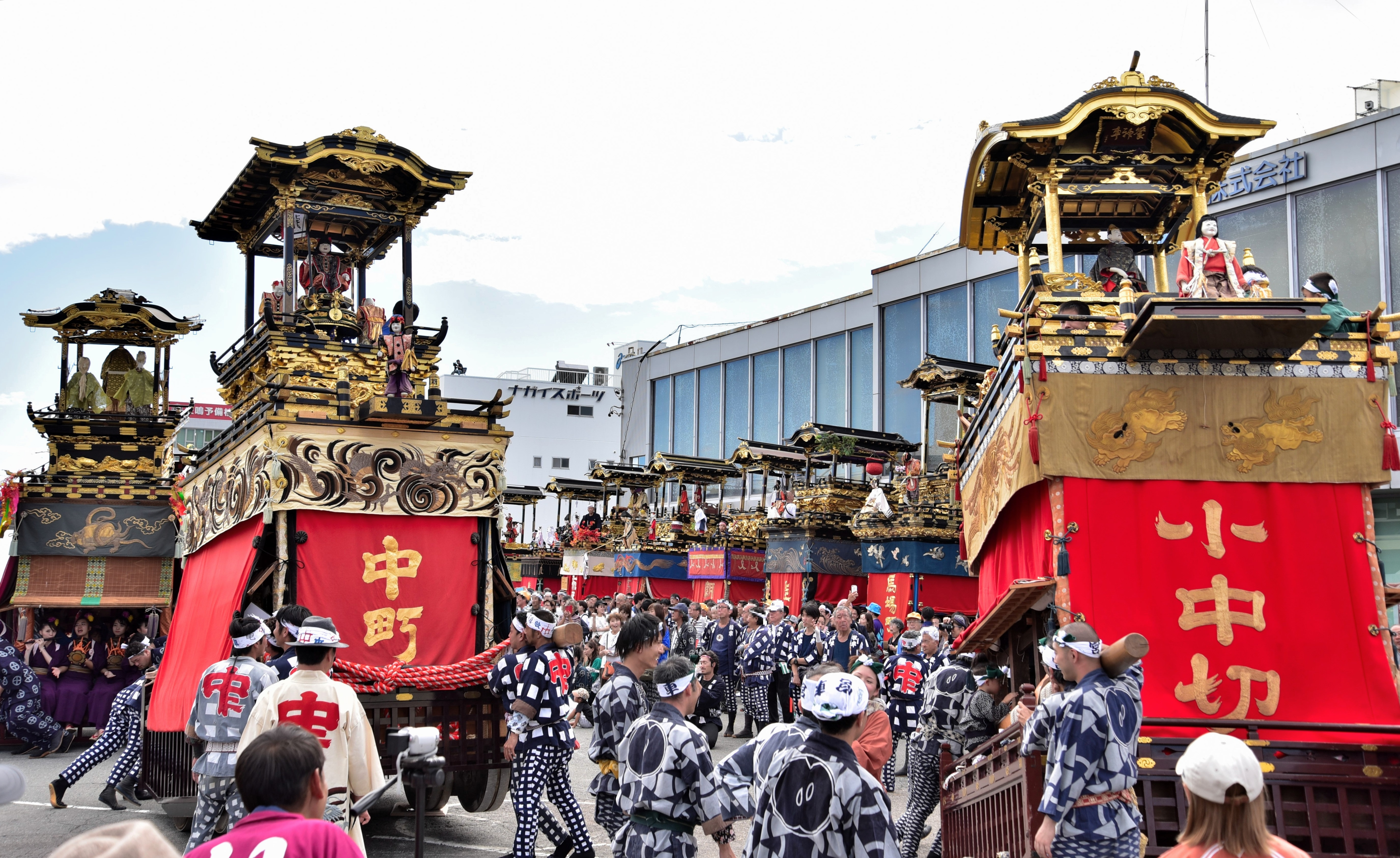
尾张津岛秋季节

## 外部連結
- OpenStreetMap上有關愛知縣的地理

行政
- 官方网站

観光
- Aichi Now Official Site for Tourism Aichi （页面存档备份，存于） - 愛知県観光協会
- 愛知県 産業労働部 観光コンベンション課 （页面存档备份，存于）